# Maison Bonaparte
Pour les articles homonymes, voir Maison Bonaparte (homonymie).
« Bonaparte » redirige ici. Pour les autres significations, voir Bonaparte (homonymie).
La maison impériale de France désigne la dynastie impériale française et ses branches collatérales. Elle est issue de la famille Bonaparte, une famille patricienne corse originaire d'Italie, reconnue noble en France sous l'Ancien Régime et devenue maison impériale à la suite de l'élévation de Napoléon Bonaparte à la dignité d'empereur des Français le 18 mai 1804. Trois de ses membres ont régné sur la France :
- le fondateur de la dynastie, Napoléon Ier, de 1804 à 1814, puis en 1815,
- en théorie, son fils Napoléon II, en 1815,
- et son neveu Napoléon III, de 1852 à 1870 (après avoir été le premier président de la République française, de 1848 à 1852, sous le nom de Louis-Napoléon Bonaparte).

La maison Bonaparte a également régné sur plusieurs pays européens au cours du Premier Empire, dans le cadre de la politique familiale de Napoléon Ier :
- l'Italie (Napoléon Ier, de 1805 à 1814) ;
- Naples (Joseph Bonaparte, de 1806 à 1808) ;
- l'Espagne (Joseph Bonaparte, de 1808 à 1813) ;
- la Hollande (Louis Bonaparte, de 1806 à 1810, et Louis-Napoléon II, en 1810) ;
- Lucques et Piombino (Élisa Bonaparte, de 1805 à 1814) ;
- la Toscane (Élisa Bonaparte, de 1809 à 1814) ;
- la Westphalie (Jérôme Bonaparte, de 1807 à 1813).

## Origines et histoire

### Analyse génétique de la lignée paternelle
D'après une analyse génétique du docteur Gérard Lucotte, l'haplogroupe du chromosome Y (ADN-Y) de Napoléon Bonaparte est E1b1b1c (E-M34). Le chromosome Y se transmet uniquement par la lignée masculine : un père le transmet à ses fils. Cet haplogroupe, rare en Europe, est surtout présent en Éthiopie et au Moyen-Orient (Jordaniens, Yéménites, Éthiopiens, etc.). Le résultat de cette analyse ouvre de nouvelles hypothèses concernant l'origine de la famille Bonaparte, dont de lointains ancêtres pourraient être natifs du Proche-Orient ou du Caucase.

### Des racines italiennes
Gustave Chaix d'Est-Ange écrit en 1906 : « La famille Bonaparte, anciennement Buonaparte, appartenait avant la Révolution à la noblesse de l'île de Corse où elle vint des environs de Gênes s'établir vers la fin du XVe siècle. Il est peu de familles sur l'origine desquelles les historiens soient moins d'accord ; […]. Comme le fait remarquer le comte Colonna de Cesari-Rocca dans son Armorial Corse, les noms de Bonaparte, Buonaparte, etc., furent portés en Italie au Moyen Âge par un grand nombre de familles appartenant aux situations sociales les plus variées. » Trois principales familles originaires respectivement de San Miniato, Sarzana et Trévise, ont porté ce nom mais il n'est pas possible de prouver un lien généalogique entre elles.
Gustave Chaix d'Est-Ange précise que, par un acte du 28 juin 1759, les Bonaparte de Corse se firent reconnaître officiellement parents par les Bonaparte de Florence, issus de ceux de San Miniato : « Cette reconnaissance, étant antérieure à la grande fortune des Bonaparte de Corse, était assurément bien désintéressée de la part de ceux de Toscane. Toutefois, on ne doit y attacher qu'une importance relative ; on sait, en effet, combien les actes de ce genre, dictés uniquement d'ordinaire par la complaisance ou par la courtoisie, ont peu de valeur en matière généalogique quand ils ne sont pas appuyés sur des preuves sérieuses ». Il précise : « Toutefois, leur point de jonction avec ceux de Toscane n'a pu encore être établi. » Cette famille eut pour dernier représentant l'abbé Grégoire Bonaparte qui mourut en 1803 après avoir rencontré Napoléon Bonaparte et tenté en vain de convaincre ce dernier de favoriser la canonisation de son parent l'abbé Bonaventure Bonaparte,.
Gustave Chaix d'Est-Ange établit cependant un lien entre les Bonaparte de Corse et ceux de Sarzana, à la suite notamment des travaux du comte Colonna de Cesari-Rocca ; l'histoire des Bonaparte de Corse a ainsi pu être reconstituée et la filiation à peu près suivie depuis le XIIIe siècle à Sarzane, près de Gênes, et peut-être originaire du village de San Stefano où il existait une famille de notaires du nom Bonaparte.
Sur la famille Bonaparte, de Sarzane, il écrit : « La descendance de Janfald [Bonaparte] occupa à Sarzana un rang distingué sans que l'on puisse affirmer toutefois qu'elle ait appartenu à la noblesse ; le nom des Bonaparte de Sarzane ne figure pas, en tout cas, au Livre d'Or de Gênes. »

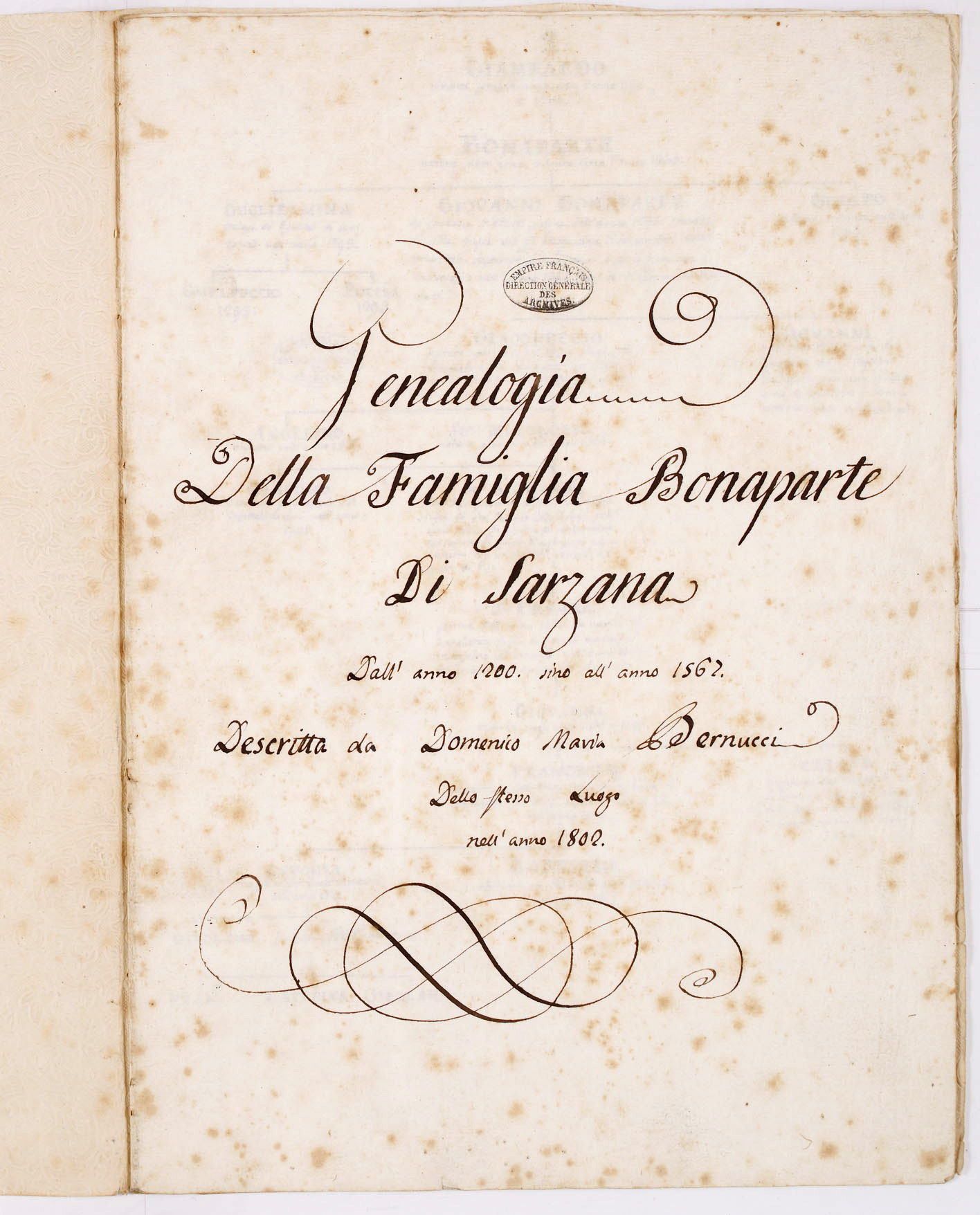
Généalogie de la famille Bonaparte, de Sarzane.

Selon la généalogie de la famille Bonaparte, de Sarzane (1200-1567), donnée par Napoléon III aux Archives nationales le 13 septembre 1861, c'est de cette famille remontant à la fin du XIIe siècle que sont issus les Bonaparte de Corse,. Le membre le plus ancien de la lignée est Gianfaldo, patricien de Sarzane, qui a vécu dans cette ville entre 1180 et 1200 et a prêté serment à l'évêque de Luni en 1219 ou 1229. Le 24 avril 1397, Giovanni Bonaparte, notaire, maire de Sarzane, commissaire de Giovanni Maria Visconti en 1408 pour la Lunigiana, épouse à Lucques Isabella Calandrini, fille de Federico Calandrini, Officiale della Porta San Donato, et de Maddalena de Griffi. Isabella Calandrini est la cousine du cardinal Filippo Calandrini, demi-frère du pape Nicolas V.

### La famille Bonaparte en Corse
Avec Francesco Bonaparte, la famille s'implante dès la fin du XVe siècle en Corse et plus précisément à Ajaccio,. Francesco Bonaparte, dit « Moro ou encore Moro de Sarzane » (« le Maure »), soldat dans la cavalerie génoise, et arrière-petit-fils de Giovanni Bonaparte et d'Isabella Calandrini, est mentionné dans cette ville dès 1490 comme arbalétrier. Les Bonaparte, citadins et membres du conseil des Anciens d'Ajaccio à partir de 1616, exercent principalement des fonctions de juristes et d'administrateurs pour la république de Gênes ou pour les seigneurs locaux. On comptera parmi eux des notaires, des hommes de loi, des greffiers, des militaires (mercenaires, arbalétrier, soldat). Ils siégeront au conseil des Anciens d'Ajaccio. Ils s'allieront à des familles occupant des charges similaires (de Castelletto, Lubera).
Jean Tulard et Joseph Valynseele écrivent qu'à partir de la fin du XVIe siècle, les Bonaparte tissent des parentés avec les familles seigneuriales du sud de la Corse, dont ils revendiqueront systématiquement l'ascendance lors de leurs demandes de reconnaissance de noblesse.
Gustave Chaix d'Est-Ange fait débuter en 1682 les parentés avec la vieille noblesse de l'île, il écrit : « Giuseppe Bonaparte s'apparenta à toute la vieille noblesse de l'île par le mariage qu'il contracta en 1682 avec Maria, fille de Guglielmo, coseigneur de Bozzi ». Il cite également les principales alliances de la famille Bonaparte sous l'Ancien Régime, à savoir : Colonna de Bozzi (1682), d'Ornano, Ramolino di Coll'Alto (1767).
L'arbre généalogique de la famille Bonaparte est bien fourni en figures de l'histoire de la Corse : par les alliances et parentés de sa famille Napoléon Bonaparte est ainsi un descendant de :
- Vincentello d'Istria, comte, puis vice-roi de Corse (1421-1434), fidèle soutien de l'Aragon contre Gênes, exécuté en 1434 ;
- Rinuccio della Rocca, figure héroïque, assassiné par Gênes en 1511, après avoir mené quatre guerres contre elle ;
- Filippo Cattacciolo qui a reçu Charles Quint à Bonifacio en octobre 1541[14].

Les Bonaparte sont alliés à la famille d'Ornano, à laquelle se rattache Sampiero Corso, grande figure nationaliste mort en 1567, et marié à Vannina d'Ornano : leur fils, Alphonse d'Ornano a été maréchal de France. Sampiero Corso est connu pour avoir conquis la Corse (reprise à la république de Gênes) avec l'aide du roi Henri II de France, ouvrant ainsi la première période française de l'Histoire corse, de 1553 à 1559.
Napoléon Bonaparte, de surcroît, cousine avec Sebastiano Costa, petit-fils d'une Bonaparte, filleul d'une Bonaparte et surtout chancelier de Théodore de Neuhoff (roi de Corse pendant sept mois en 1736) et créateur des premiers textes constitutionnels corses en 1735-1736.
À la suite d'une ordonnance royale du 20 septembre 1769, est créée une chancellerie près le conseil supérieur de la Corse, qui a pour mission de vérifier la noblesse des familles corses. Les familles souhaitant obtenir cette reconnaissance doivent fournir des pièces prouvant deux cents ans de patriciat. La famille Bonaparte remet une série de documents à cette fin, et, par un arrêt du conseil supérieur de la Corse, se voit reconnaître sa noblesse prouvée au-delà de deux cents ans,. L'acte de reconnaissance de noblesse a été donné par le roi Louis XV le 13 septembre 1771 avec l'appui du comte de Marbeuf qui obtint ensuite les introductions de Napoléon et de Lucien au Collège militaire et d'Élisa et Pauline à Saint-Cyr. En outre, un ancêtre[Lequel ?] de la famille Bonaparte fut reconnu noble par un commissaire de la république de Gênes en 1661.
La famille « de Bonaparte » n'est pas une obscure famille corse mais une famille bien implantée dans les réseaux complexes de l'île écrit Raphaël Lahlou.
Charles-Marie Bonaparte, père de Napoléon Bonaparte et descendant de Francesco Bonaparte, dit « Moro », à la neuvième génération, est à l'origine de la lignée impériale des Bonaparte.

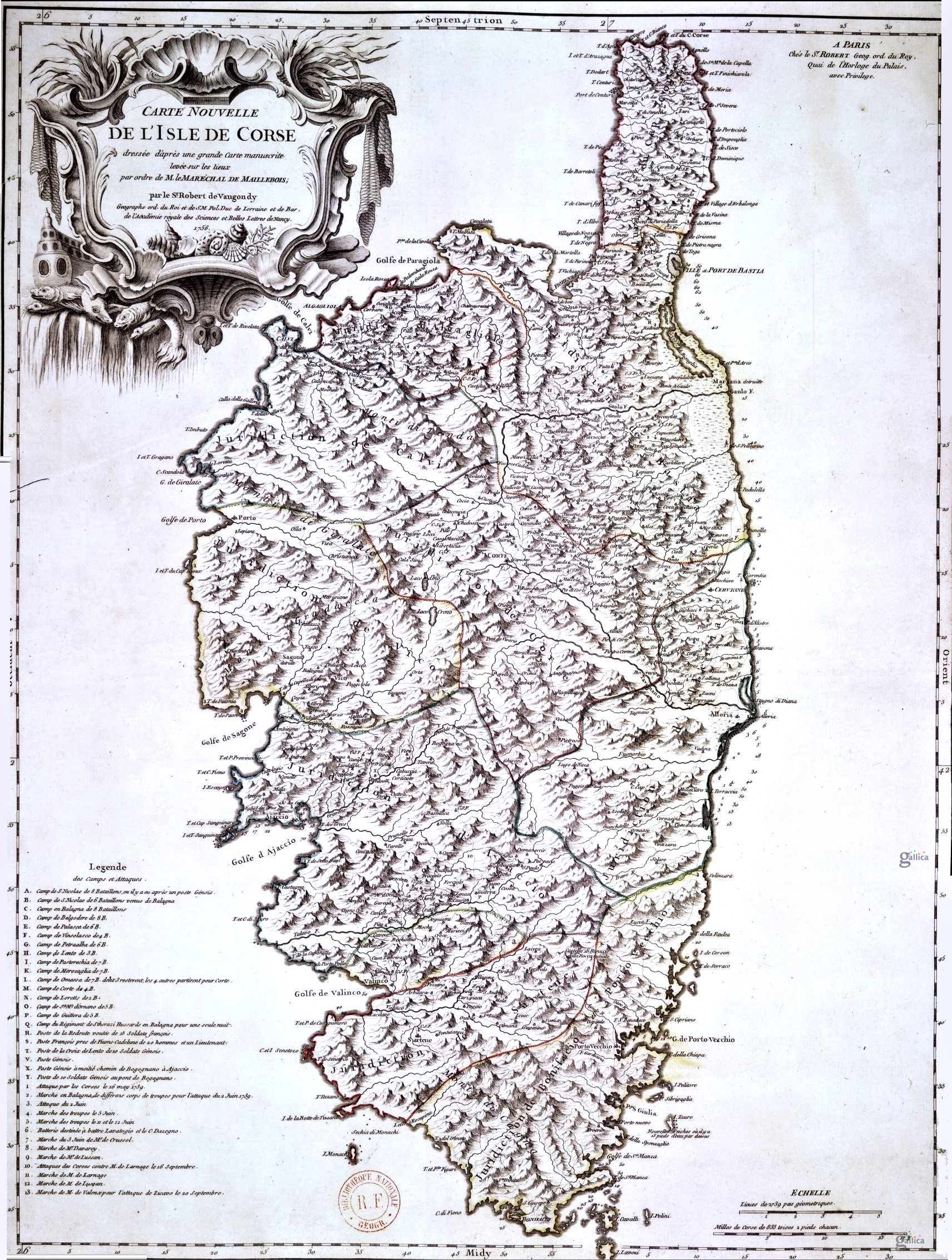
La Corse sur une carte de 1756.
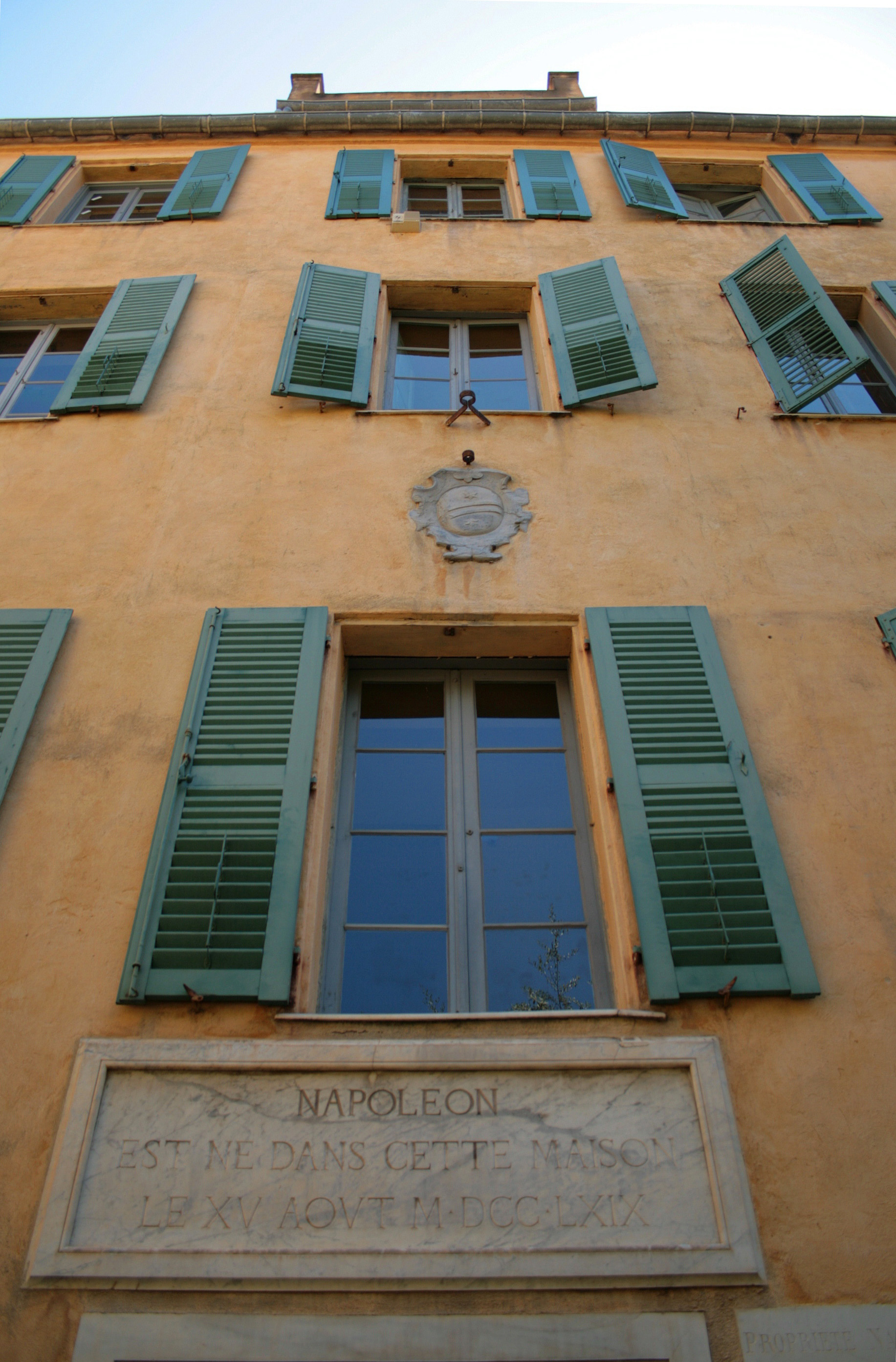
Maison de la famille Bonaparte (Ajaccio).
Armoiries de la famille Bonaparte, avant sa transformation en maison impériale : de gueules à deux barres d'or accompagnées de deux étoiles du même, une en chef, l'autre en pointe.

### La famille Bonaparte, maison impériale française
Son héritage corse et ses ascendants nobles n'intéressent guère Napoléon Bonaparte, qui affirme ainsi dans le Moniteur du 14 juillet 1805 :

« On a mis dans les journaux une généalogie aussi ridicule que plate de la maison Bonaparte. Ces recherches sont bien puériles. À tous ceux qui demanderaient de quel temps date la maison Bonaparte, la réponse est bien facile : elle date du 18 brumaire. »

Devenue maison impériale de France à partir du 18 mai 1804, la famille Bonaparte ne puise pas sa légitimité dynastique dans ses origines et son ascendance mais dans le sénatus-consulte, le plébiscite qui s'ensuit et le sacre, ainsi que dans toute une mythologie reconstruite qui en appelle à la Révolution comme à Charlemagne, sur le tombeau duquel Napoléon Bonaparte se recueille le 7 septembre 1804, et enfin en grande partie sur l'aura du premier empereur.

### Les alliances de la maison Bonaparte

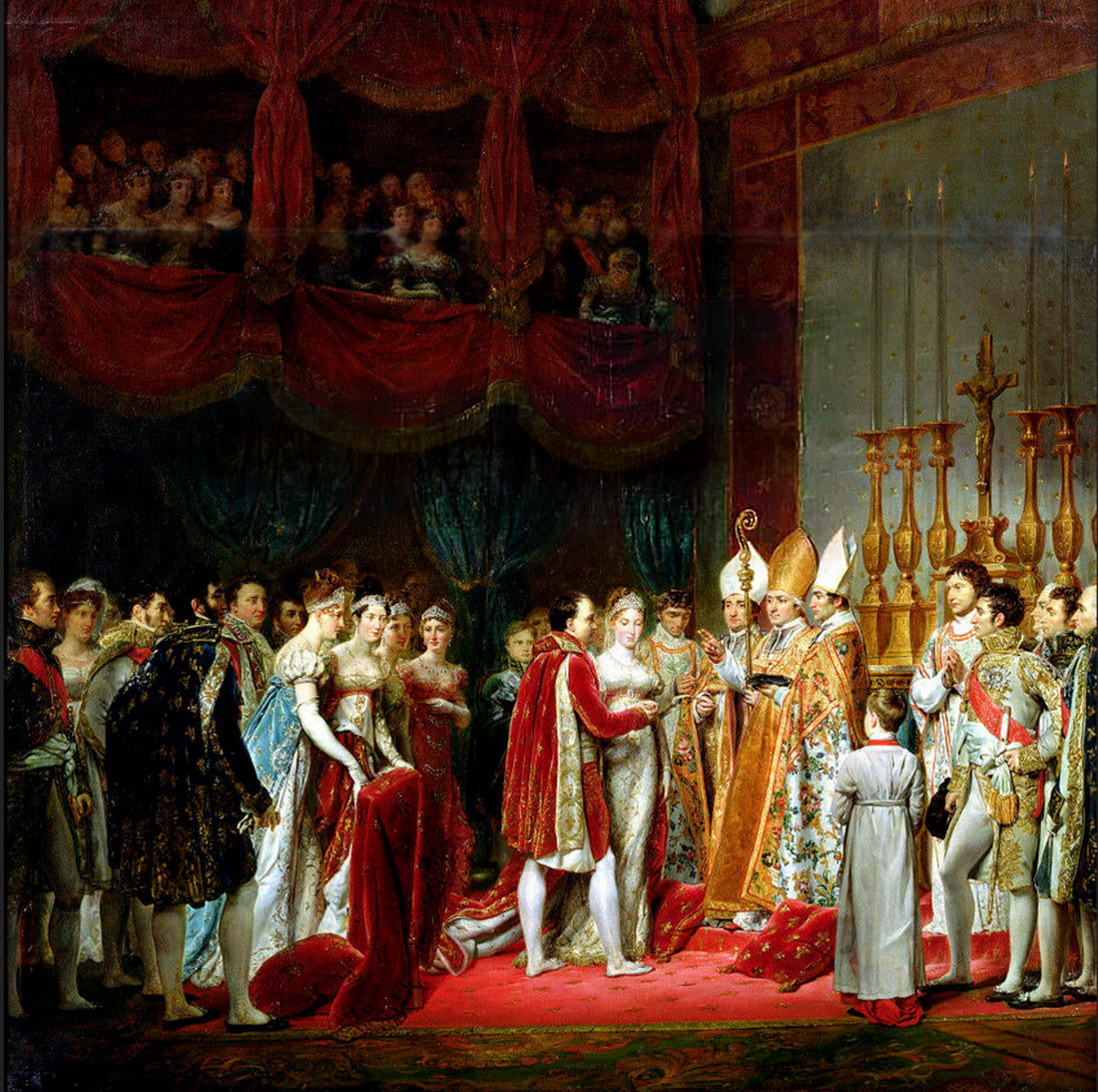
Mariage de et Marie-Louise d'Autriche.

Après la chute du Premier Empire, on choisit d'abord des alliances entre les Bonaparte, envisagées par Napoléon Bonaparte lui-même, avant sa chute. On marie ainsi, en 1822, la princesse Zénaïde Bonaparte, fille de Joseph Bonaparte, avec son cousin germain Charles-Lucien Bonaparte, 2e prince de Canino et fils de Lucien Bonaparte. On réitère l'expérience matrimoniale quatre ans plus tard, en 1826, avec la sœur de Zénaïde, la princesse Charlotte Bonaparte, qui épouse également un de ses cousins germains, le prince Napoléon-Louis Bonaparte, fils de Louis Bonaparte et d'Hortense de Beauharnais. Enfin, on cherche à marier l'autre fils de ces derniers, le futur Napoléon III, avec sa cousine germaine la princesse Mathilde Bonaparte, fille de Jérôme Bonaparte, mais le projet de mariage échoue en 1836 à la suite du coup d'État avorté de Strasbourg et l'incarcération du prince.
Sans être des unions strictement endogames comme les précédentes, on peut aussi trouver quelques « unions napoléoniennes » entre Bonaparte et descendants des plus illustres figures du Premier Empire : la princesse Bathilde Bonaparte, petite-fille de Lucien Bonaparte, épouse ainsi Louis de Cambacérès en 1856, à la fois petit-neveu de Jean-Jacques-Régis de Cambacérès et petit-fils de Nicolas Davout ; la princesse Eugénie Bonaparte, également, arrière-petite-fille de Lucien Bonaparte, épousa Napoléon Ney en 1898, arrière-petit-fils de Michel Ney ; Joachim Murat, 4e prince Murat, petit-fils de Caroline Bonaparte, épouse Malcy Berthier de Wagram en 1854, petite-fille de Louis-Alexandre Berthier, et leur fils Joachim Murat, 5e prince Murat, épouse quant à lui, en 1884, Cécile Ney d'Elchingen, arrière-petite-fille du maréchal Ney. En outre, avant le Premier Empire, Joseph Bonaparte, le frère aîné de Napoléon Bonaparte, et Jean-Baptiste Bernadotte, futur maréchal d'Empire puis roi de Suède et de Norvège, devinrent beaux-frères par leurs mariages respectifs avec les sœurs Clary, Julie Clary et Désirée Clary.
En dehors de ces « unions napoléoniennes », des membres de la famille Bonaparte consolidant la légende napoléonienne, les alliances contractées par les membres de la Maison impériale sont diverses. Dans la famille civile, on retrouve de manière significative beaucoup d'unions avec la noblesse italienne. Ainsi, au sein de la descendance de la fratrie impériale Bonaparte, on peut constater, hors l'union de Pauline Bonaparte avec le prince Camille Borghèse, dans la descendance de Lucien Bonaparte, les alliances de princesses Bonaparte devenues marquise del Gallo di Roccagiovine, princesse Gabrielli di Prossedi, marquise Honorati, comtesse Valentini di Laviano, comtesse Primoli di Foglia, comtesse Campello della Spina et le prince Napoléon-Charles Bonaparte marié à la fille du prince Ruspoli di Cerveteri. On notera, de plus, la grande notoriété de la psychanalyste Marie Bonaparte, fille de Roland Bonaparte, qui fut disciple de Sigmund Freud et mariée à une altesse royale, le prince Georges de Grèce, fils cadet du roi des Hellènes Georges Ier.
Par ailleurs, la maison impériale de France ne semble pas connaître de règles de « parité nobiliaire » aussi stricte que pouvait en connaître, par exemple, la maison royale de France : on peut voir Napoléon III, empereur des Français, épouser en 1853 Eugénie de Montijo, issue certes d'une famille d'ancienne noblesse espagnole, mais sans le lustre des grandes familles princières. On constate cependant, dans la maison impériale, quelques mariages royaux, que ce soit entre le roi Jérôme et Catherine de Wurtemberg en 1807, le prince Napoléon-Jérôme Bonaparte et Clotilde de Savoie en 1859, ou encore le prince Victor Bonaparte et Clémentine de Belgique. De même, la princesse Lætitia Bonaparte, sœur du prince Victor Bonaparte, épouse en 1888, Amédée de Savoie, duc d'Aoste et éphémère roi d'Espagne entre 1870 et 1873. Cette recherche d'unions prestigieuses remonte aux premières années de l'Empire où Napoléon Ier cherche par l'union et le sang à grandir la légitimité d'une dynastie dont la particularité est d'être assise sur l'élection. Napoléon Ier lui-même épouse en 1810 Marie-Louise d'Autriche, fille de François Ier, empereur d'Autriche, et petite-nièce de la reine Marie-Antoinette de France.
Les alliances princières et aristocratiques contractées dans la maison Bonaparte sont donc : Tascher de la Pagerie (1796), Baciocchi (1797), de Beauharnais (1802), Borghèse (1803), de Wurtemberg (1807), de Habsbourg-Lorraine (1810), Gabrielli di Prossedi (1815), Posse (1818), Wyse (1821), Stuart of Bute (1824), Honorati (1825), Valentini di Laviano (1836), Pecori-Suárez (1840), Demidoff de San Donato (1841), del Gallo di Roccagiovine (1847), Primoli di Foglia (1848), Campello della Spina (1851), de Palafox (1853), de Cambacérès (1856), de Savoie (1859), Ruspoli di Cerveteri (1859), de Villeneuve-Escaplon (1882), de Savoie-Aoste (1888), de Moltke-Huitfeldt (1896), de Grèce et de Danemark (1907), de Belgique (1910), de Witt (1938), de Foresta (1949), San Martino d'Agliè di San Germano e di Fontanetto (1974), de Bourbon des Deux-Siciles (1978), von und zu Arco-Zinneberg (2019).

#### Branche issue de Pauline Bonaparte

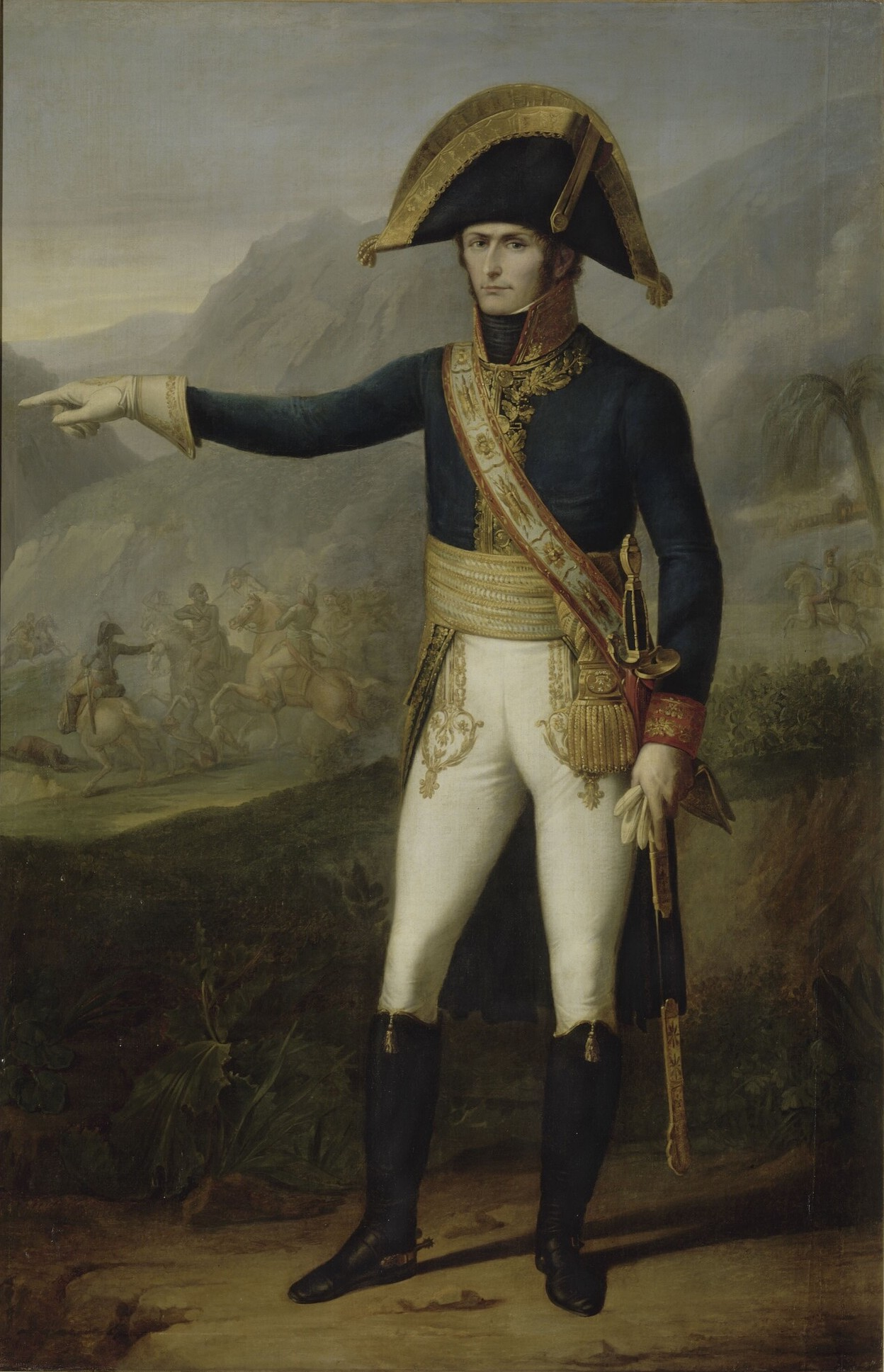
Charles Leclerc (1772-1802)
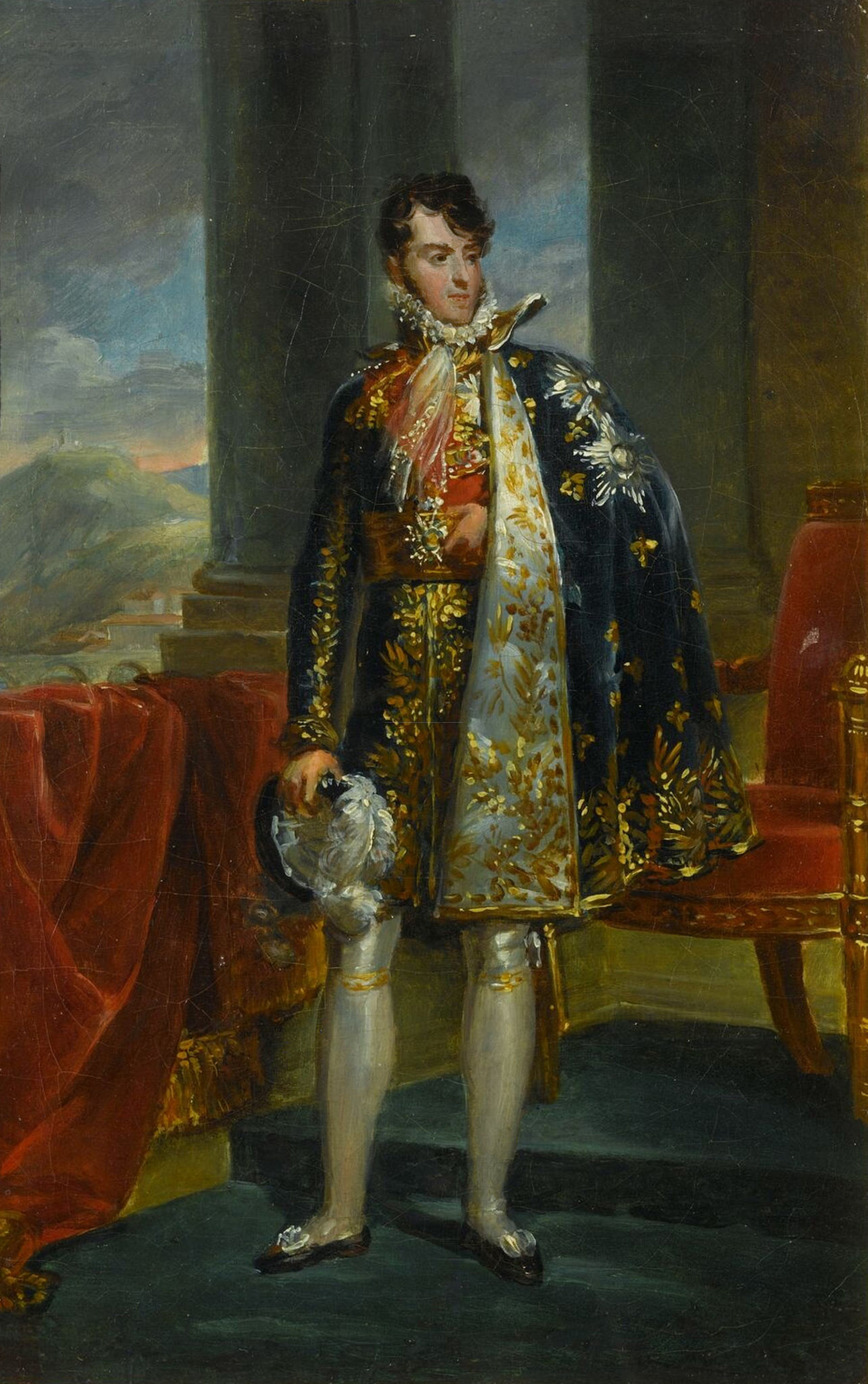
Camille Borghèse (1775-1832)

#### Branche issue de Caroline Bonaparte

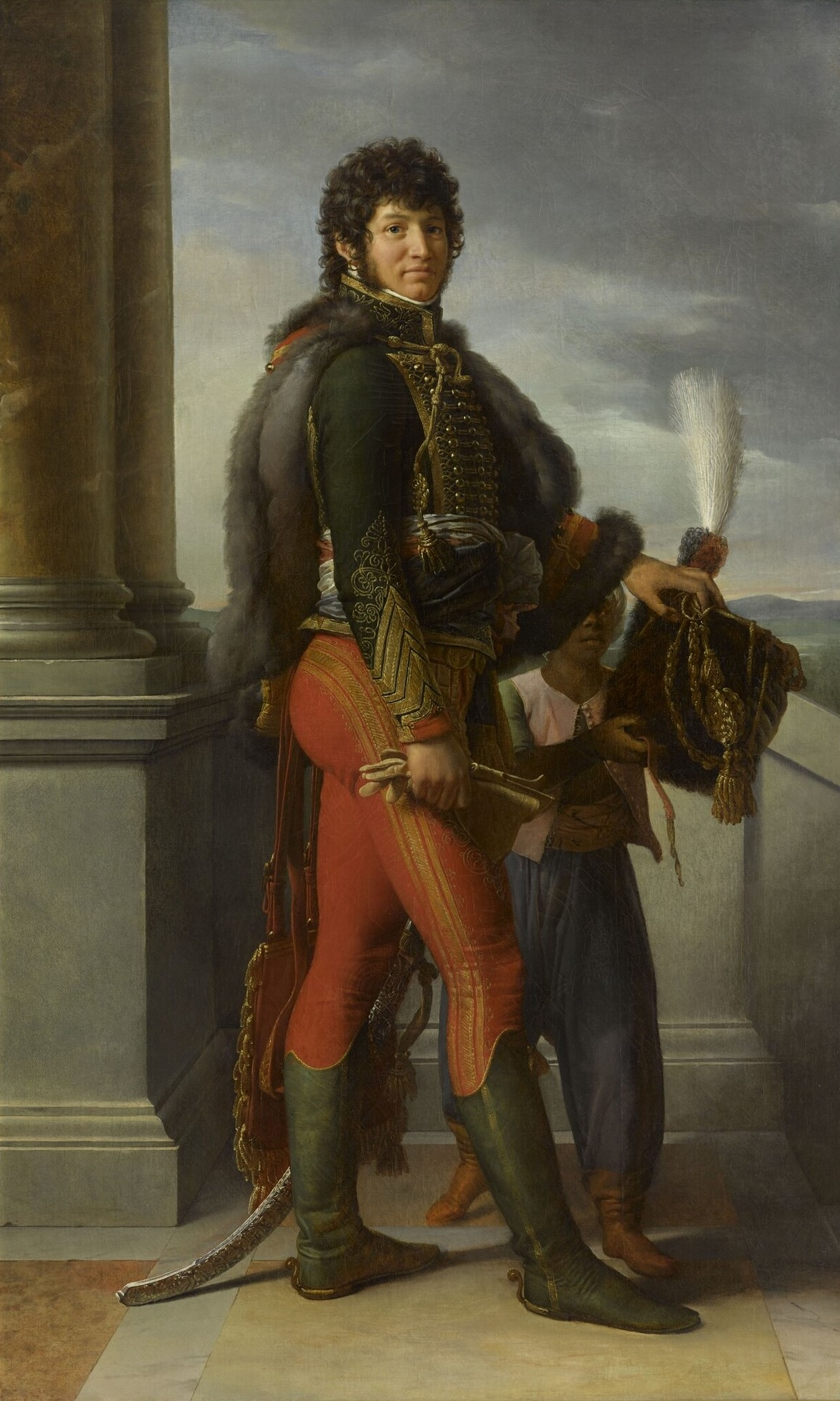
Joachim Murat (1767-1815)
Louise Murat (1805-1889), Achille Murat (1801-1847), Lucien Murat (1803-1878), et Letizia Murat (1802-1859), avec leur mère Caroline Bonaparte
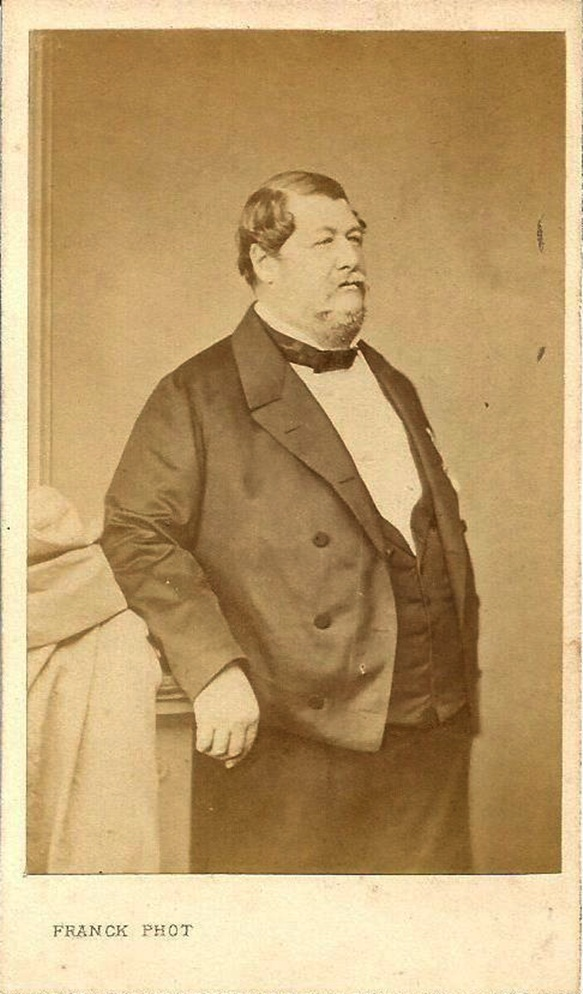
Lucien Murat (1803-1878)
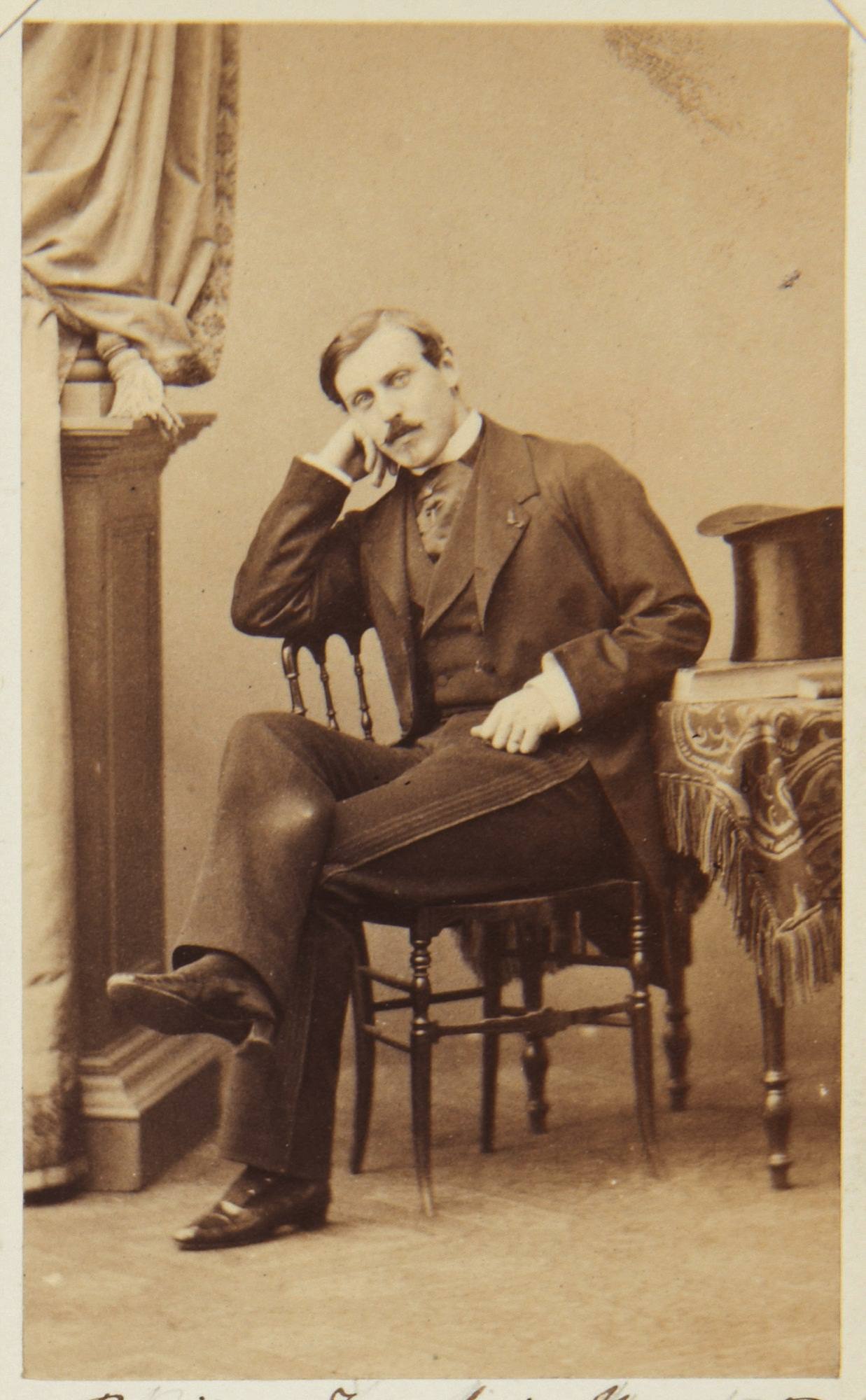
Joachim Murat (1834-1901)
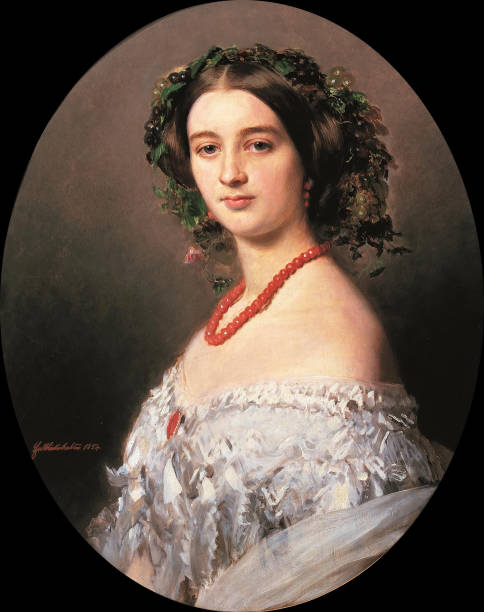
Malcy Berthier de Wagram (1832-1884)
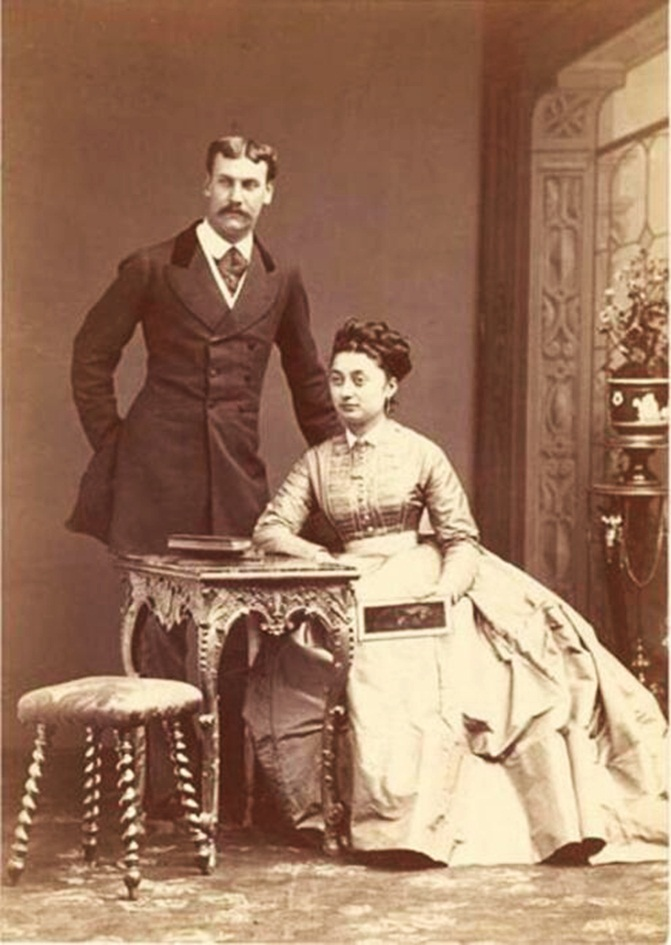
Achille Murat (1847-1895) et son épouse Salomé Davidovna Dadiani (1848-1913)
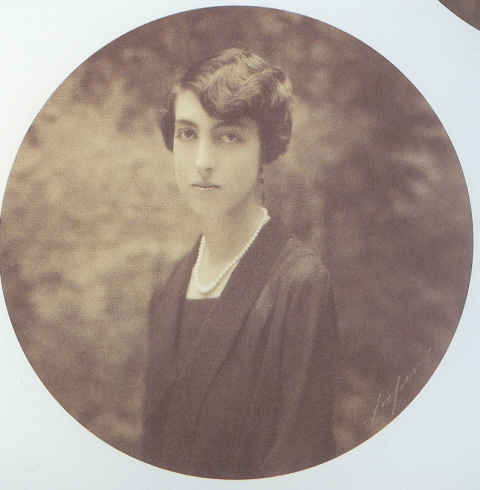
Isabelle d'Orléans (1900-1983)

## Composition et statut

### Famille impériale et famille civile
La maison impériale de France est réglementée par les constitutions impériales (sénatus-consultes du 18 mai 1804 et du 7 novembre 1852) et les statuts de la famille impériale (Premier Empire : 30 mars 1806 / Second Empire : 21 juin 1853). Elle est composée de deux entités distinctes :

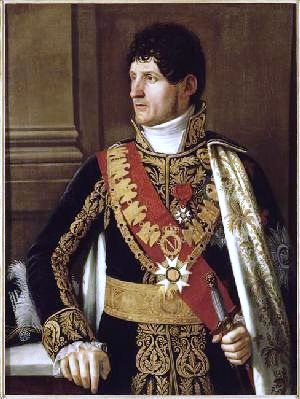
la famille impériale qui est composée « de la descendance légitime ou adoptive de l'Empereur [et] des autres Princes appelés éventuellement à l'hérédité par le sénatus-consulte du 7 novembre 1852, de leurs épouses, et de leur descendance légitime », selon les termes de l'article 3 du statut de 1853 ;
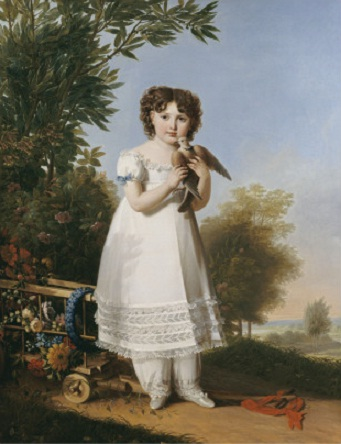
la famille civile, à l'inverse, qui réunit les membres non dynastes de la maison impériale, en l'occurrence les descendants de Lucien Bonaparte, Élisa Bonaparte (épouse Baciocchi), Pauline Bonaparte (épouse Borghèse) et Caroline Bonaparte (épouse Murat) ; la descendance de ces trois dernières est intégrée à la maison impériale grâce à l'article 3 du statut de 1806 qui stipule que celle-ci « [...] se compose [...] des princesses nos sœurs, de leurs époux et de leur descendance en légitime mariage, jusqu'au cinquième degré inclusivement [...] ». Incluse par Napoléon Ier dans la famille impériale pour certains de ses membres, ces quatre branches sont définitivement placées dans la famille civile par Napoléon III et le statut de 1853. Les branches de Élisa et Pauline sont aujourd'hui éteintes ; quant à celle issue de Caroline, elle a atteint le dernier degré d'appartenance précisé dans l'article 3.

Selon les traditions monarchiques et familiales, ainsi que selon les termes des statuts de 1806 et 1853, les épouses intègrent la maison mais non les époux ; à l'exception notable des maris des trois sœurs de Napoléon Ier.
Tous les membres de la maison impériale portent le patronyme « Bonaparte ». Cependant, les membres de la famille civile issus de Lucien sont les seuls à véritablement le porter. Les autres branches de la famille civile étant d'origine féminine, elles portent les patronymes de Baciocchi, Borghèse ou Murat ; quant à la famille impériale (la descendance agnatique de l'Empereur), elle utilise le patronyme « Napoléon » : celui-ci est le produit d'une tradition à la fois historique et familiale (et non le résultat d'un décret). Dans certaines monarchies, le patronyme originel est abandonné au profit d'un patronyme dynastique (ainsi des Bourbons, utilisant pour leur branche aînée le patronyme « de France » et des Habsbourg, utilisant — même pour leurs infantes d'Espagne — le patronyme « d'Autriche ») et, au sein de l'actuelle famille impériale, descendante du roi Jérôme, l'habitude a été prise d'utiliser « Napoléon » par analogie avec le titre de « prince Napoléon » que porte l'aîné de la famille. Cette substitution a été opérée d'autant plus facilement que, durant les années d'exil, nombre d'actes d'état civil étaient établis sur simple déclaration verbale, mais elle demeure une erreur historique. En effet, si « Napoléon » peut être considéré comme un nom dynastique, le patronyme reste, pour tous les membres de la maison impériale celui de « Bonaparte ». C'est ainsi que la mort du prince Napoléon (Louis) fut annoncée, le 3 mai 1997, comme le décès de « Son Altesse Impériale » Louis Jérôme Victor-Emmanuel Léopold Marie Bonaparte, prince Napoléon.

### Titres et prédicats
Selon l'article 9 du sénatus-consulte du 18 mai 1804 et l'article 6 du sénatus-consulte du 7 novembre 1852, confirmé par l'article 8 de la constitution de 1870, les membres de la famille impériale portent le titre de « prince français », et le fils aîné de l'Empereur le titre de « prince impérial ». Ils reçoivent traitement d'« Altesse Impériale ». Quant aux membres de la famille civile, ils portent le titre de « prince » sans prédicat, excepté pour ceux ayant rang à la Cour et pour les aînés, titrés « Altesses ».
Joseph, Louis et Jérôme Bonaparte portent le titre de « roi », charge qu'ils exercent sous le règne de leur frère Napoléon Ier. C'est ainsi qu'on parle par exemple de la « reine Hortense » (Hortense de Beauharnais, épouse de Louis Bonaparte).
Les actuels chefs de famille portent le titre de « prince Napoléon » par tradition familiale remontant au prince Napoléon-Jérôme Bonaparte, titre qu'il a adopté avec l'accord de Napoléon III pour ne pas abandonner son prénom (Napoléon) et souligner sa qualité de « premier prince du sang ».
Les titres de courtoisies impériaux sont quant à eux inexistants, les rares pouvant être portés par les princes de la maison impériale étant d'origine étrangère : « prince de Montfort » (titre wurtembergeois, Jérôme Bonaparte), « comte de Moncalieri » (titre italien, prince Napoléon (Jérôme)), « prince de Canino et Musignano » (titre romain, Lucien Bonaparte, porté par l'aîné de sa branche). Le titre de « prince Murat » est une institution héritée du maréchal Joachim Murat, titré « prince français » par Napoléon Ier ; celui de « prince de Pontecorvo » est repris d'un titre souverain donné par Napoléon Ier au fils aîné de Joachim Murat et qui désigne aujourd'hui l'aîné (et héritier) du « prince Murat ».

### Les armoiries
Sous la Révolution française, la famille Bonaparte abandonne ses armes traditionnelles (qui sont : de gueules à deux barres d'or accompagnées de deux étoiles du même, une en chef, une en pointe). Avec la proclamation de l'Empire, Napoléon Ier choisit de nouvelles armoiries, reprenant les couleurs des armes de France (azur et or), mais en substituant aux trois fleurs de lis une aigle de Jupiter contournée, c'est-à-dire tournant la tête à gauche (ou senestre en héraldique), ce qui la différencie de la plupart des aigles des autres états européens, et empiétant un foudre.

Anciennes armes des Bonaparte : de gueules à deux barres d'or accompagnées de deux étoiles du même, une en chef, une en pointe.
Nouvelle armes (impériales) des Bonaparte : d'azur, à l'aigle impériale d'or, la tête contournée, au vol abaissé, empiétant un foudre du même.

Les princes de la famille impériale adoptent ensuite pour la plupart ces nouvelles armes, mais en ajoutant leurs chiffres personnels, c'est-à-dire l'initiale de leurs prénoms sur le foudre. Puis, ils portent les armes des états sur lesquels ils sont appelés à régner. Lucien Bonaparte et sa descendance conservent quant à eux les anciennes armes traditionnelles de la famille Bonaparte.

Armoiries de Charles-Marie Bonaparte.
Armoiries de Napoléon Ier et de Napoléon II, empereurs des Français.
Armoiries de Joseph Bonaparte, roi d'Espagne.
Armoiries de Lucien Bonaparte, prince romain de Canino et de Musignano.
Armoiries de Louis Bonaparte, roi de Hollande.
Armoiries de Jérôme Bonaparte, roi de Westphalie.

Sous le Second Empire, les armoiries de l'empereur des Français, Napoléon III, chef de la famille Bonaparte, sont dans un premier temps semblables à celles du Premier Empire selon un décret du 2 décembre 1852, seul change le collier de grand maître de la Légion d'honneur. Puis apparaît dans le Bulletin des lois de juin 1853 une composition similaire à la précédente mais sans le heaume.

Armoiries de Napoléon III, empereur des Français.
Armoiries de Napoléon III, empereur des Français (variante avec heaume)

### Histoire du patronyme
Le nom de la famille vient du fils du membre le plus ancien de la lignée, Guglielmo, notaire et fils de Gianfaldo, qui reçut le surnom de Pace Bonaparte et transmit ce dernier à sa descendance.
Dans les actes anciens qui furent recensés et mis en avant par les Bonaparte pour prouver leur noblesse, le nom de la famille était presque systématiquement Bonaparte, sans u avant le o, ni particule. Sur l'acte de mariage de Charles-Marie Bonaparte, celui-ci est mentionné sous le nom de Carlo de Bonaparte (avec la particule mais sans le u avant le o). La plupart des familles nobles portant une particule en France ; même si la particule ne prouve pas la noblesse et que des familles nobles n'en portent pas, Charles-Marie Bonaparte préféra la porter et il fit donc enregistrer le nom de sa famille avec une particule puis il introduit le u devant le o afin de faire coïncider le nom de sa famille avec celui des Buonaparte de Florence. Ainsi, Napoléon, ses frères et sœurs, entrèrent dans les écoles de la noblesse française avec le nom de famille de Buonaparte. Le 8 mars 1779, alors qu'il était député de la noblesse de Corse à Versailles, Charles-Marie Bonaparte reçut une lettre avec un questionnaire de la part du juge d'armes Antoine-Marie d'Hozier de Serigny qui l'interrogeait sur son nom et à laquelle il répondit le jour même. Pour justifier la particule et le u avant le o absents de la très grande majorité des actes anciens qu'il avait récupérés pour prouver sa noblesse, Charles-Marie Bonaparte pouvait mettre en avant deux faits : d'une part, un de ses ancêtres est cité sous le nom de Hieronimus de Buonaparte dans un des actes qu'il avait recensés pour faire reconnaître sa noblesse ; d'autre part, les Bonaparte de Corse ayant cherché à se faire reconnaître comme parents par la famille « de Buonaparte » de Florence, censée être issue des Bonaparte de San Miniato, ils obtinrent cette reconnaissance de parenté (bien que celle-ci soit non prouvée jusqu'à ce jour) le 28 juin 1759,. En abandonnant sous la Révolution la particule puis le u avant le o, les Bonaparte ne faisaient que reprendre l'orthographe traditionnelle du nom de la famille Bonaparte en Corse.
Depuis, bien que, comme cela se pratique dans les maisons souveraines régnantes, les actes d'état civil concernant les princes et princesses dynastes de la famille impériale ne comportèrent plus jusqu'en 1870 que les prénoms précédés du prédicat d'altesse impériale, à l'exclusion du nom patronymique, celui-ci n'en fut pas moins constamment revendiqué, :
- Le futur Napoléon III s'est fait élire député puis président de la République sous le nom de Louis-Napoléon Bonaparte. De même, son cousin, fils de Jérôme, s'est fait élire député sous le nom de Napoléon Bonaparte ;
- Le Prince impérial (1856-1879), dont l'acte de naissance porte seulement les prénoms de Napoléon Eugène Louis Jean Joseph, fut inscrit sur les listes de conscription, pour le tirage au sort de 1878, sous le nom de Bonaparte ;
- Dans son testament, rédigé le 26 février 1879, à Chislehurst, le Prince impérial affirme que « tant qu’il y aura des Bonaparte, la Cause Impériale aura des Représentants » ;
- Le prince Jean-Christophe, né le 11 juillet 1986, est déclaré dans son acte de naissance sous le nom de Jean-Christophe Albéric Ferdinand Napoléon Bonaparte, du sexe masculin ;
- Le 3 mai 1997, le décès du prince Napoléon a été annoncé comme étant celui de Son Altesse impériale Louis Jérôme Victor-Emmanuel Léopold Marie Bonaparte.

### Survivance du patronyme dans les branches extérieures

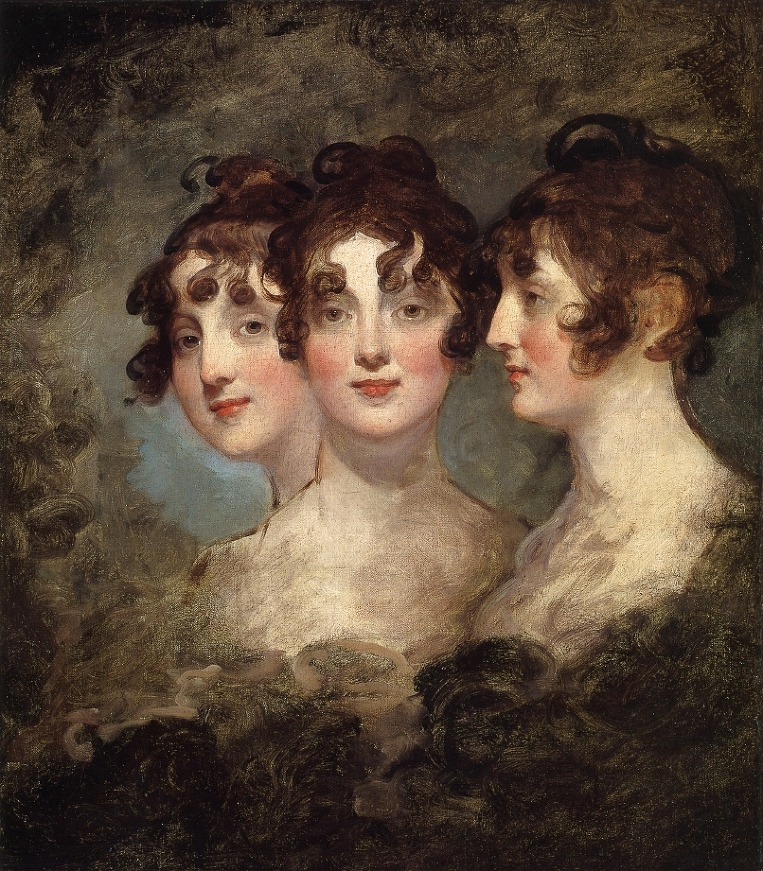
Elizabeth Patterson-Bonaparte, épouse de Jérôme Bonaparte.

Deux branches non dynastes et extérieures à la maison impériale (la première est une branche illégitime, la seconde une branche féminine) ont conservé le patronyme Bonaparte : les Bonaparte-Patterson et les Bonaparte-Wyse.
- La branche des Bonaparte-Patterson est issue du mariage en 1803 de Jérôme Bonaparte, le plus jeune frère de Napoléon Ier, avec la fille d'un commerçant de Baltimore, Elizabeth Patterson, mariage non reconnu par l'Empereur et annulé en 1805. En 1854, le fils né de cette union en 1805, Jérôme Napoléon Bonaparte, est réintégré par Napoléon III en qualité de Français et le droit lui est reconnu de porter le patronyme « Bonaparte », tout en étant confirmé illégitime par un Conseil de famille en 1856. Cette branche est notamment célèbre par le second fils de Jérôme Napoléon Bonaparte, et donc petit-fils du roi Jérôme, Charles Joseph Bonaparte-Patterson, qui devient Secrétaire à la Marine des États-Unis puis procureur général (ministre de la Justice) de 1906 à 1909, dans le cabinet du président Theodore Roosevelt : il est en cette qualité le fondateur, le 26 juillet 1908, du Bureau of Investigation (BOI), rebaptisé en 1935 Federal Bureau of Investigation (FBI). Cette branche américaine est aujourd'hui éteinte dans les mâles[24].
- La branche des Bonaparte-Wyse est issue de Laëtitia Christine Bonaparte, sixième enfant de Lucien Bonaparte, et de Thomas Wyse, qu'elle épouse en 1821[33] : leur descendance porte légalement le patronyme Bonaparte-Wyse par actes britanniques de 1822[24]. À leur retour en France, sous le Second Empire, bien que jamais confirmée ni infirmée par Napoléon III, l'utilisation légale de ce patronyme fut tacitement admise et reconnue[34].

## Généalogie
Le point de convergence dans les ascendants de la maison impériale se trouve dans le mariage (07/06/1764 à Ajaccio) de Charles Marie Bonaparte (27/03/1746 à Ajaccio – 24/02/1785 à Montpellier) et de Maria Letizia Ramolino (24/08/1750 à Ajaccio – 02/02/1836 à Rome), connue sous son titre semi-officiel de « Madame, Mère de l'Empereur », abrégé en « Madame Mère ».
Parmi leurs enfants, les huit survivants (cinq garçons et trois filles) donnent naissance aux huit branches de la maison impériale :

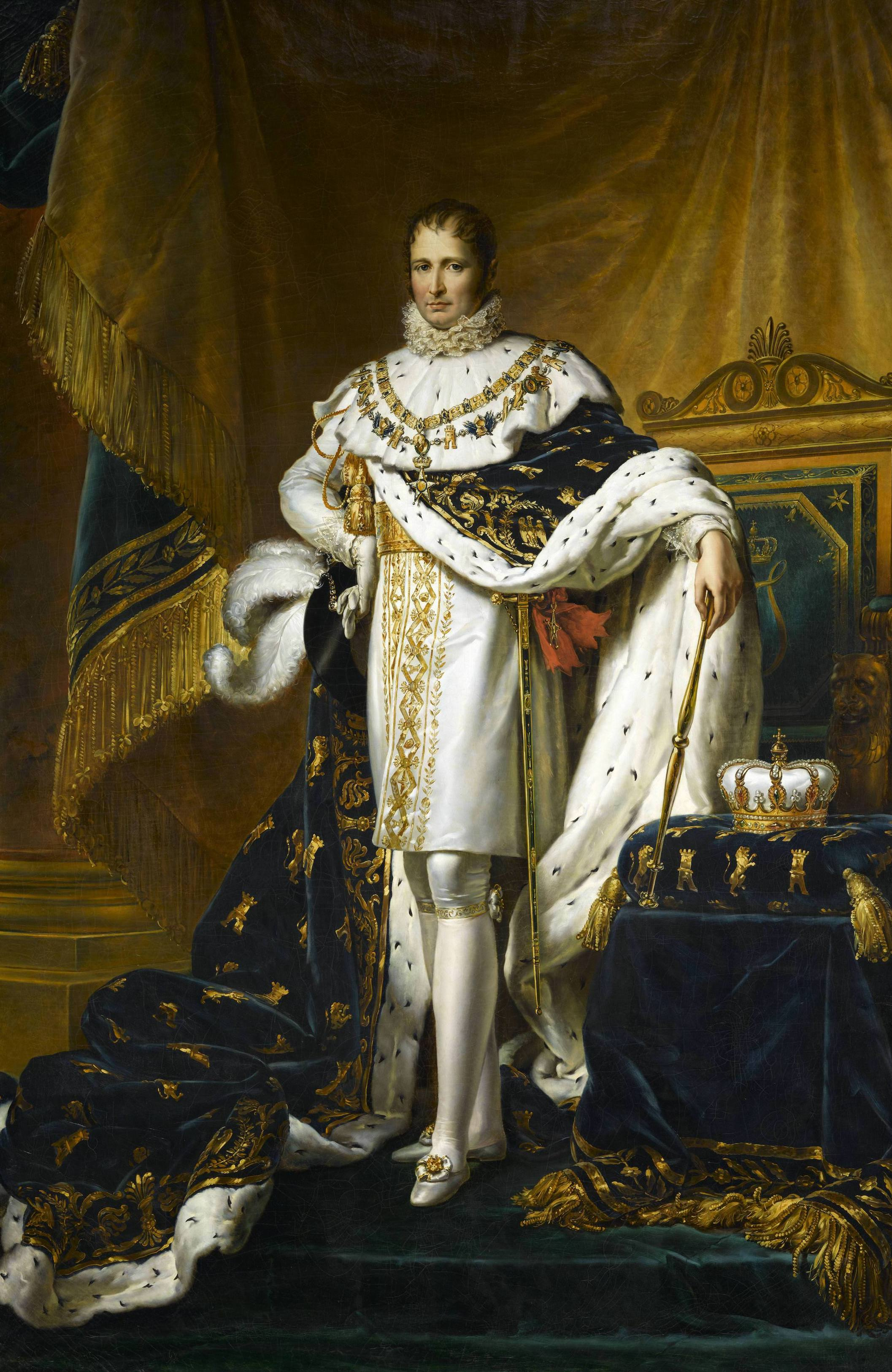
Joseph Napoléon Bonaparte (07/01/1768 à Corte – 28/07/1844 à Florence),
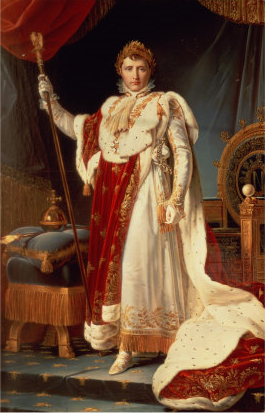
Napoléon Bonaparte (15/08/1769 à Ajaccio – 05/05/1821 à Jamestown (Sainte-Hélène)),
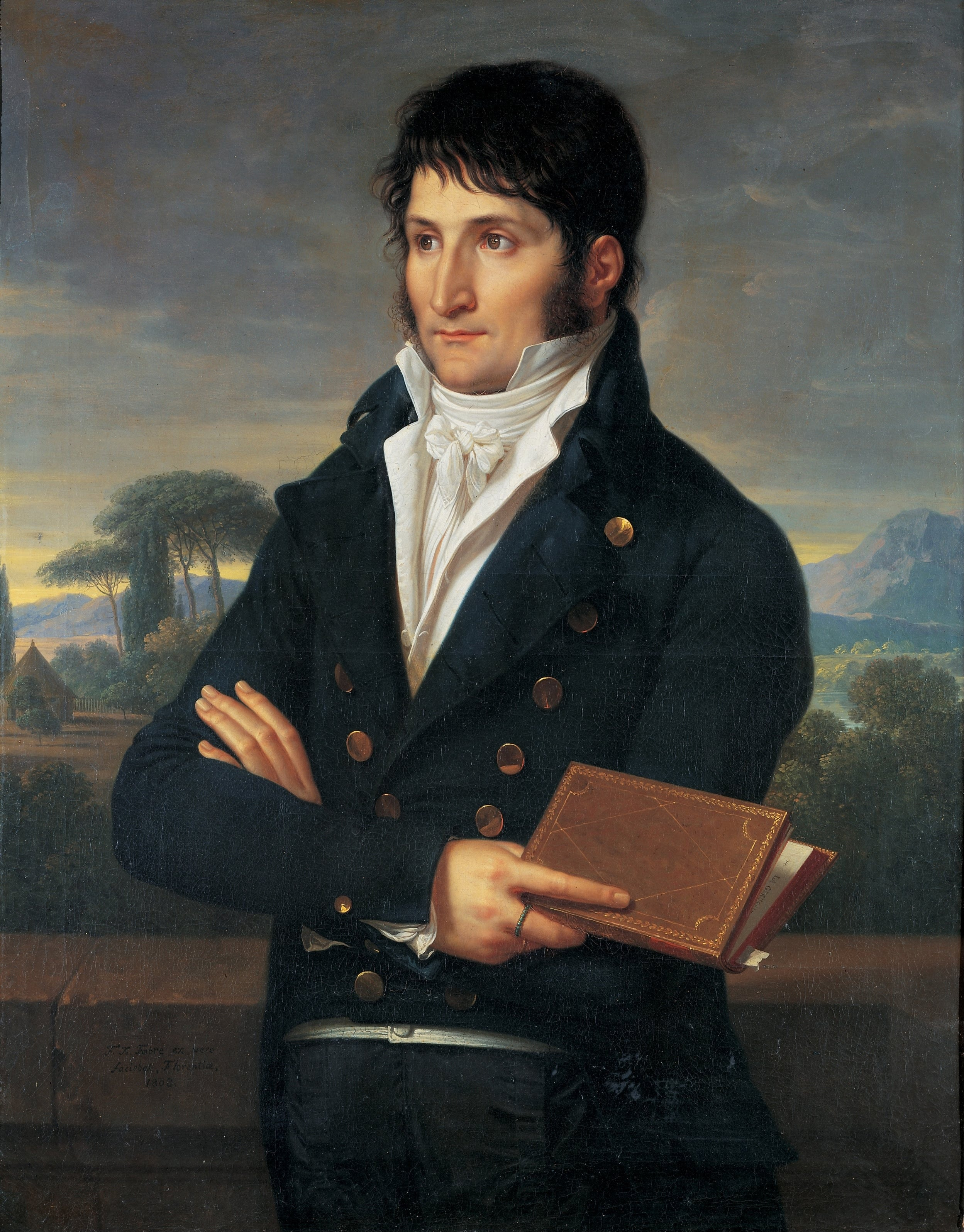
Lucien Bonaparte (21/05/1775 à Ajaccio – 29/06/1840 à Viterbe),
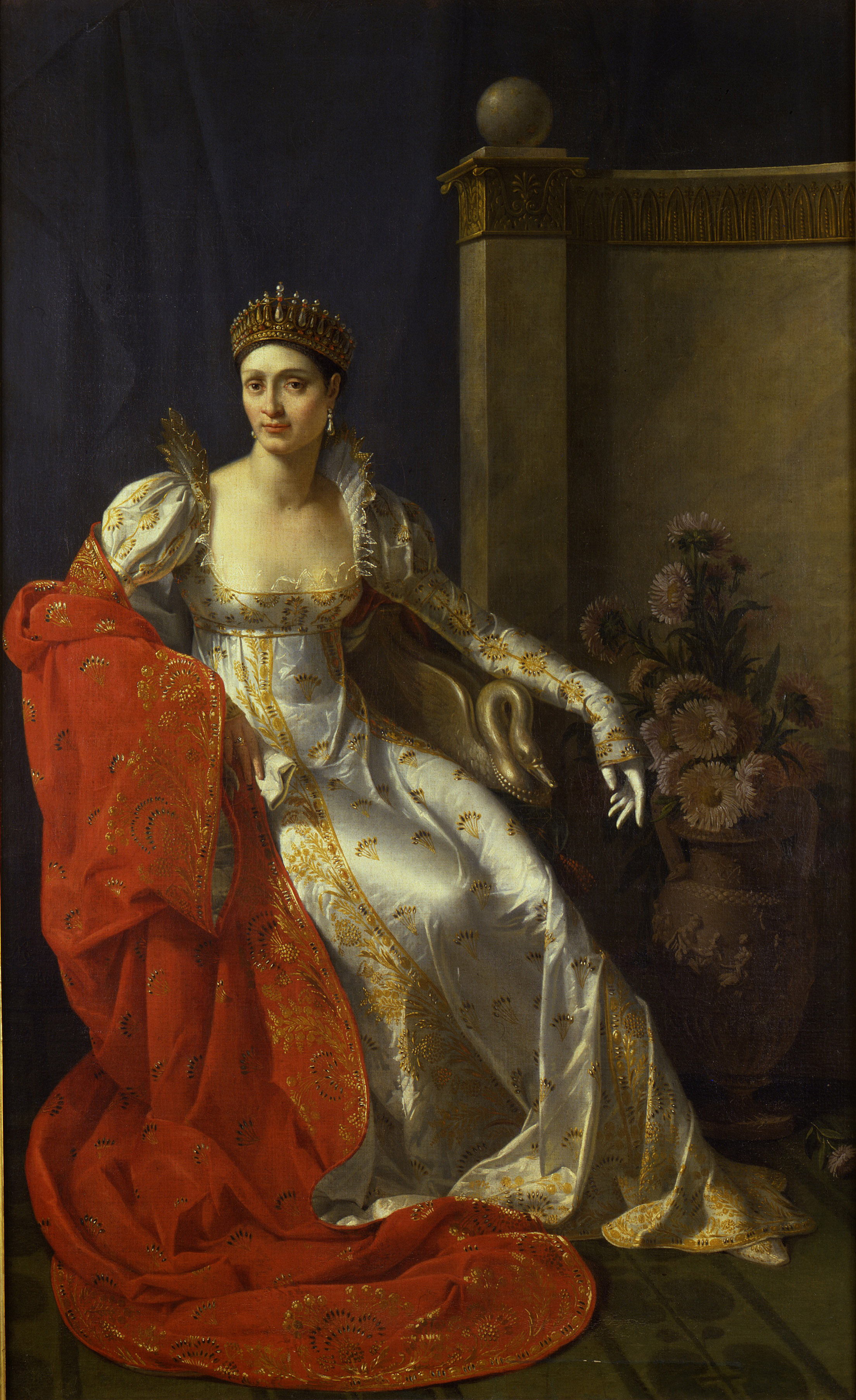
« Élisa » Marie Anne Bonaparte (03/01/1777 à Ajaccio – 07/08/1820 à Trieste),

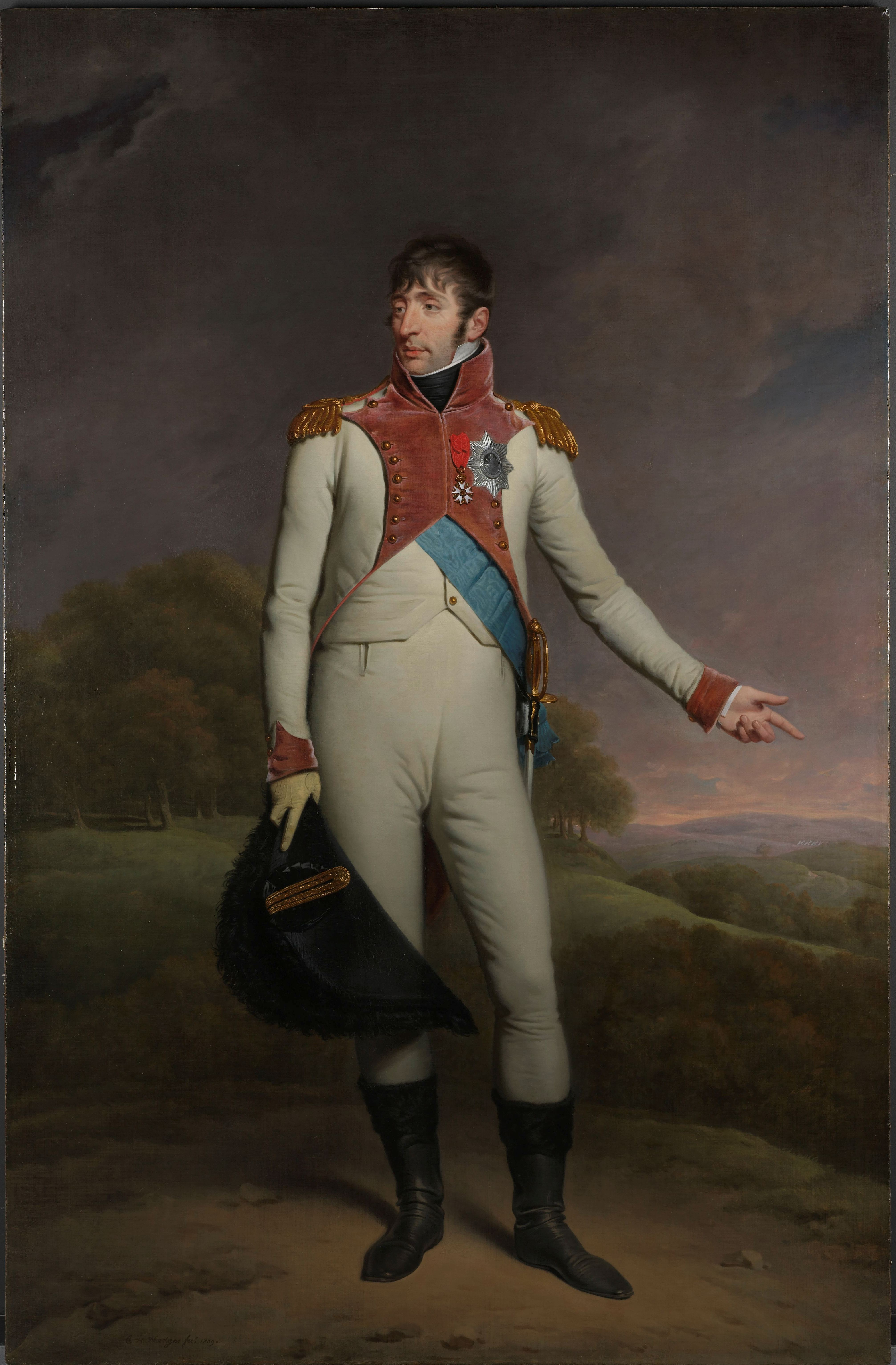
Louis Napoléon Bonaparte (02/09/1778 à Ajaccio – 25/07/1846 à Livourne),
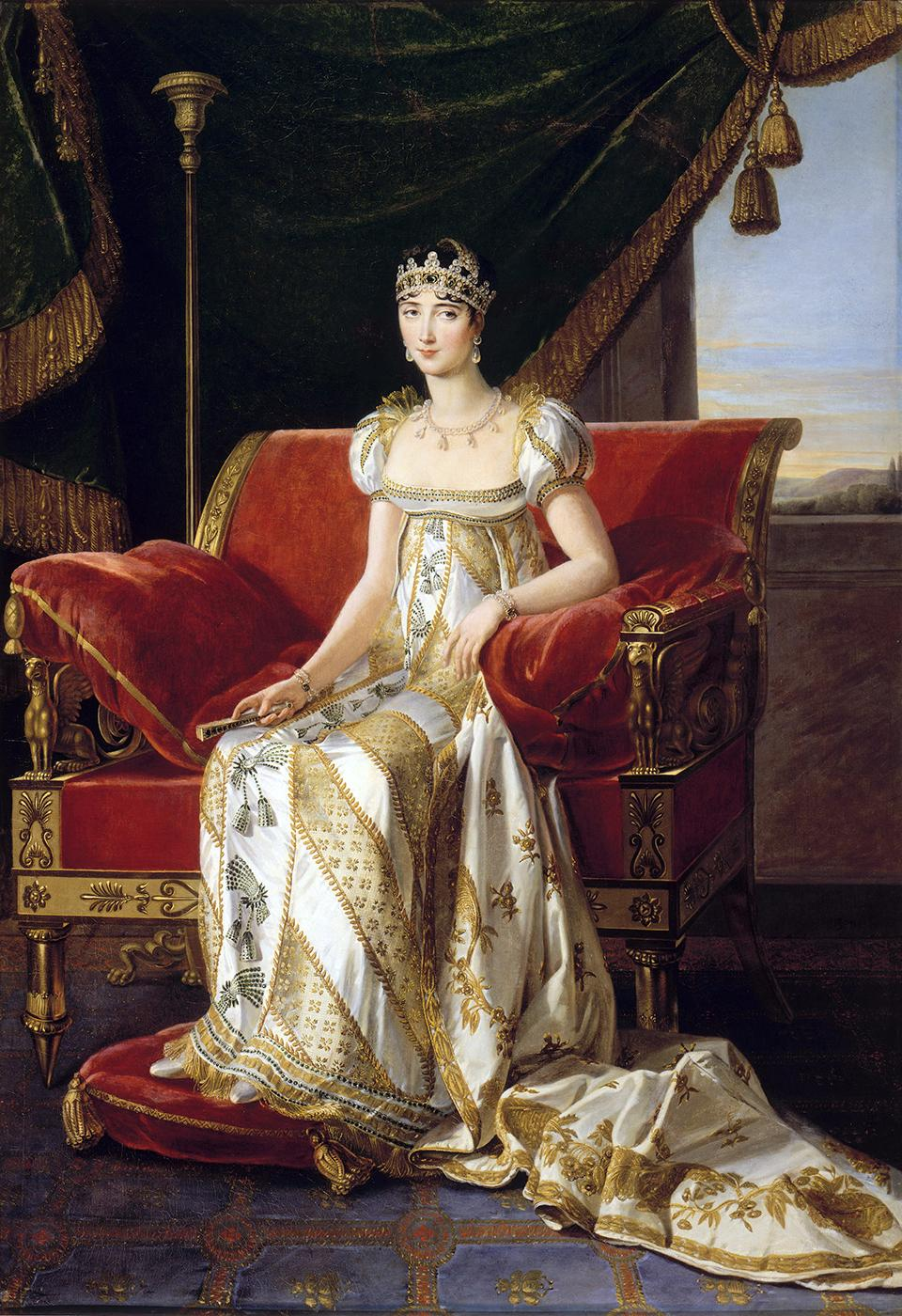
« Pauline » Marie Paulette Bonaparte (20/10/1780 à Ajaccio – 09/06/1825 à Florence),
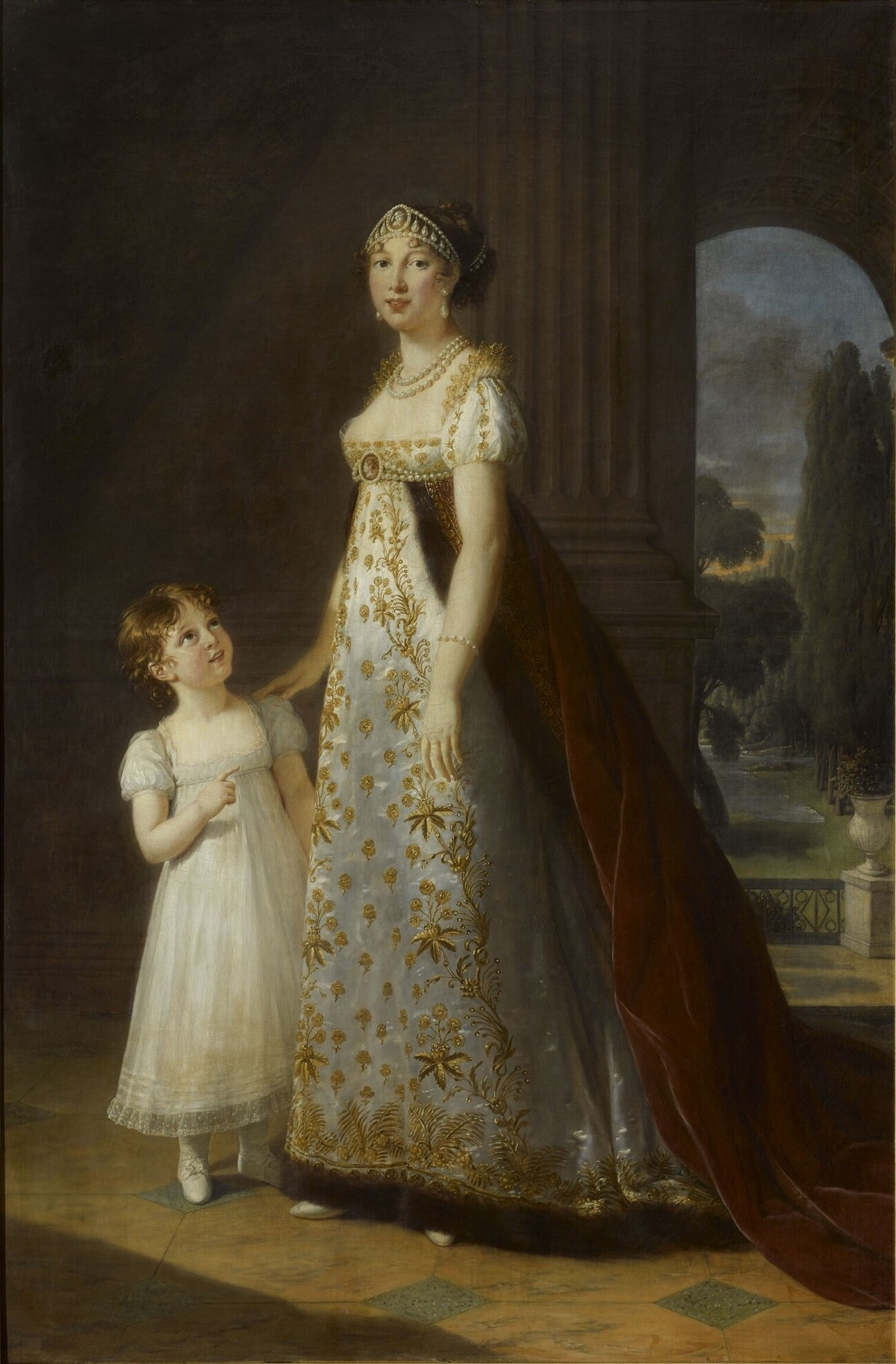
« Caroline » Marie Annonciade Bonaparte (25/03/1782 à Ajaccio – 18/05/1839 à Florence),
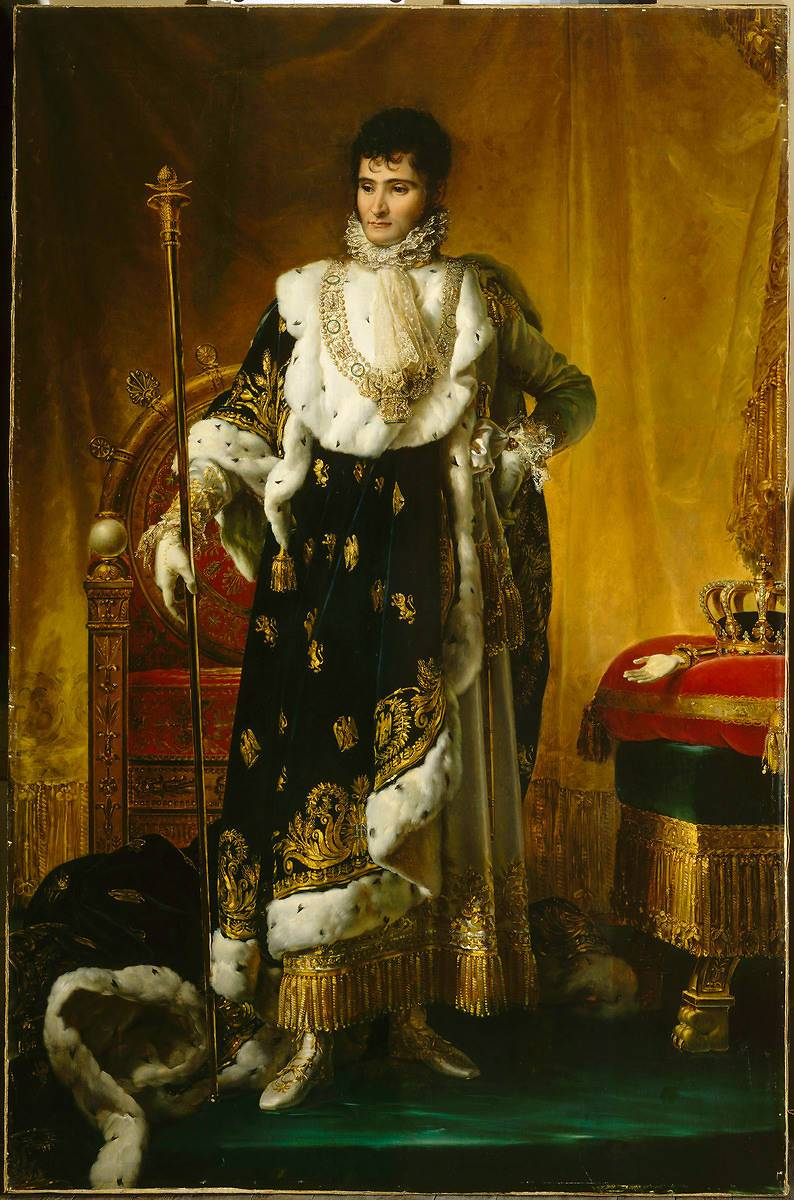
Jérôme Napoléon Bonaparte (15/11/1784 à Ajaccio – 24/06/1860 à Massy).

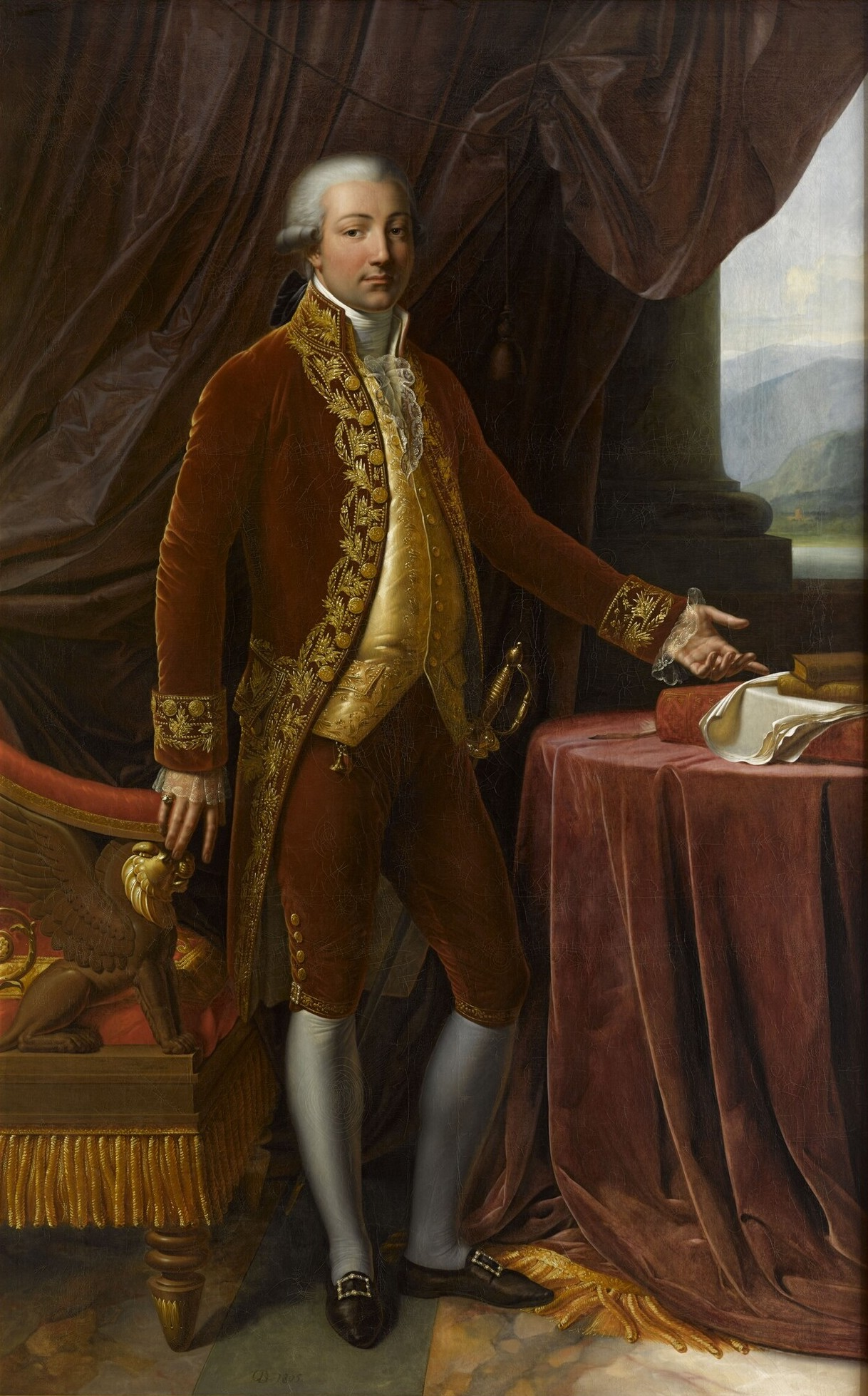
Charles Marie Bonaparte (1746-1785)
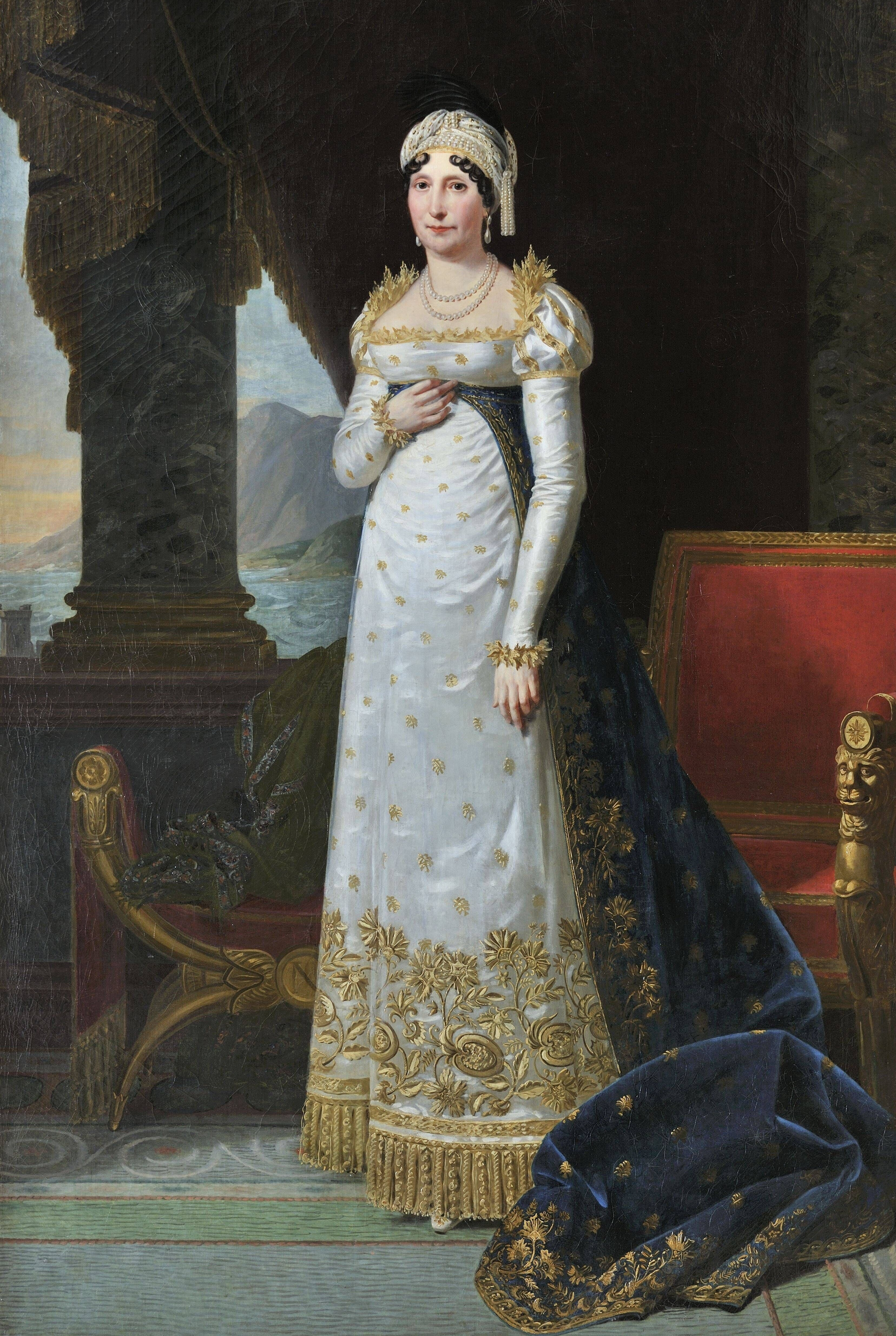
Maria Letizia Ramolino (1750-1836)

- Joseph Napoléon Bonaparte 
 (1768-1844)
- Napoléon Bonaparte 
 (1769-1821)
- Lucien Bonaparte 
 (1775-1840)
- « Élisa » Marie Anne Bonaparte 
 (1777-1820)

- Louis Napoléon Bonaparte 
 (1778-1846)
- « Pauline » Marie Paulette Bonaparte 
 (1780-1825)
- « Caroline » Marie Annonciade Bonaparte 
 (1782-1839)
- Jérôme Napoléon Bonaparte
 (1784-1860)

### Branches dynastes (famille impériale)

#### Branche issue de NapoléonIer

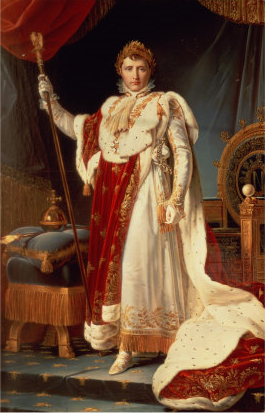
Napoléon Bonaparte
(1769-1821)

Cette branche fondatrice est à la fois la plus prestigieuse, avec deux empereurs et deux impératrices, et à la fois la plus courte des branches dynastes, avec seulement quatre membres.
Cette branche naît avec Napoléon Bonaparte (15/08/1769 à Ajaccio – 05/05/1821 à Jamestown), général de la République, Premier consul de la République, puis empereur des Français proclamé le 18 mai 1804. Il perd le pouvoir en avril 1814, le retrouve brièvement en mars 1815 avant de le perdre définitivement en juin suivant.
Napoléon Bonaparte épouse le 9 mars 1796 à Paris Joséphine de Beauharnais (23/06/1763 aux Trois-Îlets – 29/05/1814 à Rueil-Malmaison) qui devient impératrice à l'avènement de son mari. Le mariage de Napoléon et de Joséphine demeure stérile, cause de leur divorce le 16 décembre 1809 ; Joséphine devient alors impératrice douairière.
Napoléon Bonaparte se remarie le 1er avril 1810 à Saint-Cloud avec Marie-Louise d'Autriche (12/12/1791 à Vienne – 18/12/1847 à Vienne), impératrice des Français jusqu'à la chute de l'Empire.
- Le second mariage de Napoléon Ier avec Marie-Louise d'Autriche fournit un fils et un héritier à la couronne impériale en la personne de Napoléon II (20/03/1811 à Paris – 22/07/1832 à Vienne)[33], prince impérial et titré roi de Rome à sa naissance. Celui-ci est un empereur de jure éphémère en 1815. Il finit sa vie en Autriche avec le titre de duc de Reichstadt ; il y meurt, à 21 ans, sans alliance ni enfants, entraînant l'extinction totale de la branche aînée. En 1832, la branche de Joseph Bonaparte lui succède.

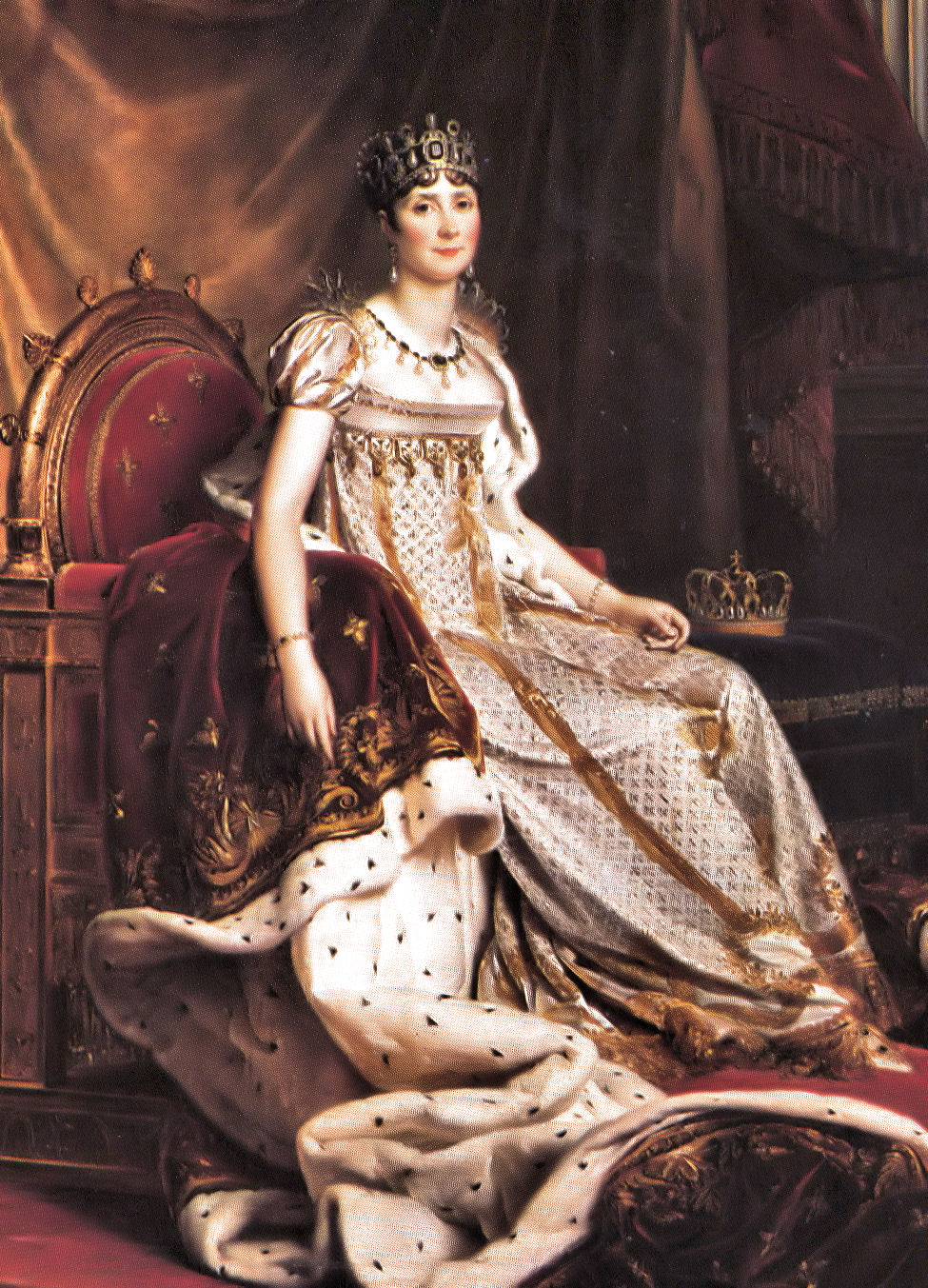
Joséphine de Beauharnais (1763-1814)
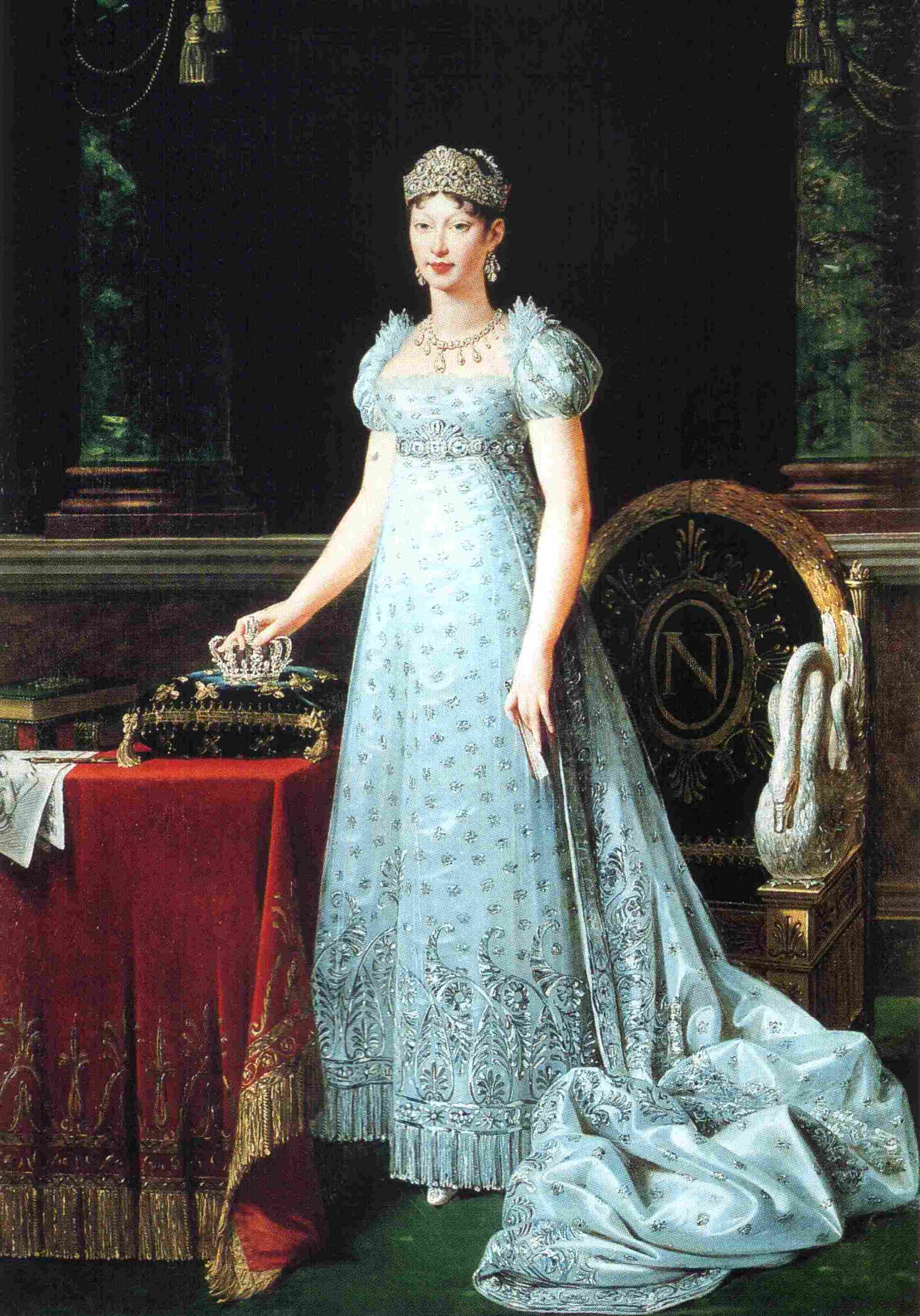
Marie-Louise d'Autriche (1791-1847)
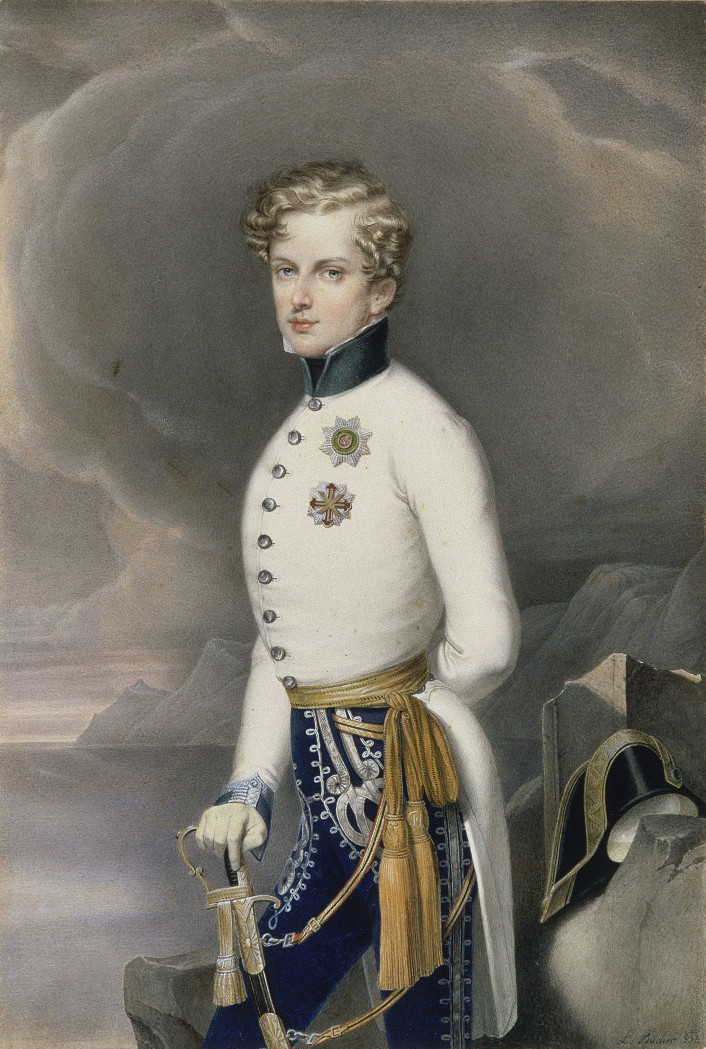
Napoléon II (1811-1832)

#### Branche issue de Joseph Bonaparte

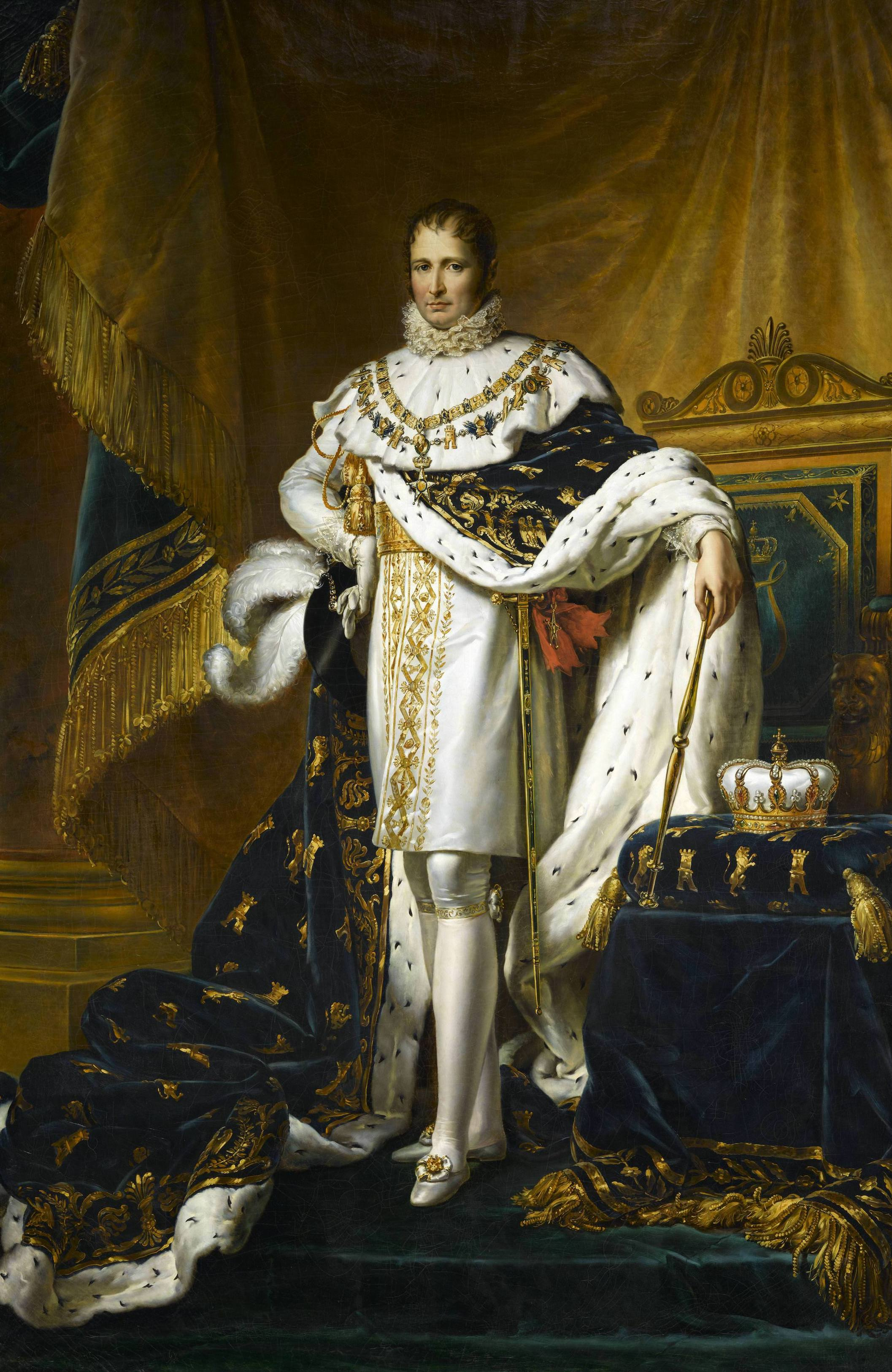
Joseph Bonaparte
(1768-1844)

Il s'agit en fait de la branche aînée de la famille Bonaparte, rétrogradée cadette à la suite de l'avènement de Napoléon Ier, puis (de nouveau) branche aînée de 1832 à 1844. Elle se compose de cinq membres, Joseph Bonaparte, son épouse et ses trois filles. Éteinte en 1844 avec la mort de son seul représentant mâle, elle survit dans la branche non dynaste de Lucien grâce au mariage de la fille aînée avec un de ses cousins germains.
Cette branche commence (et se termine, dans les mâles) avec Joseph Bonaparte (07/01/1768 à Corte – 28/07/1844 à Florence), roi de Naples de 1806 à 1808 et roi d'Espagne de 1808 à 1813.
Il épouse Julie Clary (26/12/1771 à Marseille – 07/04/1845 à Florence) le 1er août 1794 à Cuges-les-Pins. À la mort de Napoléon II en 1832, Joseph (re)devient l'aîné des Bonaparte et le chef de la famille impériale.
Du mariage de Joseph Bonaparte et Julie Clary naissent trois filles :
- la princesse Julie Bonaparte (29/02/1796 à Gênes – 06/06/1797 à Gênes), décédée à l'âge de 1 an sans postérité.
- la princesse Zénaïde Bonaparte (08/07/1801 à Paris – 08/08/1854 à Naples)[33], qui se marie en 1822 avec son cousin germain, fils de Lucien Bonaparte, le prince Charles-Lucien Bonaparte (24/05/1803 à Paris – 29/07/1857 à Paris) (se référer à la branche de Lucien Bonaparte pour plus d'informations).
- la princesse Charlotte Bonaparte (31/10/1802 à Paris – 03/03/1839 à Sarzana) qui épouse en 1826 son cousin germain, fils de Louis Bonaparte, le prince Napoléon Louis Bonaparte (18/12/1804 à Paris – 17/03/1831 à Paris) (se référer à la branche de Louis Bonaparte pour plus d'informations)[33].

À la mort de Joseph Bonaparte en 1844, la branche s'éteint dans les mâles, mais le sang de ce dernier continue à couler dans les veines des enfants issus du mariage de Zénaïde Bonaparte. La branche de Louis Bonaparte lui succède à la tête de la famille impériale. Quant à celle de Joseph, elle s'éteint définitivement (dans les femmes) en 1854 avec la mort de la princesse Zénaïde Bonaparte en 1854.

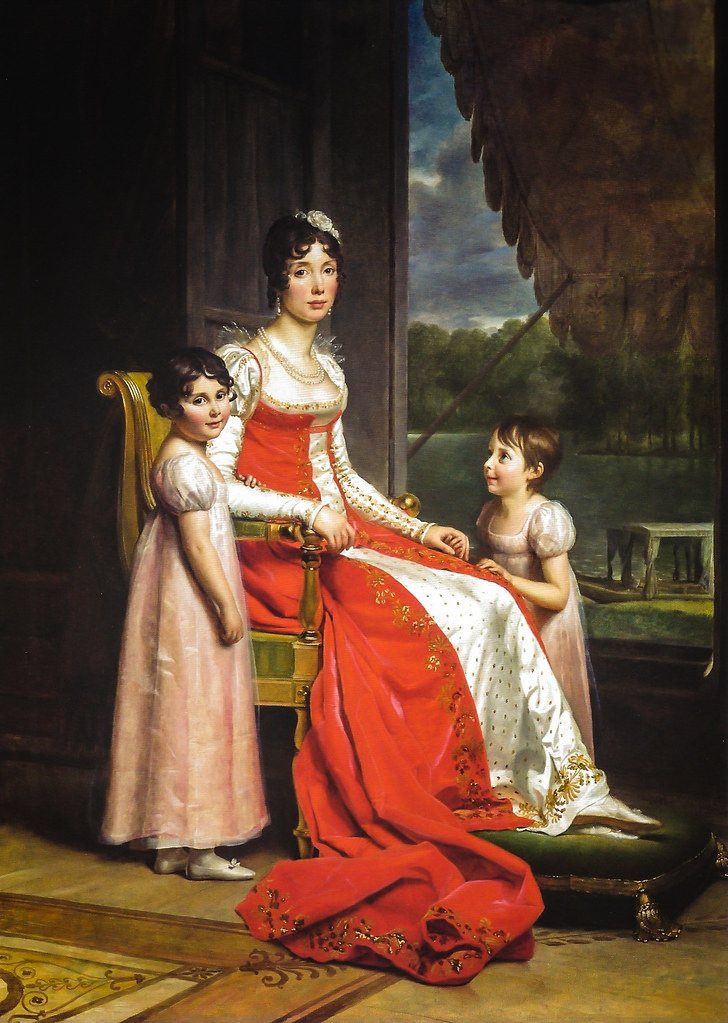
Julie Clary (1771-1845)
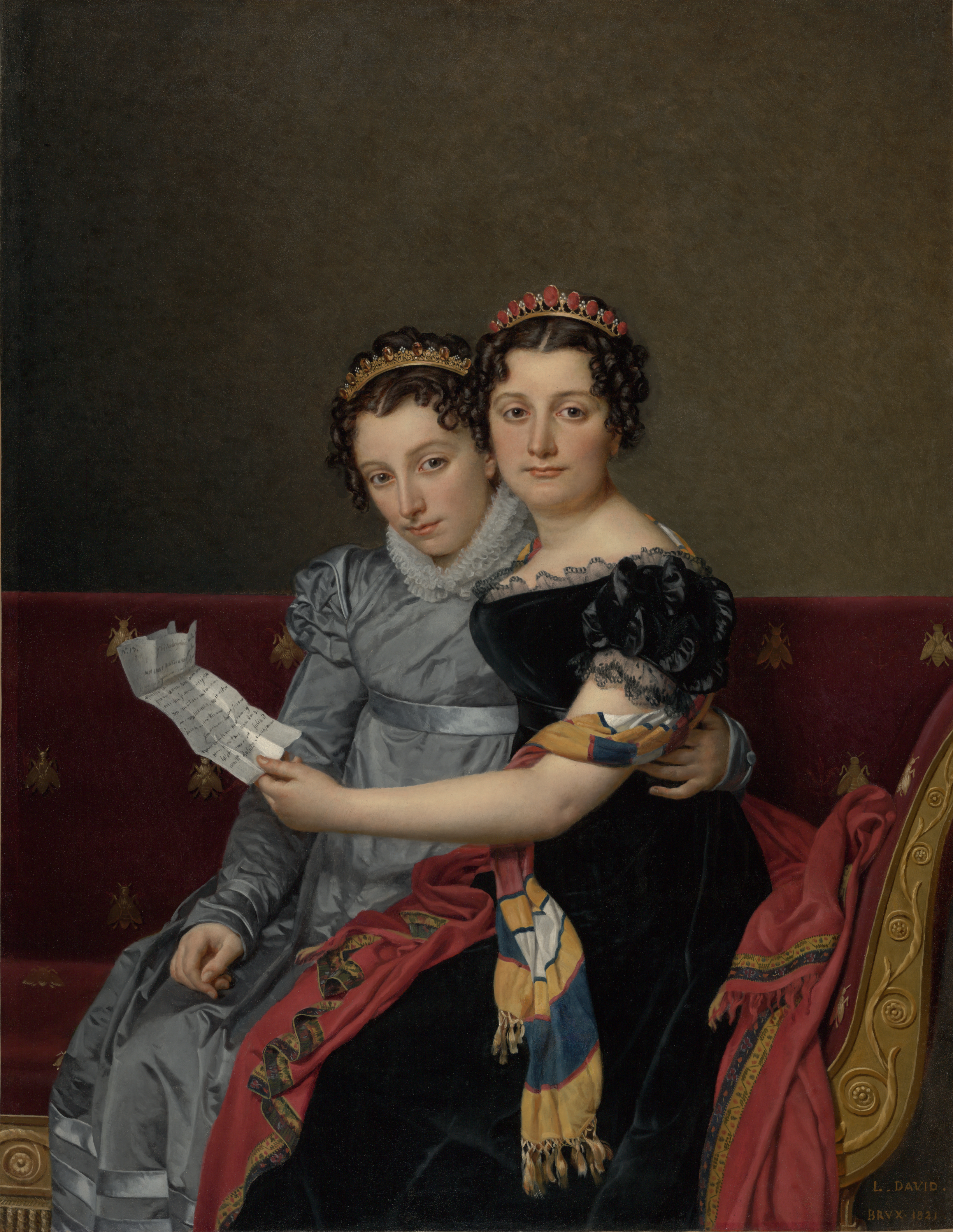
Zénaïde Bonaparte (1801-1854) et sa sœur Charlotte Bonaparte (1802-1839)

#### Branche issue de Louis Bonaparte

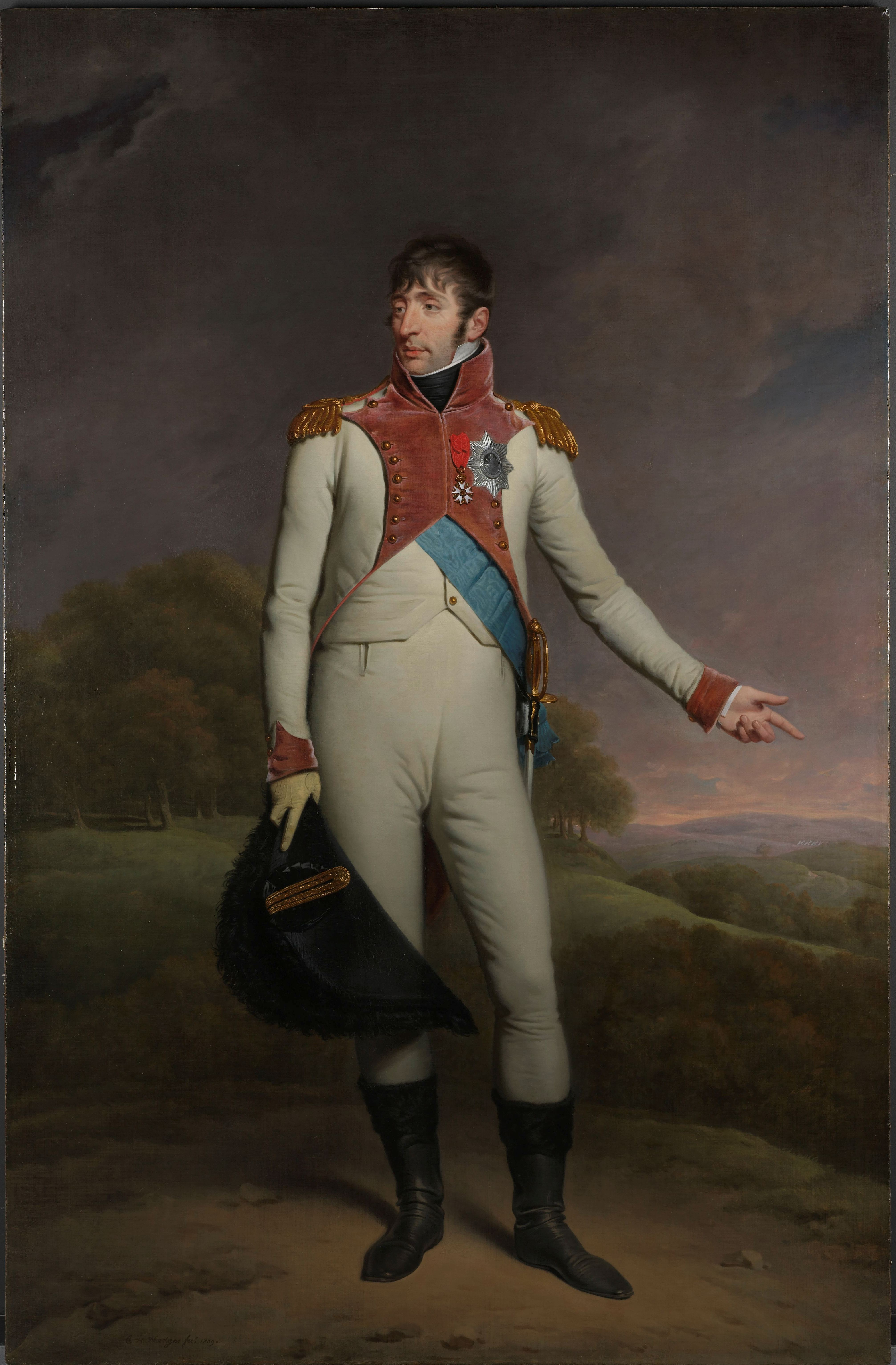
Louis Bonaparte
(1778-1846)

Cette branche fournit à la France son troisième et dernier empereur avec Napoléon III. Comportant six membres, elle est l'aînée des branches de la famille impériale de 1844 à 1879.
Louis Bonaparte (02/09/1778 à Ajaccio – 25/07/1846 à Livourne) est le troisième frère de Napoléon Ier et le second dynaste ; il devient roi de Hollande de 1806 à 1810.
En 1802, Napoléon Bonaparte, alors Premier consul, le pousse à se marier avec la fille de Joséphine de Beauharnais :  Hortense de Beauharnais (10/04/1783 à Paris – 05/08/1837 à Salenstein), ce qu'il fait le 3 janvier 1802 à Paris. À la mort de son frère aîné Joseph en 1844, Louis Bonaparte devient chef de la famille impériale pendant deux ans.
Le mariage forcé, et sans amour, de Louis Bonaparte et Hortense de Beauharnais donne trois fils :
- Un premier fils, Napoléon Louis Charles Bonaparte (11/10/1802 à Paris – 05/05/1807 à La Haye), meurt en bas âge.
- Le prince Napoléon Louis Bonaparte (18/12/1804 à Paris – 17/03/1831 à Paris)[33], qui épouse le 23 juillet 1826 sa cousine germaine, la princesse Charlotte Bonaparte, fille cadette de Joseph Bonaparte. Cette union reste sans postérité.
- Napoléon III (20/04/1808 à Paris – 09/01/1873 à Chislehurst) ; faisant figure de meneur du mouvement bonapartiste dès la mort de Napoléon II, il devient chef de la famille impériale en 1846, est élu président de la République en 1848, avant d'exécuter un coup d'État le 2 décembre 1851, rétablissant l'Empire le 2 décembre 1852.
Napoléon III épouse le 30 janvier 1853 à Paris[37], Eugénie de Montijo (05/05/1826 à Grenade – 11/07/1920 à Madrid)[38],[39]. Ils perdent tous deux le pouvoir à la suite de la guerre de 1870 contre la Prusse qui s'achève par la débâcle de Sedan, et s'exilent en Angleterre. Napoléon III disparaît trois ans plus tard ; l'Impératrice cinquante ans après.
Napoléon III et Eugénie de Montijo n'ont qu'un seul enfant :
  - Louis Napoléon Bonaparte, prince impérial (16/03/1856 à Paris – 01/06/1879 à Ulundi)[33], devenu chef de famille en 1873 après la mort de son père. Il disparaît tragiquement à 23 ans en Afrique du Sud, dans les rangs de l'armée britannique, entraînant l'extinction totale de la branche issue de Louis Bonaparte. La dernière branche dynaste survivante, issue de Jérôme Bonaparte, initialement déshéritée par la constitution de 1804, lui succède.

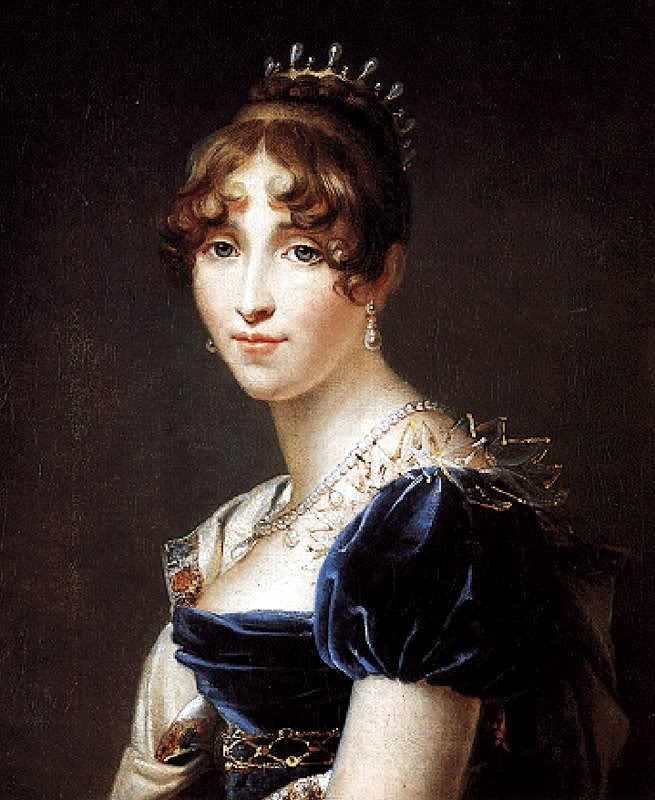
Hortense de Beauharnais (1783-1837)
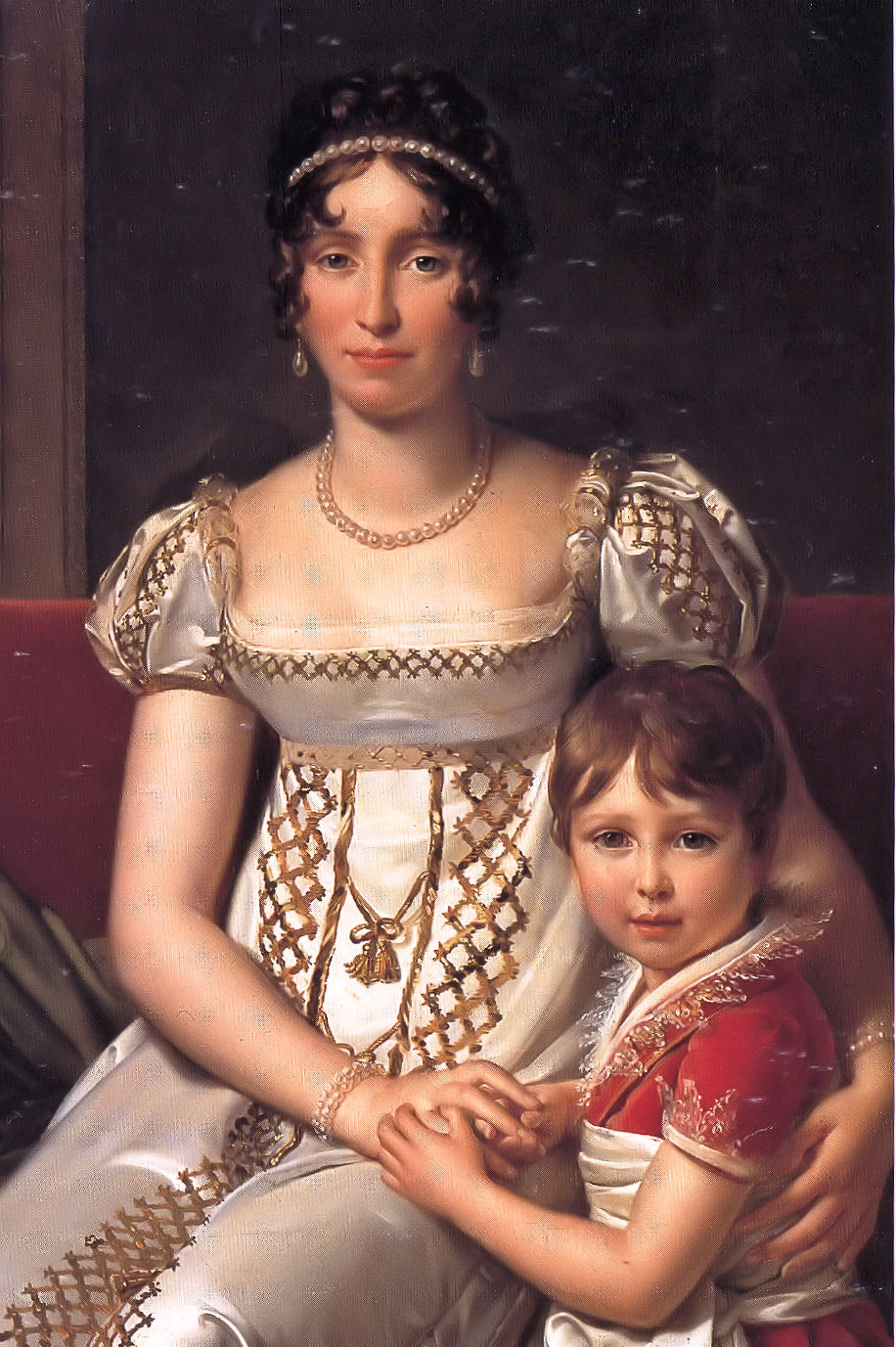
Napoléon Louis Charles Bonaparte (1802-1807), avec sa mère Hortense de Beauharnais
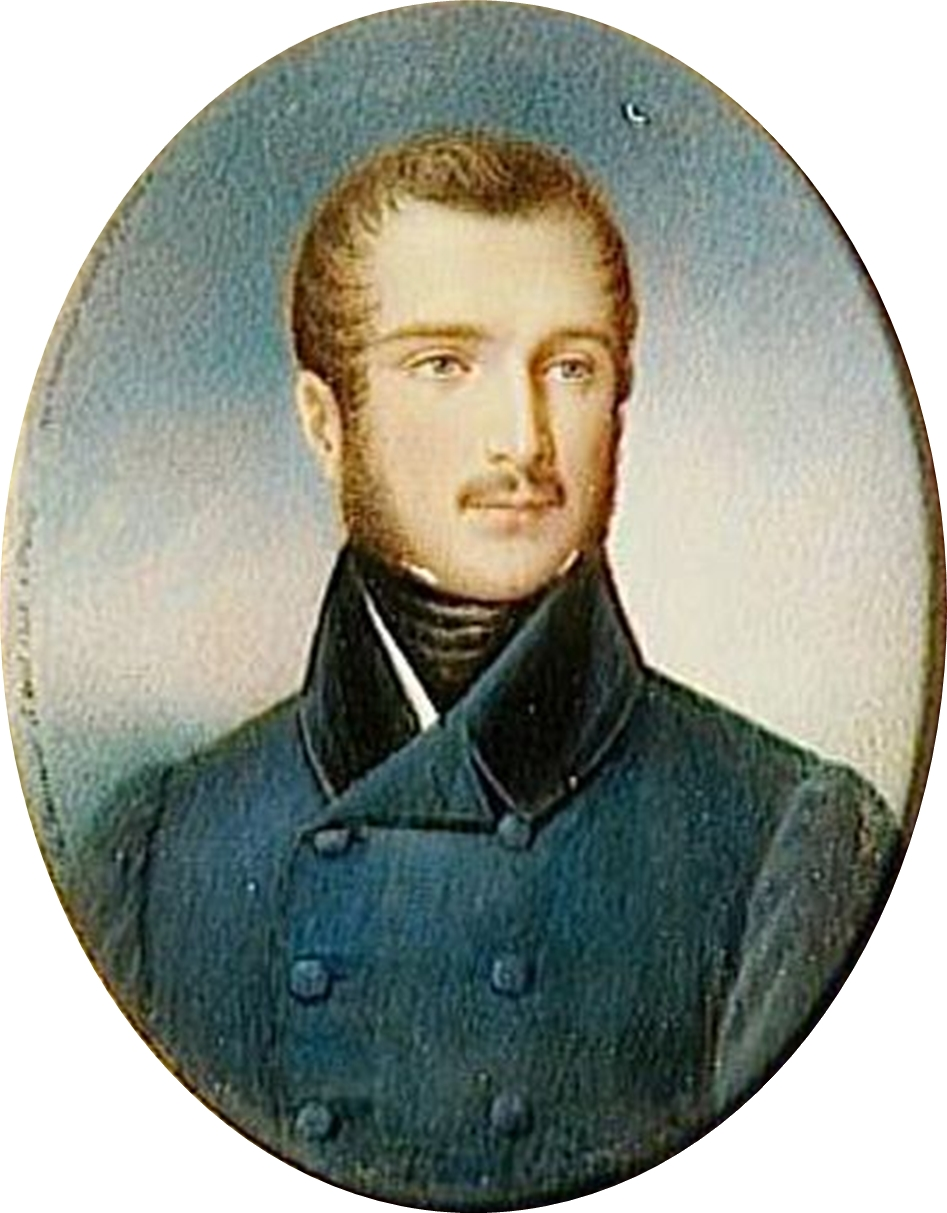
Napoléon Louis Bonaparte (1804-1831)
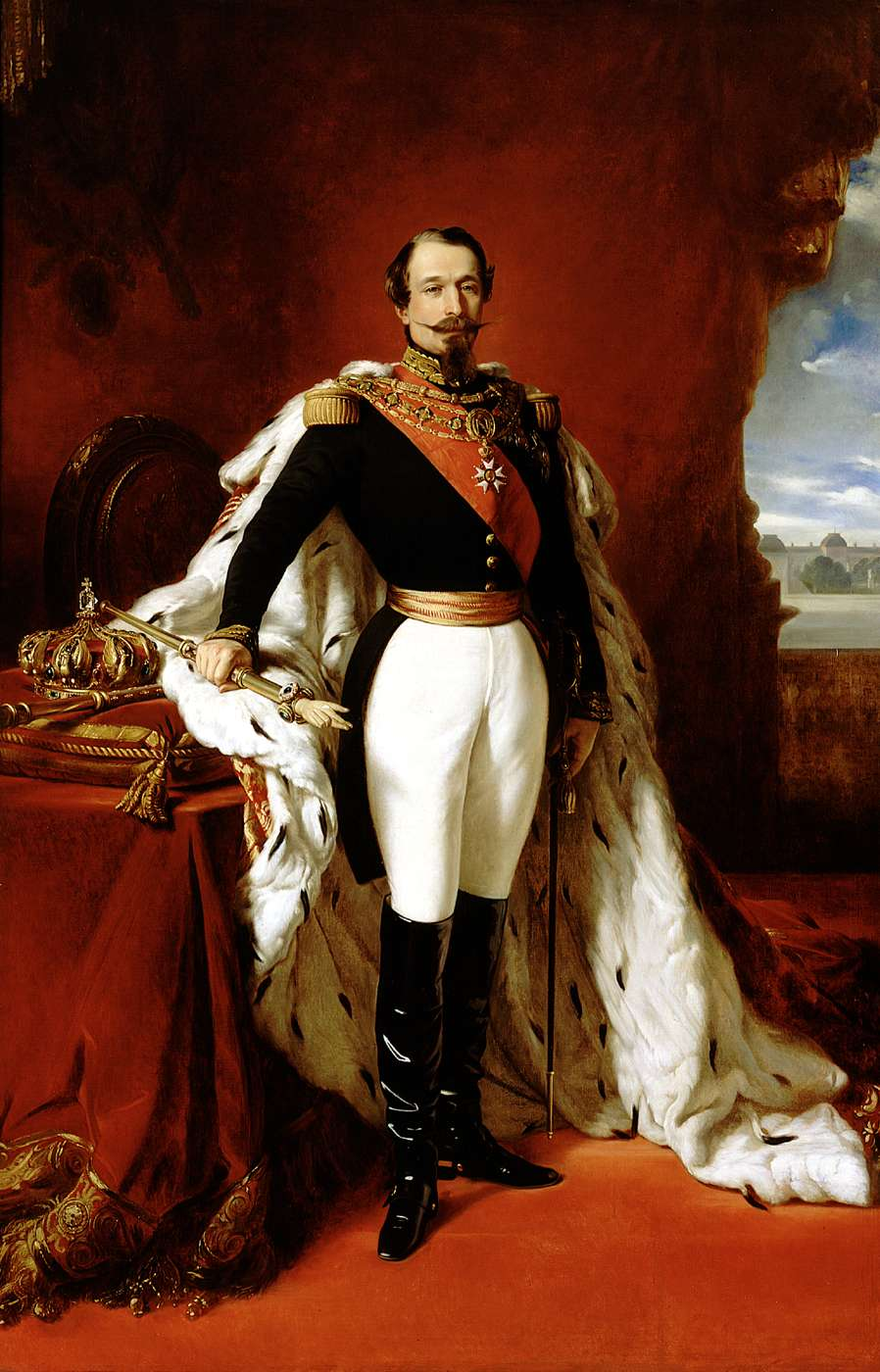
Napoléon III (1808-1873)
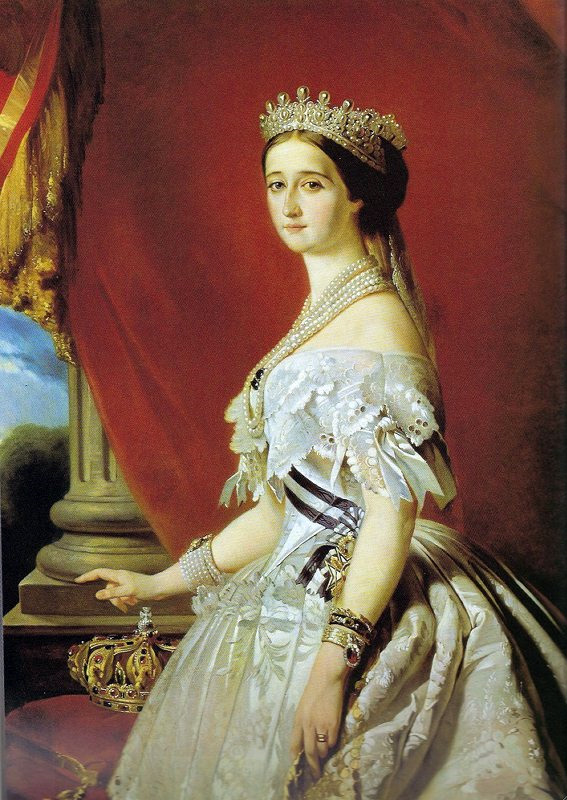
Eugénie de Montijo (1826-1920)
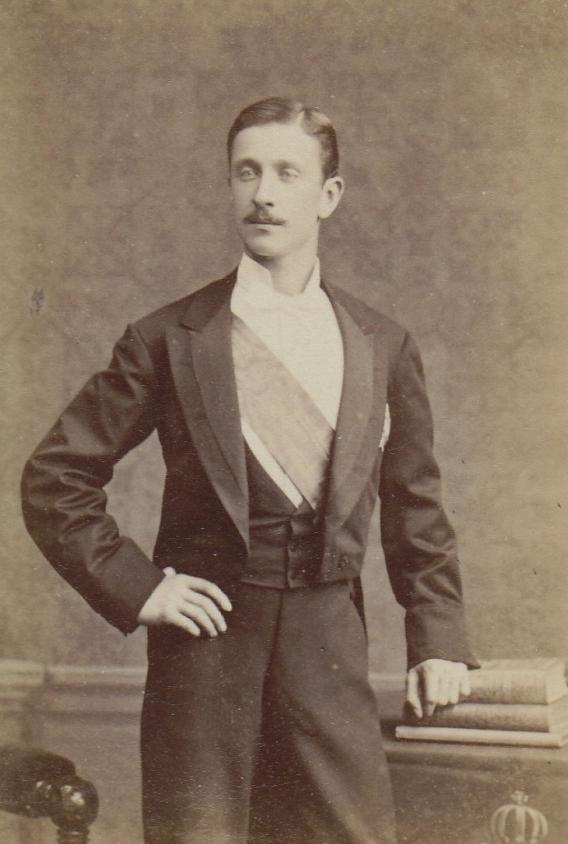
Louis-Napoléon Bonaparte (1856-1879)

#### Branche issue de Jérôme Bonaparte

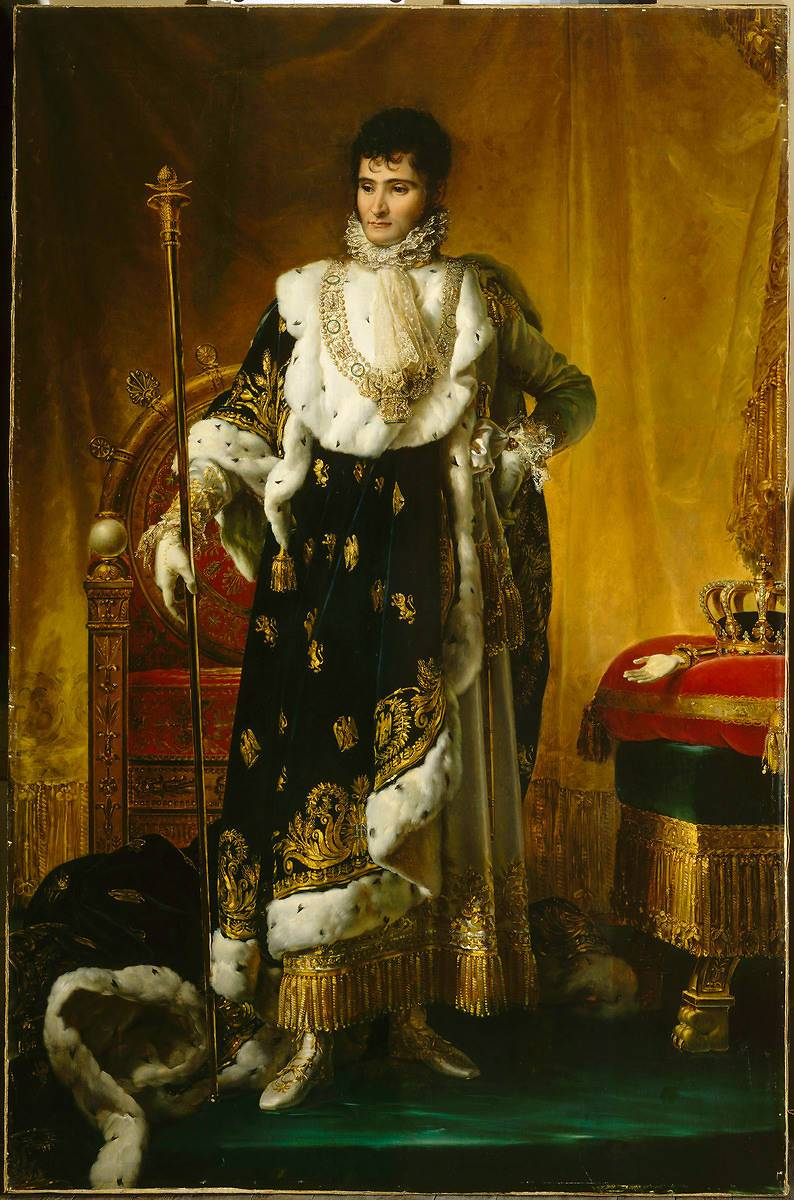
Jérôme Bonaparte
(1784-1860)

Initialement privé de droits héréditaires par les articles 5, 6 et 7 du sénatus-consulte du 18 mai 1804, Jérôme Bonaparte, dernier frère de Napoléon Ier, et ses descendants sont réhabilités dans l'ordre dynastique par le sénatus-consulte du 24 septembre 1806 : la branche de Jérôme Bonaparte devient ainsi branche aînée (et dernière survivante des branches dynastes), le 1er juin 1879 ; la famille impériale actuelle en est issue.
Le troisième et dernier frère dynaste de Napoléon Bonaparte est Jérôme Bonaparte (15/11/1784 à Ajaccio – 24/06/1860 à Massy), qui devient roi de Westphalie de 1807 à 1813 et est titré prince de Montfort en 1816 par son beau-père le roi Frédéric Ier de Wurtemberg.
Jérôme Bonaparte se marie une première fois le 24 décembre 1803 à Baltimore à une Américaine, Elizabeth Patterson (06/11/1783 à Baltimore – 04/04/1879 à Baltimore), dont il a un fils :
- Jérôme Bonaparte-Patterson (07/07/1805 à Camberwell – 17/06/1870 à Baltimore) : sa naissance crée la branche illégitime des Bonaparte-Patterson, attirant au passage les foudres de Napoléon Ier, qui fait perdre à son frère Jérôme Bonaparte toute place dans la succession. Jérôme Bonaparte-Patterson épouse (03/09/1829 à Baltimore) Susan May Williams (02/04/1812 à Baltimore – 15/09/1881 à Baltimore), dont il a deux fils :
  - Jérôme Napoléon Bonaparte-Patterson II (05/11/1830 à Baltimore – 04/04/1893 à Beverly), officier dans l'US Army, colonel dans l'armée française sous Napoléon III. Il épouse (04/10/1870 à Baltimore) Caroline Leroy Appleton (04/11/1841 à Boston – 19/11/1911 à Washington), dont il a deux enfants :
    - Louise Eugénie Bonaparte-Patterson (07/02/1873 à Baltimore – 22/01/1923 à Biarritz), qui épouse (29/12/1896 à Washington) Adam Carl af Moltke-Huitfield (31/07/1864 à Paris – 09/10/1944 à Copenhague), sans postérité.
    - Jérôme Napoléon Charles Bonaparte-Patterson (26/02/1878 à Paris – 10/11/1945 à New York), qui épouse (1914 à New York) Blanche Pierce (????-1950 à New York), sans postérité : la branche Bonaparte-Patterson s'éteint avec lui.

  - Charles Joseph Bonaparte-Patterson (09/06/1851 à Baltimore – 28/06/1921 à Baltimore), homme politique, secrétaire à la Marine puis procureur général dans le cabinet du président Theodore Roosevelt. Charles Joseph Bonaparte-Patterson épouse (01/09/1875 à Newport) Ellen Channing Day (25/09/1852-23/06/1924 à Washington), sans postérité.

Une fois le mariage de Jérôme Bonaparte et Elizabeth Patterson invalidé par Napoléon Ier, Jérôme Bonaparte est marié le 22 août 1807 à Paris à Catherine de Wurtemberg (21/11/1785 à Saint-Pétersbourg – 29/11/1835 à Lausanne). Il finira sa vie gouverneur des Invalides (à partir de 1848), maréchal de France (à partir de 1850) et président du Sénat en 1852.
Jérôme Bonaparte et Catherine de Wurtemberg donnent naissance à trois enfants :
- Le prince Jérôme Napoléon Charles Bonaparte (24/08/1814 à Trieste – 12/05/1847 à Florence), dit « Jérôme de Montfort », colonel dans l'armée de Wurtemberg, titré prince de Montfort en 1816 par son grand-père, le roi Frédéric Ier de Wurtemberg ; il meurt sans alliance ni postérité.
- La princesse Mathilde Bonaparte (27/05/1820 à Trieste – 02/01/1904 à Paris), mariée (01/11/1840 à Florence) à Anatole Demidoff (05/04/1813 à Moscou – 29/04/1870 à Paris), prince de San Donato, industriel et mécène, et dont elle se sépare, sans divorcer, grâce à une intervention du tsar Nicolas Ier de Russie en 1847. Ce mariage ne donne aucune postérité[33].
- Le prince Napoléon-Jérôme Bonaparte (09/09/1822 à Trieste – 17/03/1891 à Rome), dit le prince Napoléon, surnommé « Plon-Plon », comte de Montfort, comte de Meudon et comte de Moncalieri à titre personnel (1870, titre italien), député, ministre, sénateur. Il devient chef de la famille impériale (en rivalité avec son fils Victor Napoléon) en 1879. Napoléon-Jérôme Bonaparte épouse le 30 janvier 1859 à Turin la princesse Clotilde de Savoie (02/03/1843 à Turin – 25/06/1911 à Moncalieri), fille de Victor-Emmanuel II d'Italie, premier roi d'Italie[33].
Napoléon-Jérôme Bonaparte et Clotilde de Savoie ont trois enfants :
  - Le prince Victor Bonaparte (18/07/1862 à Paris – 03/05/1926 à Bruxelles), prince Napoléon à partir de 1891, que le prince impérial Louis Napoléon Bonaparte désigne en 1879 pour lui succéder. Il se marie le 14 novembre 1910 à Moncalieri avec la princesse Clémentine de Belgique (30/07/1872 à Laeken – 08/03/1955 à Nice), fille du roi Léopold II de Belgique[33].
Victor Bonaparte et Clémentine de Belgique ont deux enfants :
    - La princesse Clotilde Bonaparte (20/03/1912 à Bruxelles – 14/04/1996 à Cendrieux), qui épouse (17/10/1938 à Londres) le comte Serge de Witt (11/01/1892 à Moscou – 21/07/1990 à Cendrieux), dont postérité (notamment Laetitia de Witt, leur petite-fille, née en 1974 et auteur d'une biographie[43] de son arrière-grand-père, Victor Bonaparte, prince Napoléon)[33].
    - Le prince Louis Bonaparte (23/01/1914 à Bruxelles – 03/05/1997 à Genolier), héritier de la famille Bonaparte et prince Napoléon à partir de 1926 (à la mort de son père en 1926, il devient le chef légitime de la famille impériale, et le demeure jusqu'à sa propre mort, en 1997)[33]. Il se marie le 16 août 1949 à Linières-Bouton avec Alix de Foresta (04/04/1926 à Marseille), depuis lors princesse Napoléon.
Louis Bonaparte et Alix de Foresta ont quatre enfants (dont des jumeaux) :
      - Le prince Charles Bonaparte (19/10/1950 à Boulogne-Billancourt), qui s'estime chef légitime de la famille impériale depuis 1997[33].
Charles Bonaparte épouse le 19 décembre 1978 à Paris la princesse Béatrice de Bourbon des Deux-Siciles (16/06/1950 à Saint-Raphaël), princesse des Deux-Siciles, dont il a deux enfants :
        - La princesse Caroline Napoléon (24/10/1980), qui épouse (19/09/2009 à Castellabate) Éric Quérénet-Onfroy de Bréville (20/06/1971 à Neuilly-sur-Seine).
        - Le prince Jean-Christophe Napoléon (11/07/1986 à Saint-Raphaël)[33], prince Napoléon, actuel chef de la famille impériale, selon le testament de son grand-père, Louis Bonaparte, prince Napoléon. Jean-Christophe Napoléon se marie le 19 octobre 2019 avec Olympia von Arco-Zinneberg, dont il a un enfant :
          - Le prince Louis Napoléon (07/12/2022 à Paris), dernier né de la famille impériale.

      - Charles Bonaparte et Béatrice de Bourbon des Deux-Siciles divorcent en 1989 à Nanterre, et Charles Bonaparte se remarie (28/09/1996) avec Jeanne-Françoise Valliccionni (26/03/1958 à Ortiporio), dont il a deux autres enfants :
        - La princesse Sophie Napoléon (18/04/1992 à Paris), sans alliance ni postérité.
        - La princesse Anh Laëtitia Napoléon (22/04/1998 à Hô Chi Minh-Ville, adoptée), sans alliance ni postérité.

      - La princesse Catherine Napoléon (19/10/1950 à Boulogne-Billancourt), qui épouse (04/06/1974 à Prangins) Nicolò San Martino d'Agliè di San Germano (03/07/1948), marquis de Fontanetto, avant de s'en séparer en 1982, sans postérité. Catherine Napoléon se remarie (13/10/1982 à Paris) avec Jean-Claude Dualé (03/11/1936), dont postérité.
      - La princesse Laure Napoléon (08/10/1952 à Paris), qui épouse (23/12/1982 à Grenoble) Jean-Claude Lecomte (15/03/1948 à Ax-les-Thermes).
      - Le prince Jérôme Napoléon (14/01/1957 à Boulogne-Billancourt), sans alliance ni postérité[33].

  - Le prince Louis Bonaparte (16/07/1864 à Meudon – 14/10/1932 à Prangins), lieutenant-général, officier en Russie, gouverneur à Erevan, mort sans alliance ni postérité.
  - La princesse Lætitia Bonaparte (20/12/1866 à Paris – 25/10/1926 à Moncalieri), duchesse d'Aoste par son mariage (11/09/1888 à Turin) avec le prince Amédée de Savoie (1845 à Aoste – 18/01/1890 à Turin), duc d'Aoste, roi d'Espagne de 1870 à 1873 ; leur postérité est aujourd'hui éteinte[33].

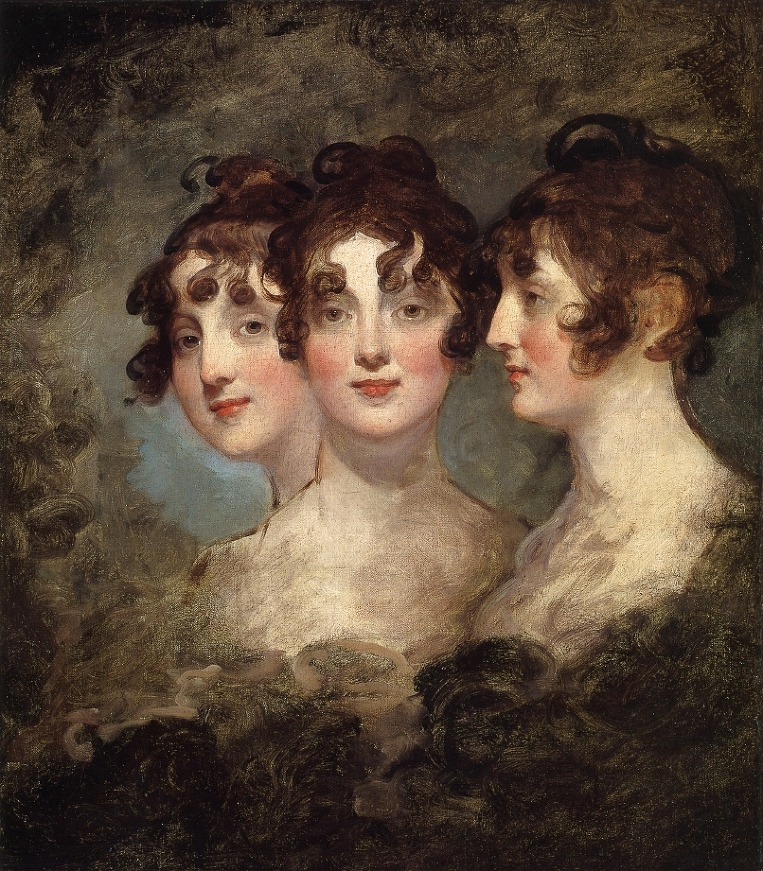
Elizabeth Patterson (1785-1879)
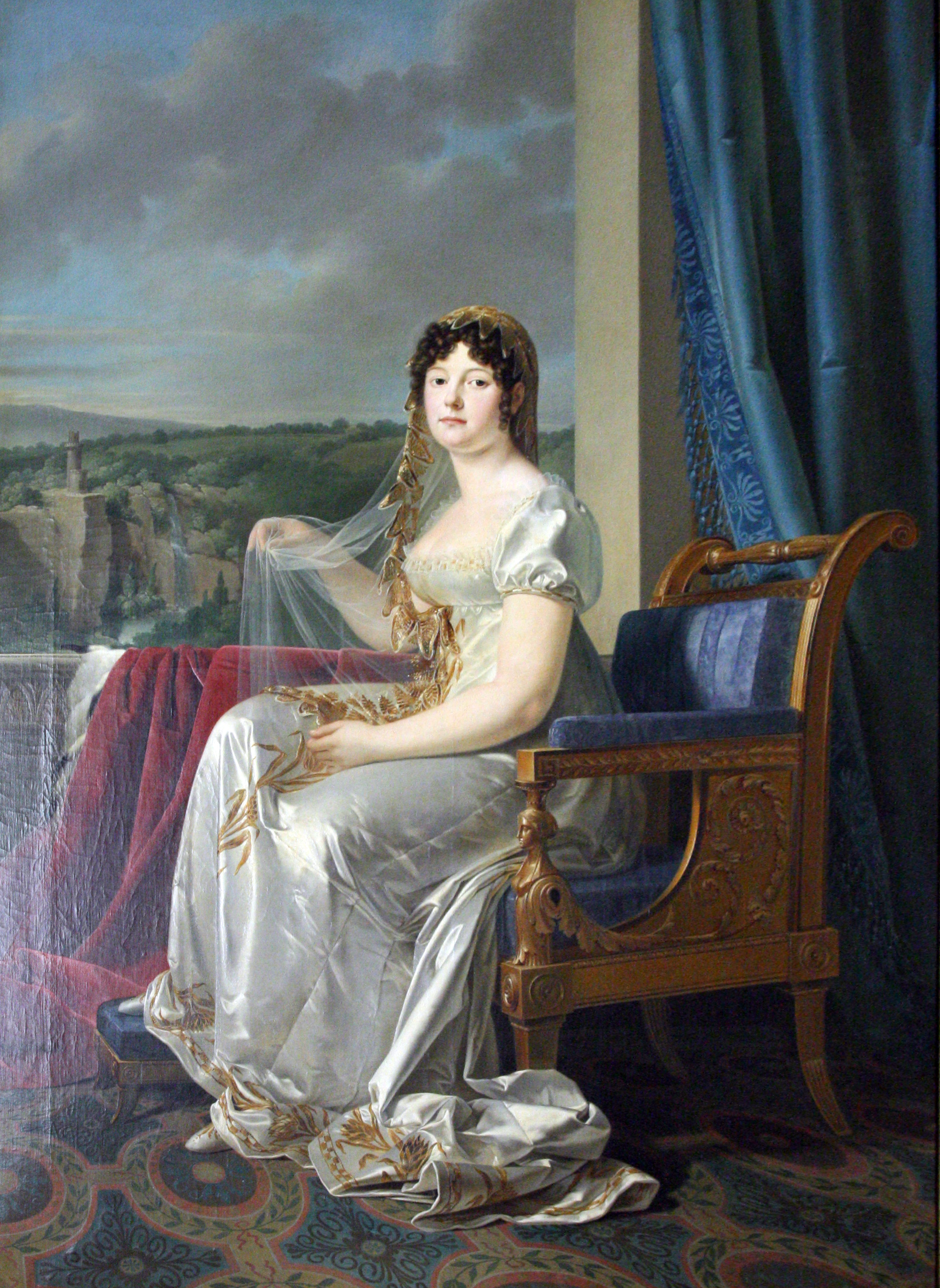
Catherine de Wurtemberg (1783-1835)
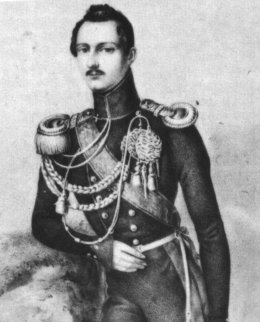
Jérôme Napoléon Charles Bonaparte (1814-1847)
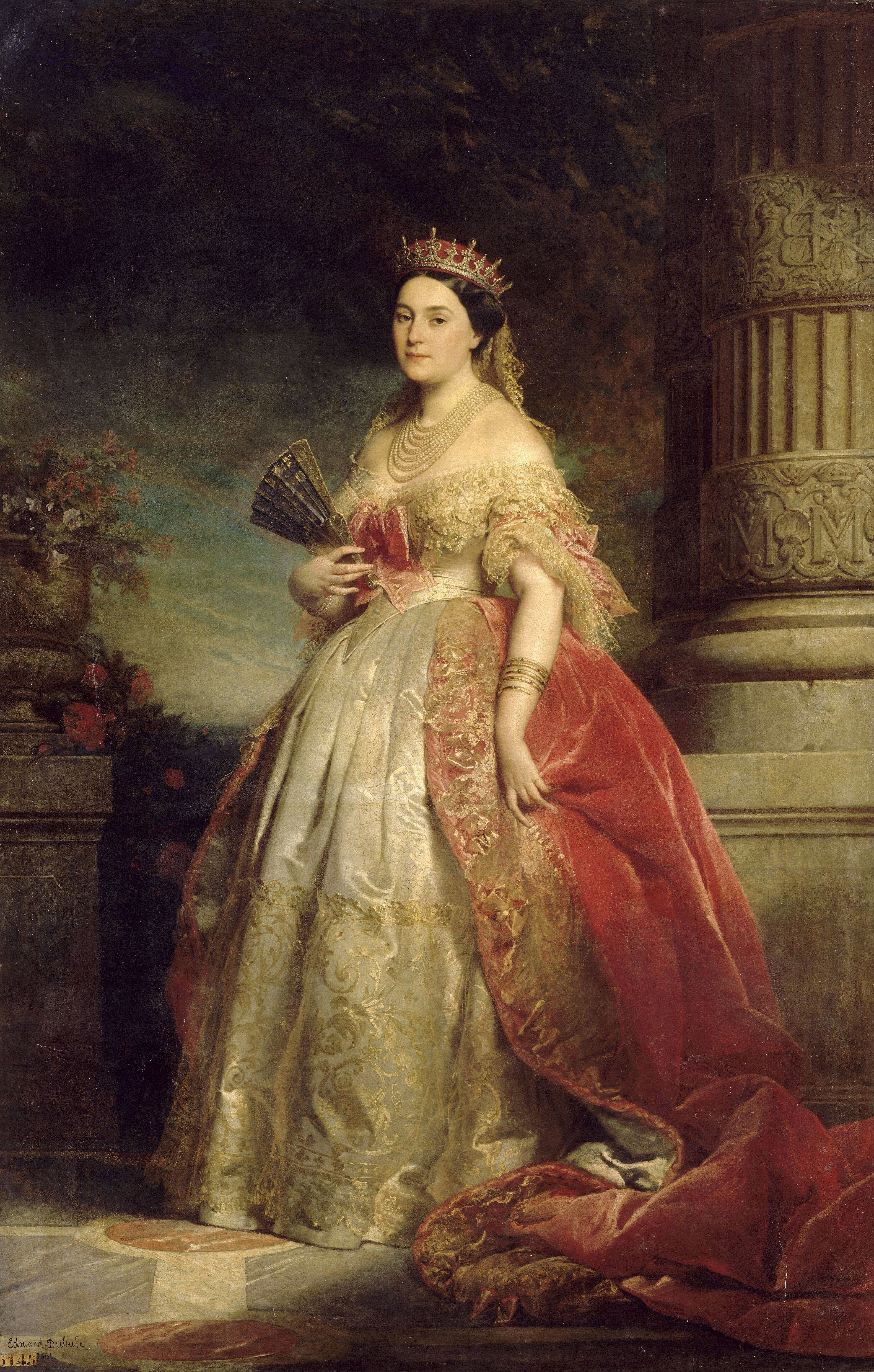
Mathilde Bonaparte (1820-1904)
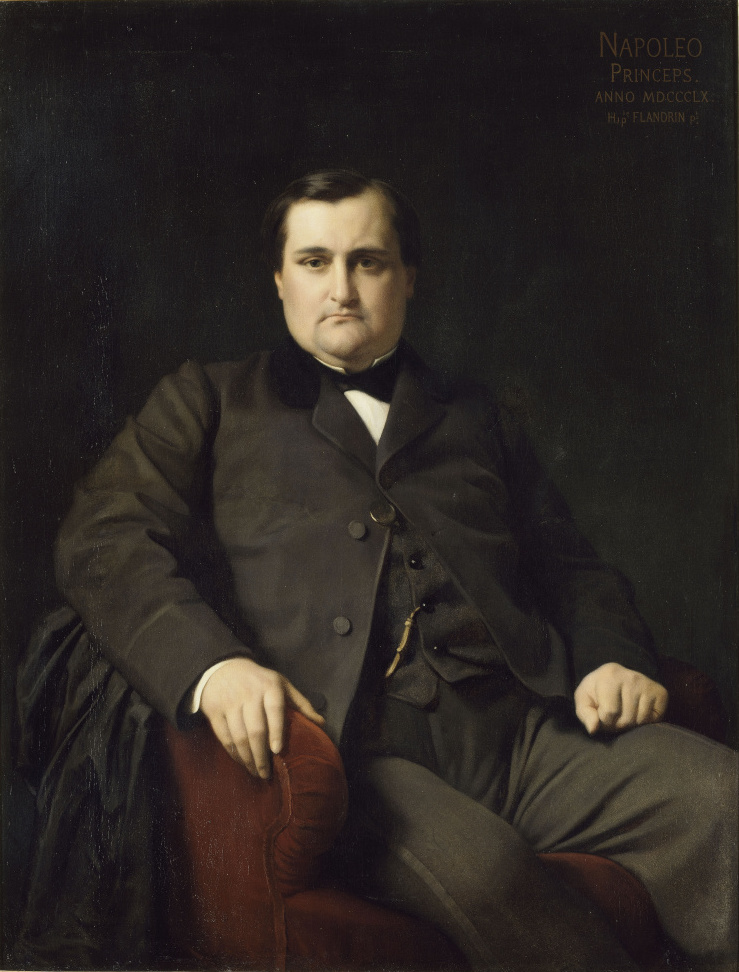
Napoléon-Jérôme Bonaparte (1822-1891)
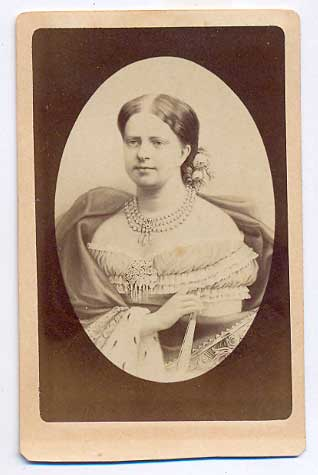
Clotilde de Savoie (1843-1911)
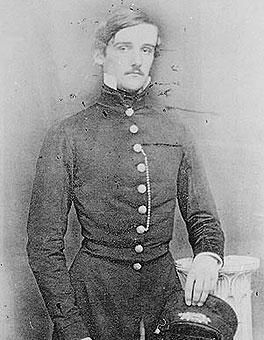
Jérôme Napoléon Bonaparte-Patterson (1830-1893)
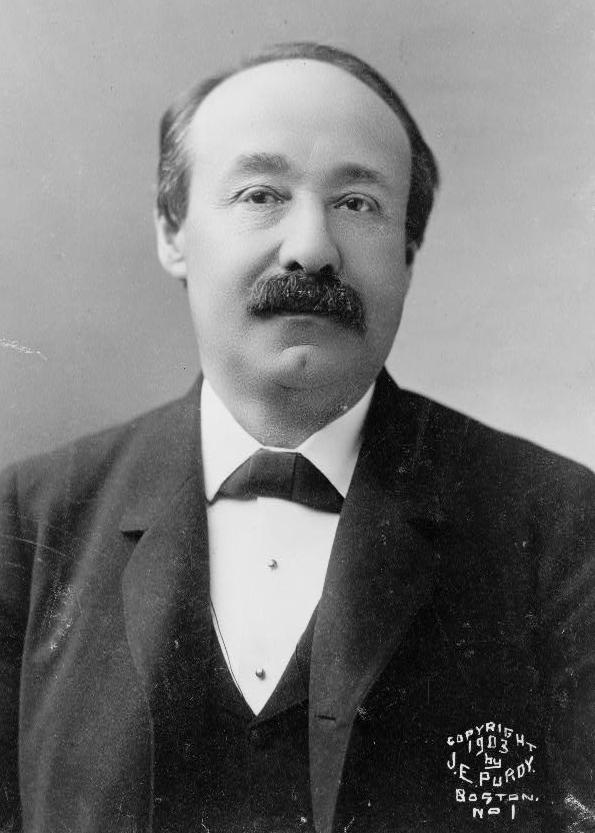
Charles Bonaparte-Patterson (1851-1921)
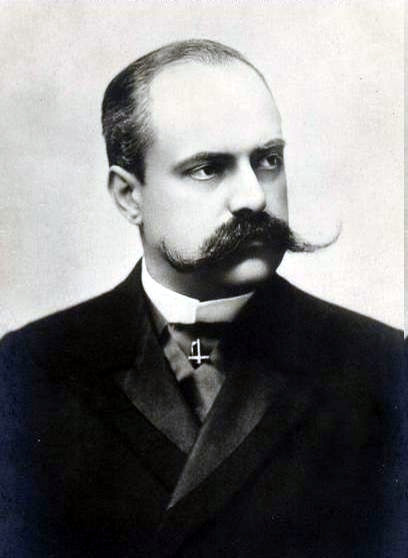
Victor Bonaparte (1862-1926)
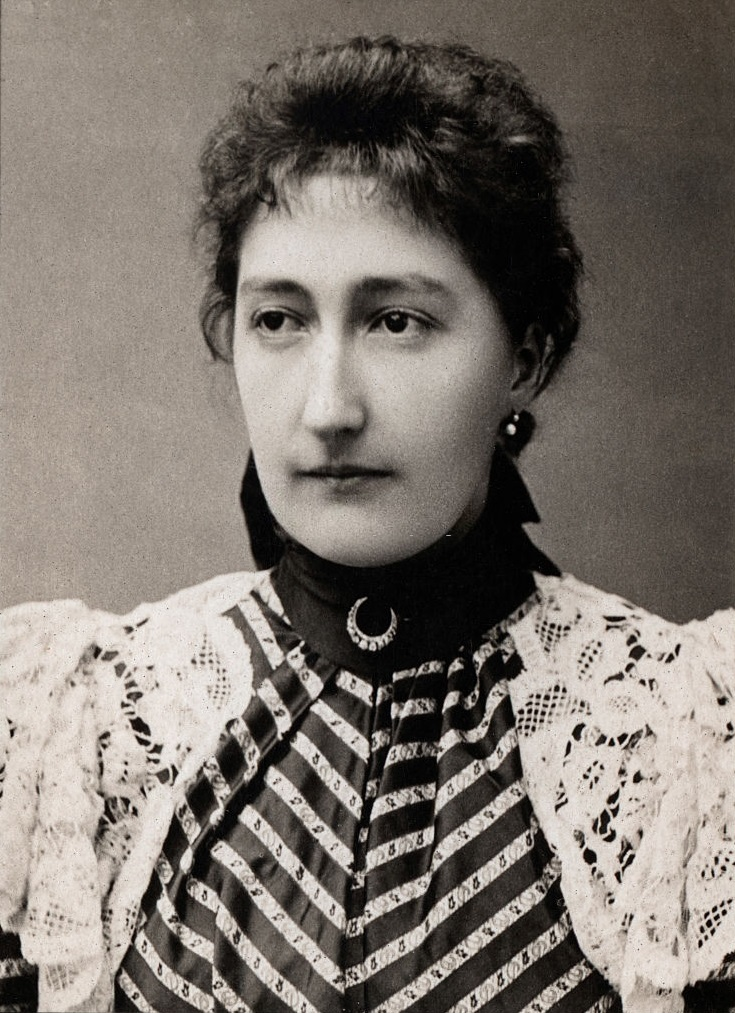
Clémentine de Belgique (1872-1955)
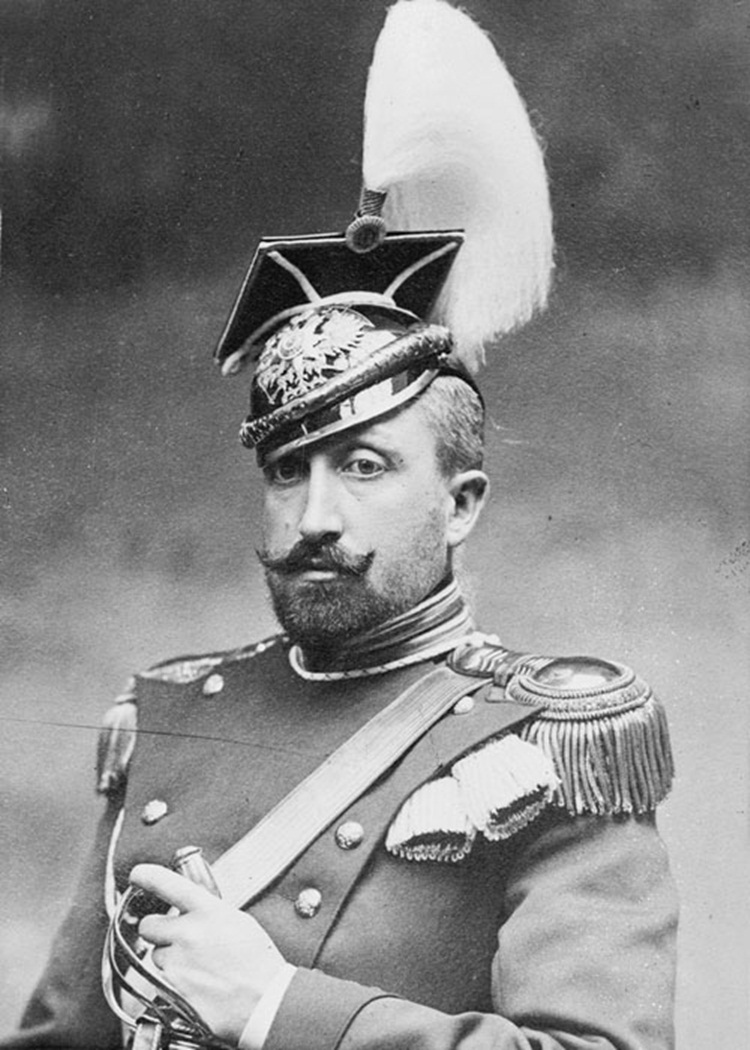
Louis Bonaparte (1864-1932)
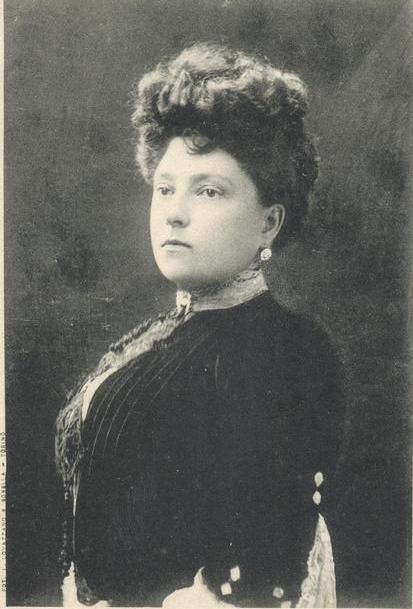
Lætitia Bonaparte (1866-1926)
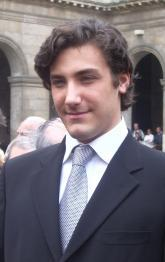
Jean-Christophe Napoléon (1986)

#### Branche issue de Lucien Bonaparte

Christine Boyer (1771-1800)
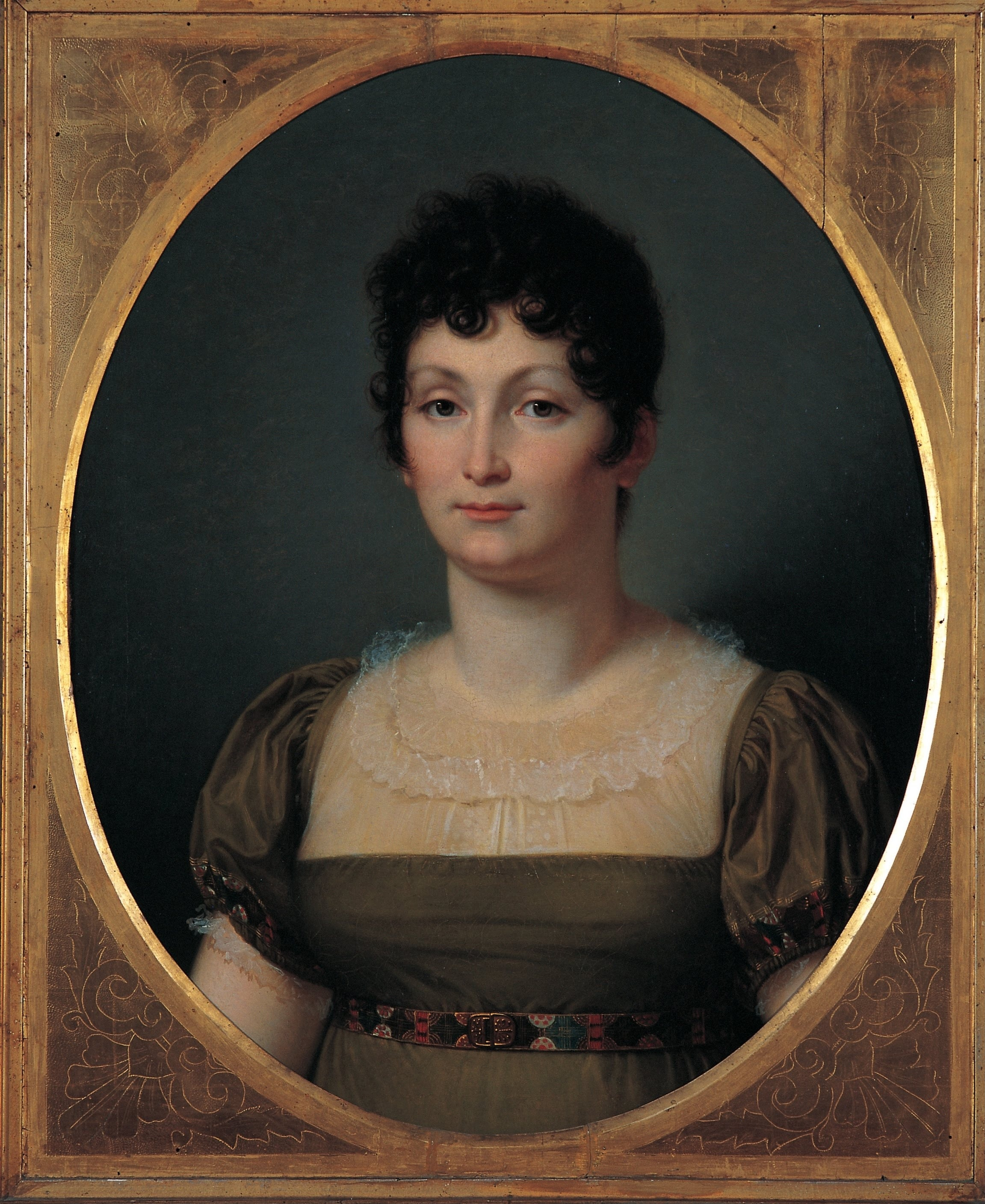
Alexandrine de Bleschamp (1778-1855)
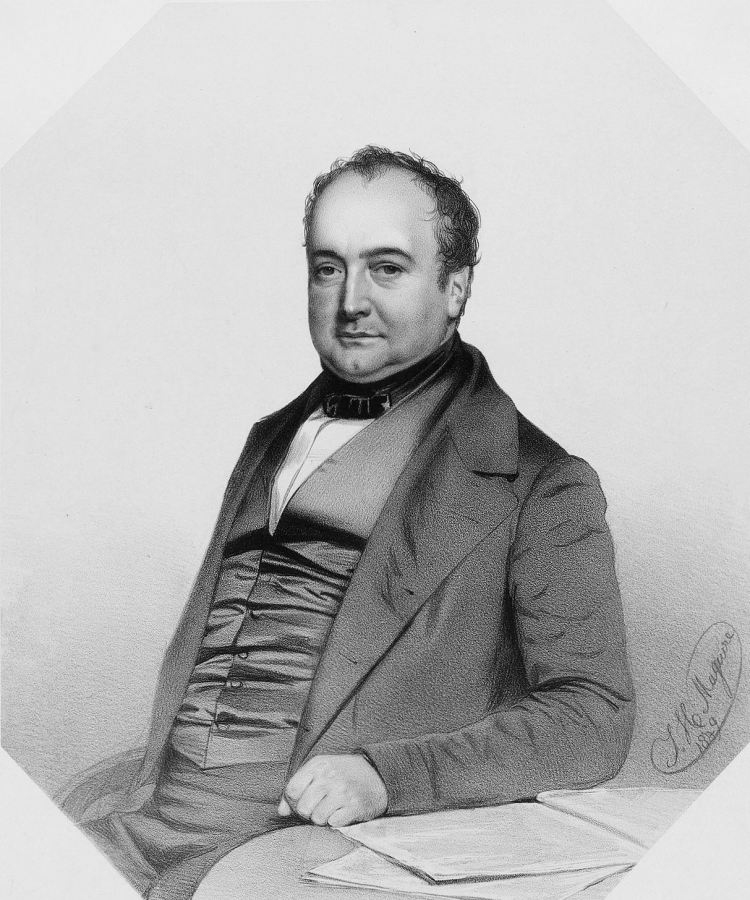
Charles-Lucien Bonaparte (1803-1857)
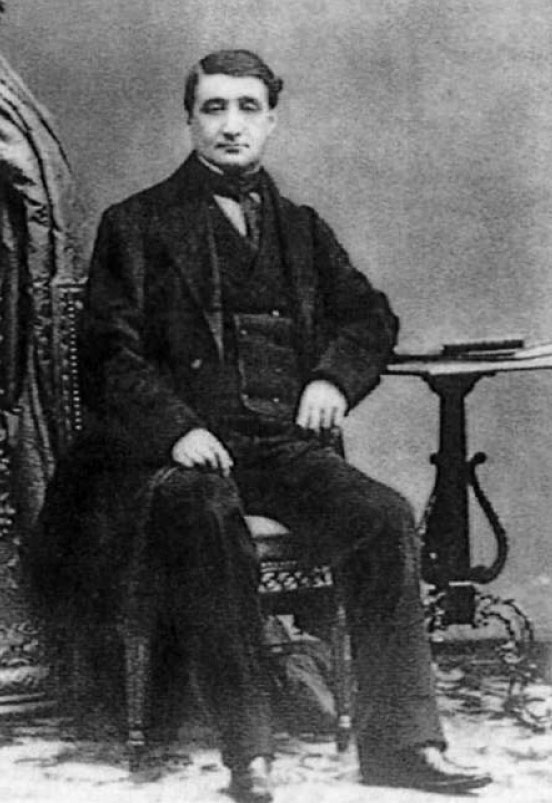
Louis-Lucien Bonaparte (1813-1891)
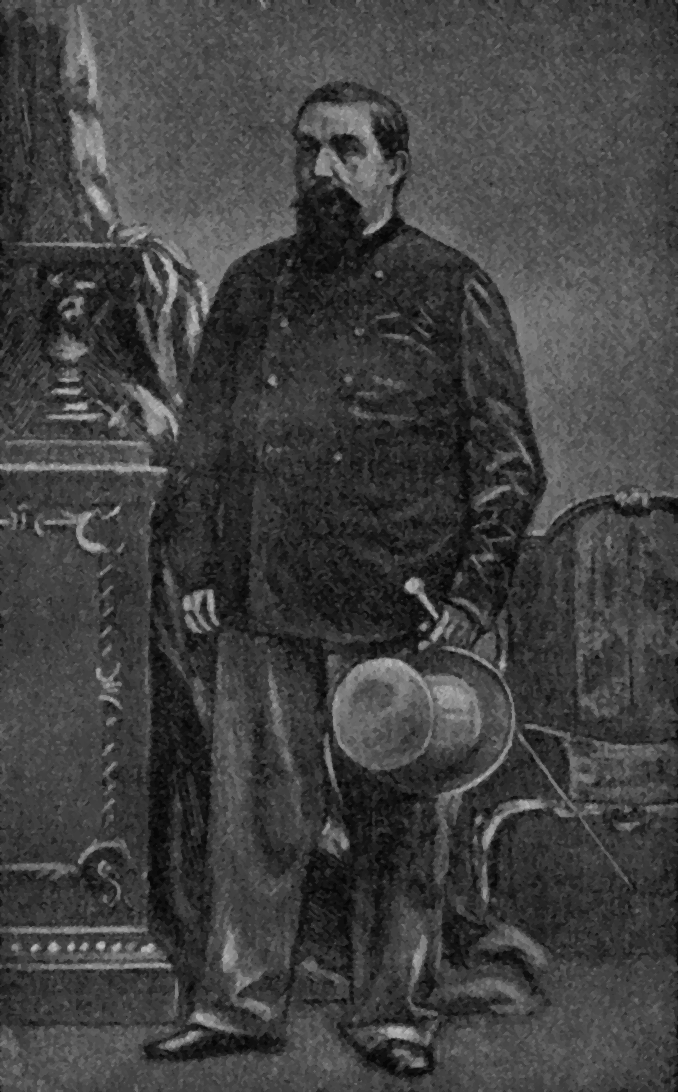
Pierre-Napoléon Bonaparte (1815-1881)
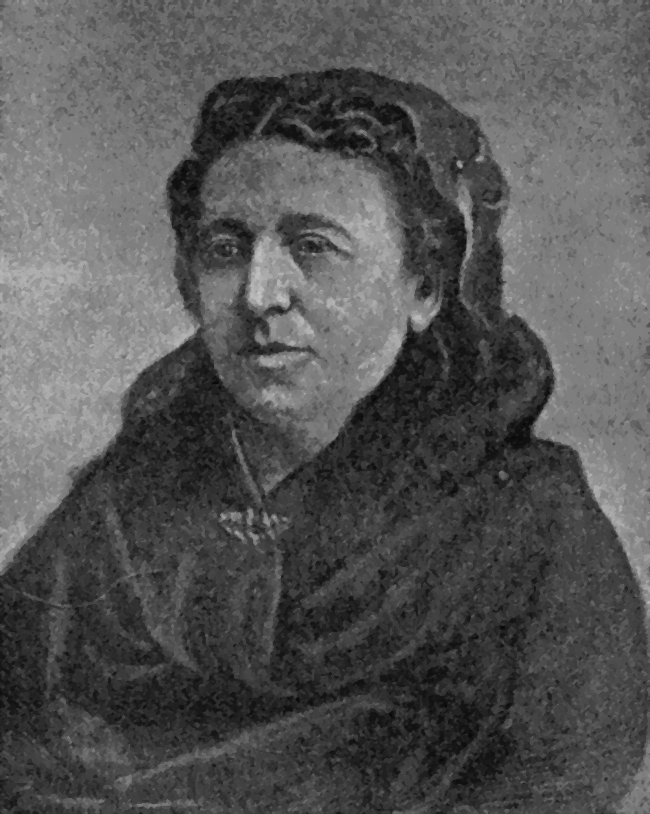
Justine-Éléonore Ruflin (1832-1905)
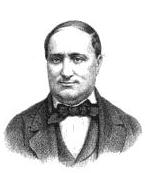
Antoine Bonaparte (1816-1877)
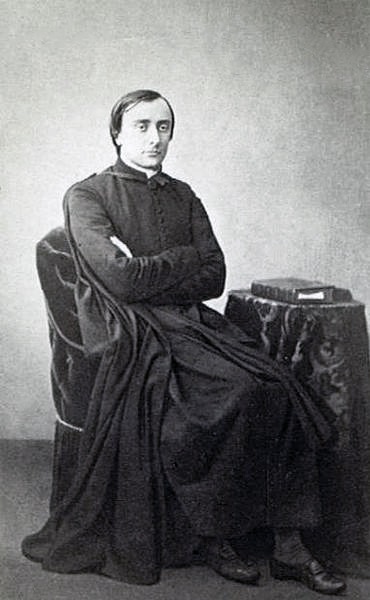
Lucien-Louis Bonaparte (1828-1895)
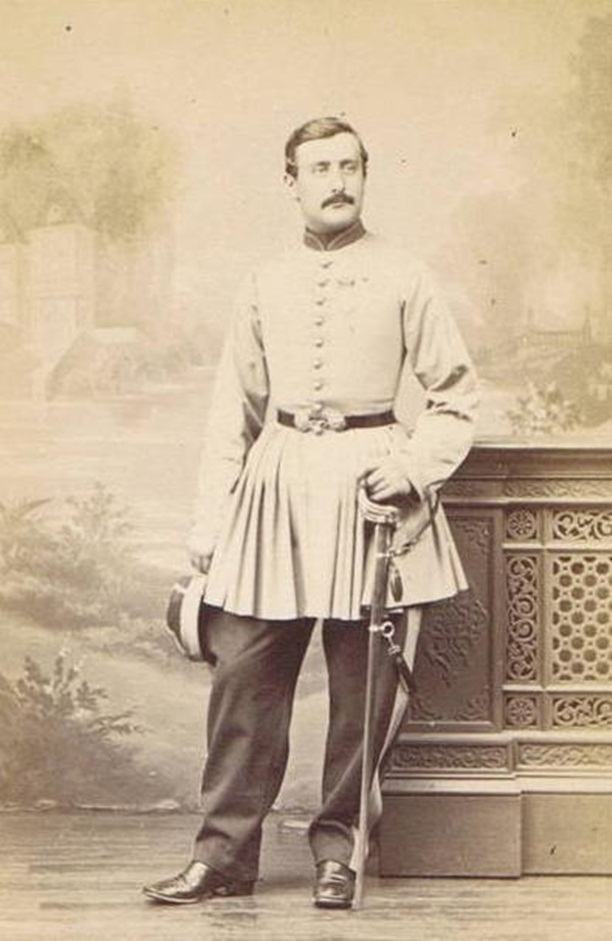
Napoléon-Charles Bonaparte (1839-1899)
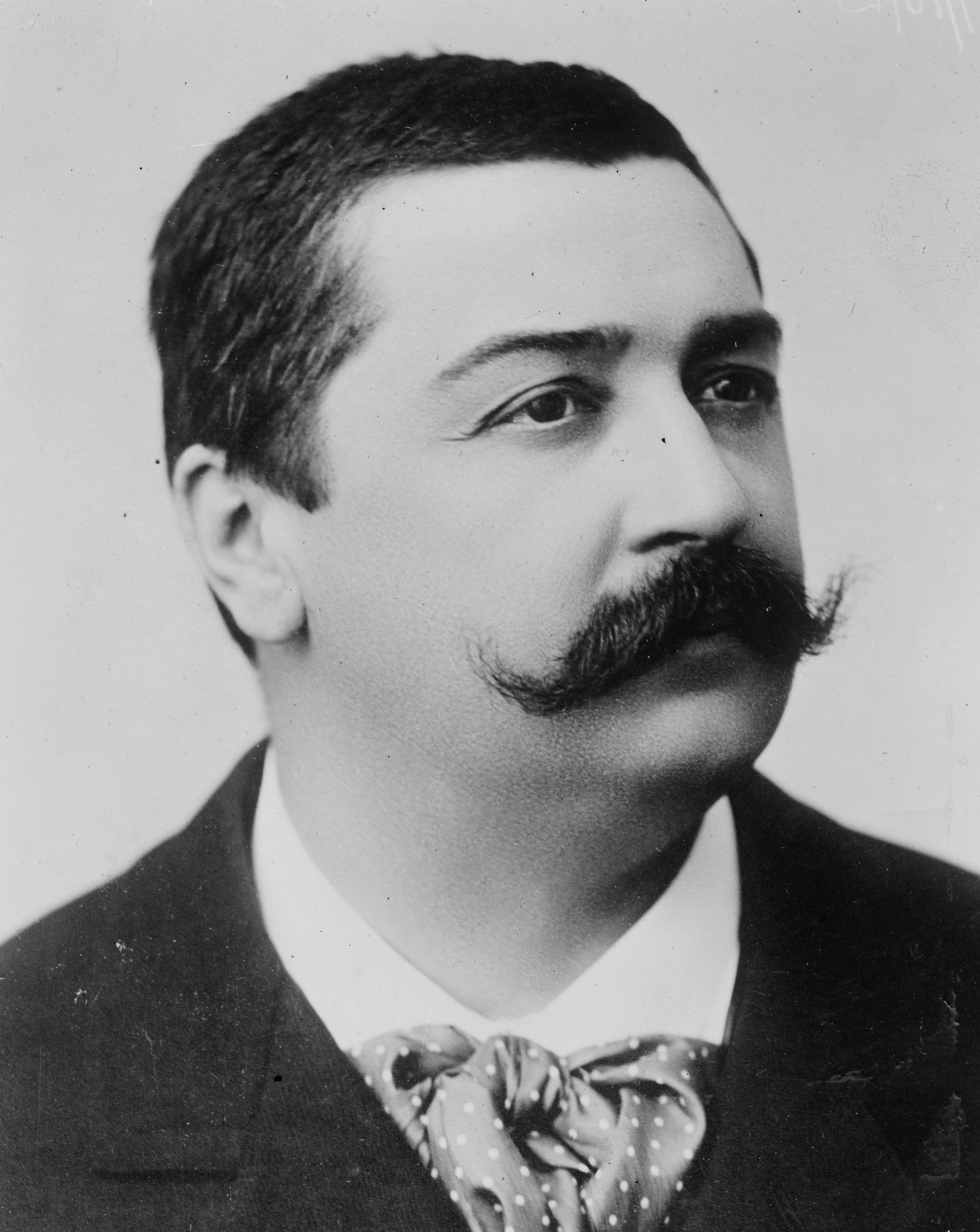
Roland Bonaparte (1858-1924)
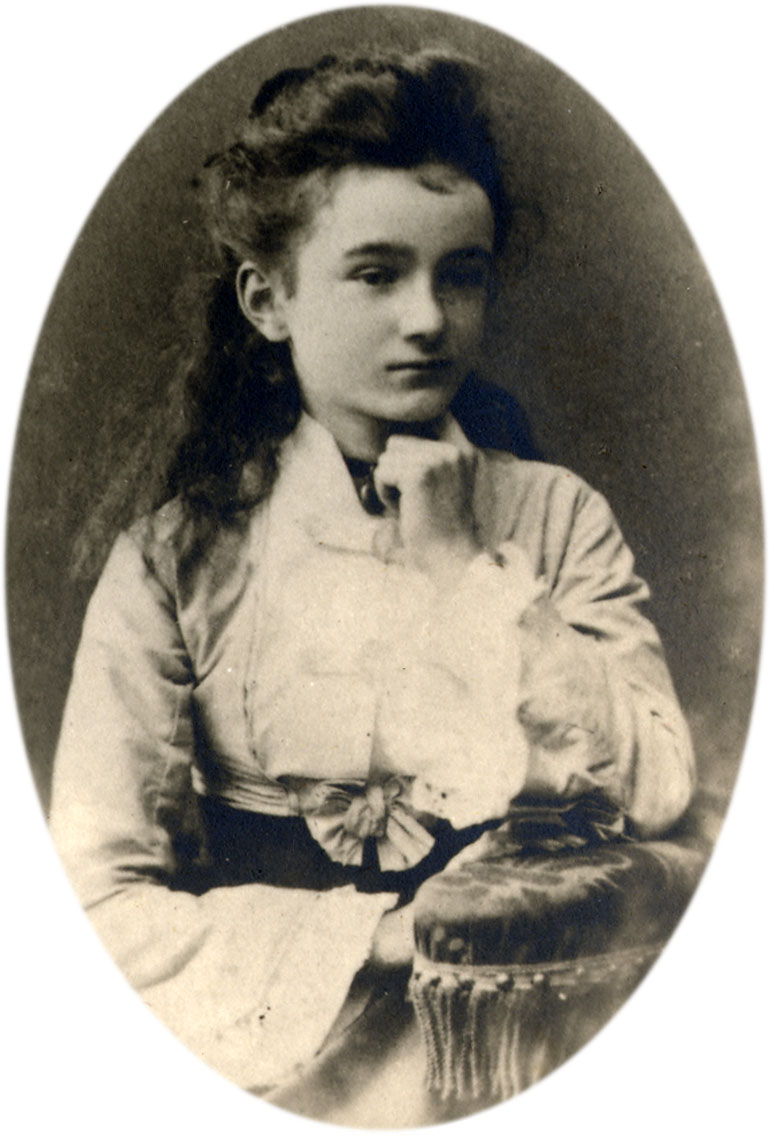
Marie-Félix Blanc (1859-1922)
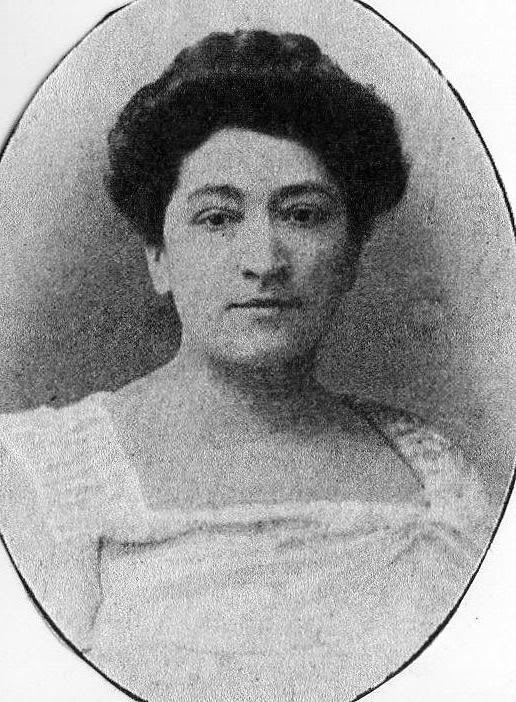
Jeanne Bonaparte (1861-1910)
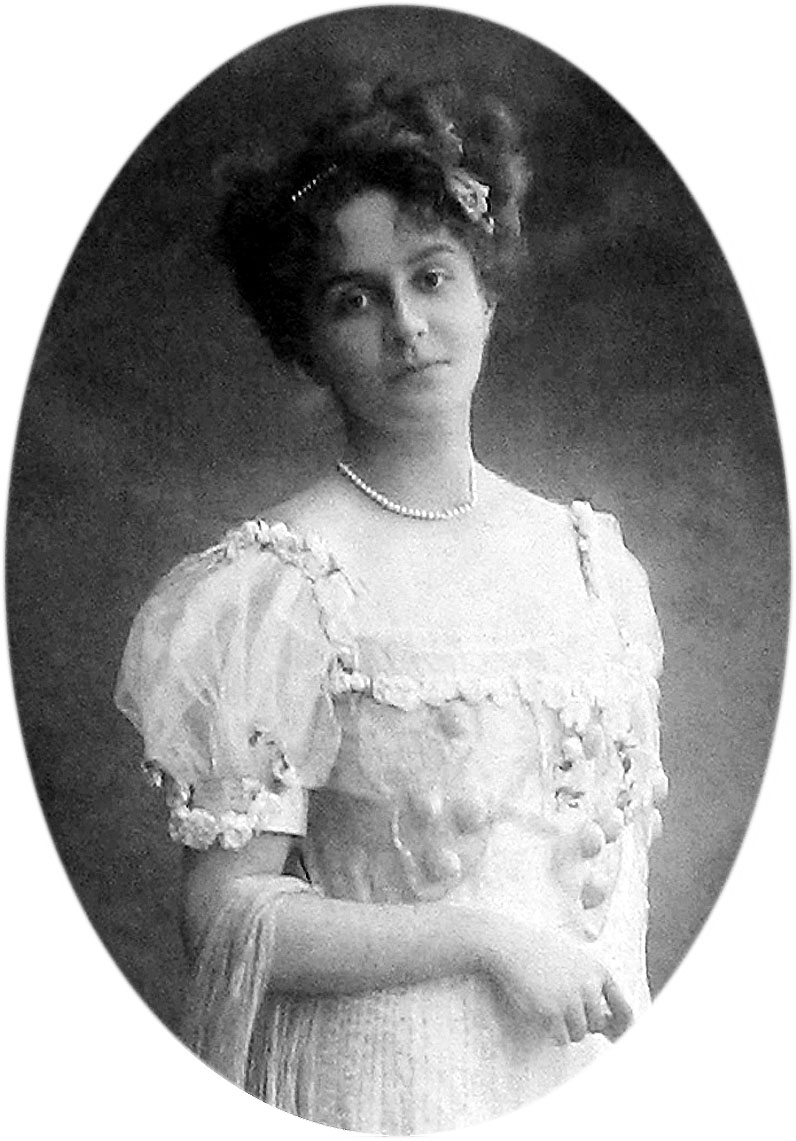
Marie Bonaparte (1882-1962)

## Chefs de la famille impériale

### Querelles dynastiques

#### Querelle de 1879

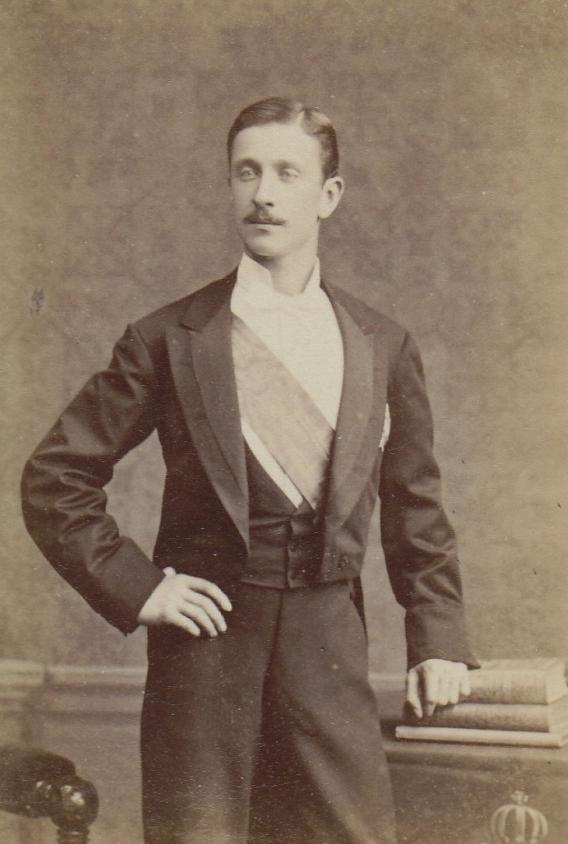
Le prince impérial
Louis-Napoléon Bonaparte
(1856-1879)

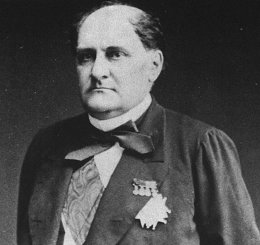
Le prince
Napoléon-Jérôme Bonaparte
(1822-1891)

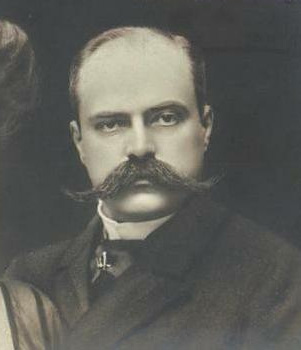
Le prince
Victor Napoléon
(1862-1926)

La première querelle dynastique éclate à la suite de la mort du prince impérial Louis-Napoléon Bonaparte, fils unique de Napoléon III, le 1er juin 1879. Par un codicille ajouté à son testament, daté du 26 février 1879, l'héritier du dernier empereur à avoir régné sur la France désigne pour lui succéder le prince Victor Napoléon (1862-1926), son cousin au 6e degré, petit-fils de son grand-oncle, le roi Jérôme Bonaparte :

« Les devoirs de notre maison envers le pays ne s'éteignent pas avec ma vie ; moi mort, la tâche de continuer l'œuvre de Napoléon Ier et de Napoléon III incombe au fils aîné du prince Napoléon [...]. »

Par ce document, l'héritier légitime (selon la constitution de l'Empire), le prince Napoléon-Jérôme, fils du roi Jérôme Bonaparte et cousin au 5e degré du prince impérial Louis-Napoléon Bonaparte, est privé de facto de ses droits dynastiques au profit de son fils, Victor Napoléon, alors âgé de 17 ans. Cette mise à l'écart est due aux convictions radicales trop souvent exprimées par le prince Napoléon-Jérôme sous le règne de son cousin germain, Napoléon III, mais aussi à son outrancière opposition à l'impératrice Eugénie, à ses déplaisantes manœuvres après la mort de l'Empereur et à son incapacité, selon le prince impérial, à rassembler les bonapartistes autour de son nom.
Dans un premier temps, le testament du prince impérial Louis-Napoléon Bonaparte est ignoré, et le mouvement bonapartiste se range derrière l'héritier légitime mais les dissensions ne s'effacent pas pour autant. D'un côté, les chefs politiques du bonapartisme ont fait le choix de l'alliance avec les royalistes et les cléricaux dans une union conservatrice clairement ancrée à droite ; de l'autre côté, le nouveau chef de la famille impériale défend des convictions avancées, prônant un bonapartisme plus populaire, plus à gauche, proche du républicanisme. Ainsi, en novembre 1879, aux élections sénatoriales en Charente, le Prince Napoléon-Jérôme soutient le candidat Raoul-Duval (bonapartisme populaire) face au maréchal François Certain de Canrobert (bonapartisme clérical), ce dernier l'emportant. Une fronde commence dès lors à s'esquisser, notamment initiée par Paul de Cassagnac et Jules Amigues, bientôt rejoint par le cardinal Henri de Bonnechose (bonapartistes catholiques) et Eugène Rouher.
Dès 1880, la désintégration du parti est consommée à la suite des propos du prince Napoléon-Jérôme se déclarant favorable à l'expulsion des Jésuites, et opposé à l'alliance avec les monarchistes et les conservateurs. Tandis que la fronde menée par Paul de Cassagnac et Jules Amigues s'amplifie, l'aile gauche du bonapartisme se rallie à la Troisième République et l'aile droite au royalisme. Très rapidement abandonné par les grandes figures du mouvement, l'héritier légitime se retrouve minoritaire. Le bonapartisme se divise dès lors entre jérômistes (minoritaires, bonapartistes républicains et sociaux) et victoriens (majoritaires, bonapartistes dynastiques et conservateurs). L'unité a tenu à peine une année.
Le prince Napoléon-Jérôme et le prince Victor Napoléon s'opposent alors, parfois violemment, jusqu'à la mort du premier, le 17 mars 1891. Par son testament, il déshérite son fils :

« Je ne laisse rien à Victor, mon fils aîné, c'est un traître et un rebelle, sa conduite me cause une grande douleur et un profond mécontentement. Je ne veux pas qu'il assiste à mes obsèques. »

Il fait ainsi de son fils cadet, Louis Bonaparte (1864-1932), « le représentant de la cause des Napoléon […] ». Cependant, Louis, officier en Russie, ne désirant pas cette charge, et le testament étant contraire à la loi française, celui-ci est annulé. Avec le soutien de son frère, Louis, de sa sœur, Lætitia Bonaparte (également déshéritée), et de sa mère, la princesse Clotilde de Savoie (elle aussi écartée de la succession), Victor Napoléon, désormais « prince Napoléon », devient le chef légitime et incontesté de la famille impériale et l'unique incarnation du bonapartisme, un mouvement en partie désintégré à cause de cette querelle dynastique doublée d'un différend idéologique.

#### Querelle de 1997

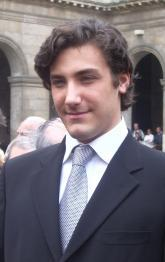
Le prince
Jean-Christophe Napoléon
(1986)

La seconde querelle dynastique s'est ouverte en 1997 et n'est pas encore résolue. Elle se déclenche après la mort du prince Louis Napoléon (1914-1997), fils du prince Victor Napoléon, le 3 mai 1997, et l'ouverture de son testament par Me Jean-Marc Varaut, le 2 décembre suivant. En effet, tout comme le prince impérial Louis-Napoléon Bonaparte avait déshérité en 1879 le prince Napoléon-Jérôme, grand-père de Louis, ce dernier déshérite également, par voie testamentaire et uniquement en ce qui concerne la succession dynastique, l'héritier légitime de la famille impériale, en l'occurrence son fils, le prince Charles Napoléon, dont il désapprouvait à la fois le divorce en 1989, le remariage en 1996 et les convictions politiques : républicain, étiqueté à gauche et autonomiste corse. Louis, prince Napoléon, désigne pour lui succéder son petit-fils, Jean-Christophe Napoléon, le fils de Charles Napoléon, alors âgé de 11 ans.
Pour accomplir cet acte, le prince Louis s'appuie sur plusieurs sources juridiques du droit impérial :

« [Le chef de famille est] autorisé par le Sénatus-consulte du 7 novembre 1852, le Statut de la famille impériale du 21 juin 1853 et la Tradition à désigner dans certaines hypothèses, notamment par application de l'article 4 du Statut, l'héritier dynaste dans la famille impériale pour succéder à la dignité impériale [...]. »

Il invoque ici l'article 6 du Sénatus-consulte de 1852 qui stipule que :

« [les membres de la famille impériale] ne peuvent se marier sans l'autorisation de l'empereur. Leur mariage fait sans cette autorisation emporte privation de tout droit à l'hérédité [...]. »

Ainsi que l'article 4 du statut de 1853 qui ajoute que :

« Le mariage des membres de la famille impériale […] sera nul de plein droit, et sans qu'il soit besoin de jugement, toutes les fois qu'il aura été contracté sans le consentement formel de l'Empereur. »

Enfin, il fait référence à la Tradition, rappelant ici le précédent de 1879 où le testament du prince impérial Louis-Napoléon Bonaparte avait été majoritairement approuvé et considéré comme valide (une fois l'union autour du prince Napoléon-Jérôme consommée). Mais cette invocation de l'Histoire de la dynastie ne doit pas occulter que le prince Louis fonde la légalité de son acte sur l'application des dispositions constitutionnelles relatives au mariage des membres de la famille impériale.
Bien que républicain et donc étranger aux querelles dynastiques (selon ses propres termes), le prince Charles Napoléon conteste le testament de son père Louis et estime être le chef légitime de la famille impériale, invoquant les lois actuelles de la République française concernant le divorce pour invalider un testament bâti sur les lois et statuts de l'ère impériale. Charles Napoléon a également toujours affirmé que cette querelle ne troublerait en aucun cas ses relations avec son fils, Jean-Christophe Napoléon, chef de famille désigné. Cette querelle ne divise pas profondément les bonapartistes, devenus très minoritaires dans le paysage politique français : les bonapartistes dynastiques, ultra-minoritaires, reconnaissent Jean-Christophe Napoléon comme prétendant au trône, Charles Napoléon déclarant de toute manière ne pas l'être ; quant aux bonapartistes républicains, ils se désintéressent d'une question de droit héréditaire et de l'identité du chef de famille.
La princesse Alix de Foresta, veuve du prince Louis est la principale représentante de la famille impériale, ayant exercé comme une sorte de régence durant la minorité de son petit-fils Jean-Christophe Napoléon. Depuis quelques années maintenant, on voit le prince Jean-Christophe dans la plupart des commémorations napoléoniennes,,,, en qualité de prince Napoléon, en application des dispositions testamentaires de son grand-père. Charles Napoléon, quant à lui, publie régulièrement des ouvrages sur son illustre ancêtre.

### Ordre de succession actuel
L'ordre de succession au trône impérial de France se résume aujourd'hui à seulement deux personnes : Louis Napoléon, né en 2022, fils de Jean-Christophe Napoléon, actuel chef de famille, et Jérôme Napoléon, né en 1957, grand-oncle du précédent.
- Charles Bonaparte (1746-1785) 
  -  Napoléon Ier (1769-1821)
    -  Napoléon II (1811-1832)

  - Louis Bonaparte (1778-1846) 
    -  Napoléon III (1808-1873)
      -  Louis-Napoléon Bonaparte, prince impérial, dit « Napoléon IV » (1856-1879)

  - Jérôme Bonaparte (1784-1860) 
    - Napoléon-Jérôme Bonaparte (1822-1891) (déshérité)
      -  Victor Napoléon, dit « Napoléon V » (1862-1926)
        -  Louis Napoléon, dit « Napoléon VI » (1914-1997)
          - Charles Napoléon (1950) (déshérité) 
            -  Jean-Christophe Napoléon, dit « Napoléon VII » (1986)
              - (1)  Louis Napoléon (2022) 

          - (2)  Jérôme Napoléon (1957)

### Liste des chefs de famille successifs
Les chefs de famille ayant régné sur la France sont indiqués en gras alors que ceux qui n'ont pas prétendu au rétablissement du trône impérial sont indiqués en italique.
Les titres portés actuellement par les membres de la famille Bonaparte sont des titres de courtoisie. Ils sont traditionnellement admis mais n’ont aucune existence juridique, le « chef de la maison impériale » n’ayant pas, au regard des lois de la République, la faculté d’octroyer des marques d’honneur et de distinction ou des titres.
| Portrait                           | Nom                                                                                              | Période                             | Notes |
| ---------------------------------- | ------------------------------------------------------------------------------------------------ | ----------------------------------- | --- |
| Napoléon Ier                       | Napoléon Ier Napoléon Bonaparte (15/08/1769-05/05/1821)                                          | 1804 – 1821                         | Proclamé empereur des Français le 18 mai 1804, il abdique une première fois le 6 avril 1814 avant de revenir sur le trône, le 20 mars 1815 ; il est de nouveau contraint d'abdiquer le 22 juin 1815. Il finit sa vie en exil, sur l'île de Sainte-Hélène.                                                                                               |
| Napoléon II                        | Napoléon II Napoléon François Joseph Charles Bonaparte (20/03/1811-22/07/1832)                   | 1821 – 1832                         | Brièvement proclamé empereur des Français après chaque abdication de son père, il doit laisser le trône à Louis XVIII. Il finit ses jours en Autriche, sous le titre de duc de Reichstadt, sans jamais avoir pris la tête du mouvement bonapartiste. |
| Joseph Bonaparte                   | Joseph Bonaparte Joseph Napoléon Bonaparte (07/01/1768-28/07/1844)                               | 1832 – 1844                         | Frère aîné de Napoléon Ier, il devient, à la mort de son neveu, l'Aiglon, le chef légitime de la famille impériale. Cependant, il ne revendique pas le trône et ne prend pas la tête du mouvement bonapartiste. |
| Louis Bonaparte                    | Louis Bonaparte Louis Napoléon Bonaparte (02/09/1778-25/07/1846)                                 | 1844 – 1846                         | Frère cadet de Napoléon Ier, il devient, à la mort de son frère, Joseph, le chef légitime de la famille impériale. Tout comme son prédécesseur, il ne revendique pas le trône et ne prend pas la tête du mouvement bonapartiste. |
| Napoléon III                       | Napoléon III Charles Louis-Napoléon Bonaparte (20/04/1808-09/01/1873)                            | 1846 – 1873                         | Fils de Louis Bonaparte, il est élu président de la République le 10 décembre 1848 puis mène un coup d'État en 1851, rétablissant l'Empire l'année suivante. Son pouvoir s'écroule après la défaite de Sedan face à la Prusse en 1870. |
| Le prince impérial                 | Louis-Napoléon Bonaparte Napoléon Eugène Louis Jean Joseph Bonaparte (16/03/1856-01/06/1879)     | 1873 – 1879                         | Prince impérial, fils de Napoléon III et de l'impératrice Eugénie, il succède à son père en 1873 avant de mourir six ans plus tard, en Afrique du Sud ; les bonapartistes le reconnaissaient sous le nom de Napoléon IV. |
| Le prince Napoléon (Jérôme)        | Napoléon-Jérôme Bonaparte Napoléon Joseph Charles Paul Bonaparte (09/09/1822-17/03/1891)         | Querelle dynastique 1879 – 1891     | Fils de Jérôme, dernier frère de Napoléon Ier, le testament du prince impérial le prive de ses droits héréditaires, mais, aîné des Bonaparte et prince Napoléon, il s'estime chef légitime de la famille impériale. Ses quelques partisans monarchistes le reconnaissent comme Napoléon V.                                                              |
| Le prince Victor Napoléon          | Victor Bonaparte Napoléon Victor Jérôme Frédéric Bonaparte (18/07/1862-03/05/1926)               | Querelle dynastique 1879 – 1891     | Fils du prince Napoléon (Jérôme) et de la princesse Clotilde, il est désigné par le testament du prince impérial pour lui succéder. Il se réclame activement chef de la Maison impériale de France à partir de mai 1884, après avoir rompu avec son père. Ses partisans, majoritaires parmi les bonapartistes, le reconnaissent alors comme Napoléon V. |
| Le prince Victor Napoléon          | Victor Bonaparte Napoléon Victor Jérôme Frédéric Bonaparte (18/07/1862-03/05/1926)               | 1891 – 1926                         | À la mort de son père, il devient le chef légitime et incontesté de la famille impériale, héritant du titre de prince Napoléon. |
| Le prince Louis Napoléon           | Louis Napoléon Louis Jérôme Victor Emmanuel Léopold Marie Bonaparte (23/01/1914-03/05/1997)      | 1926 – 1997                         | Fils du prince Victor et de la princesse Clémentine, il succède à son père en 1926 et préside aux destinées de la famille impériale pendant 71 ans. Certains bonapartistes dynastiques peuvent le considérer comme Napoléon VI. |
|                                    | Charles Napoléon Charles Marie Jérôme Victor Napoléon Bonaparte (19/10/1950)                     | « Querelle dynastique » depuis 1997 | Fils du prince Louis, le testament de son père le prive de ses droits dynastiques ; il se considère comme l'aîné des Bonaparte, sans être toutefois prétendant au trône par conviction républicaine. Il reconnaît son fils comme légitime chef de la Maison impériale, sans jamais l'avoir cependant déclaré par acte officiel.                         |
| Le prince Jean-Christophe Napoléon | Jean-Christophe Napoléon Jean-Christophe Louis Ferdinand Albéric Napoléon Bonaparte (11/07/1986) | « Querelle dynastique » depuis 1997 | Petit-fils du prince Louis et fils du prince Charles, il devient chef de la famille impériale en 1997 par le testament de son grand-père. Les bonapartistes dynastiques le reconnaissent comme Napoléon VII, ou Napoléon VIII voire Napoléon IX si Napoléon-Jérôme et Charles sont intégrés dans le décompte.                                           |